# Vietnam
Vietnam ([vi̯ɛtˈna[ː]m], vietnamesisch Việt Nam [in Hanoi viɜʔt̚˧ˀ˨ʔ naːm˧˧], Bedeutung „Viet des Südens“, amtlich Sozialistische Republik Vietnam, vietnamesisch Cộng hòa Xã hội chủ nghĩa Việt Nam, Chữ Nôm 共和社會主義越南 [in Hanoi kɜwŋ͡m˧ˀ˨ʔ hwaː˨˩ s̪aː˦ˀ˥ hoj˧ˀ˨ʔ ṯɕu˧˩ ŋiɜ˦ˀ˥ viɜʔt̚˧ˀ˨ʔ naːm˧˧]) ist ein langgestreckter Küstenstaat in Südostasien. Er grenzt an China, Laos, Kambodscha, den Golf von Thailand und das Südchinesische Meer. Die Hauptstadt Vietnams ist Hanoi, größte Stadt nach Einwohnern ist Ho-Chi-Minh-Stadt (Saigon); weitere bedeutende Metropolen des Landes sind Hải Phòng, Cần Thơ und Đà Nẵng. Die Mehrheit der Bevölkerung sind Vietnamesen.
Das erste historisch belegte Königreich auf dem Gebiet des heutigen Vietnam entstand im 1. Jahrtausend v. Chr. Danach entwickelte sich ein friedliches Zusammenleben zwischen den Yue und den Han während der Triệu-Dynastie. 111 v. Chr. kam die Dynastie unter die Kontrolle der Han-Chinesen als Provinz der Han-Dynastie und blieb dies – unterbrochen von kurzen Zeiträumen der Unabhängigkeit – bis 939 n. Chr., als sie nach der Schlacht am Bạch-Đằng-Fluss (zum Herbst 938 n. Chr.) die Unabhängigkeit errang. In den folgenden Jahrhunderten expandierte Vietnam nach Süden mit aufeinanderfolgenden Dynastien und einer Besatzungszeit der Chinesen von 1407 bis 1428.
Im 19. Jahrhundert kam das Gebiet nach und nach als Teil von Französisch-Indochina unter französische Kolonialherrschaft. Im Zweiten Weltkrieg besetzte Japan die Region. Von 1946 bis 1954 versuchte Frankreich im Ersten Indochinakrieg ohne Erfolg, seine Kolonialherrschaft wiederherzustellen. Als Folge der französischen Niederlage wurde 1954 aus Tonkin und dem nördlichen Teil Annams das sozialistische Nordvietnam mit der Hauptstadt Hanoi und aus Cochinchina und dem südlichen Teil Annams das von den Westmächten unterstützte Südvietnam mit der Hauptstadt Saigon. Von 1964 bis 1973 scheiterten die Vereinigten Staaten von Amerika im Vietnamkrieg, Nordvietnam und die mit ihm verbündete Nationale Front für die Befreiung Südvietnams zu besiegen. Stattdessen wurden die beiden vietnamesischen Staaten 1976 unter kommunistischer Führung wiedervereinigt.

## Geographie
Vietnams Fläche entspricht ungefähr 93 % jener Deutschlands. Das Land umfasst die weiten Ebenen der Flussdeltas von Rotem Fluss und Mekong, die gesamte östliche Festlandküste Südostasiens sowie die langen Gebirgszüge und Hochebenen des Hinterlandes. Die Nord-Süd-Ausdehnung beträgt etwa 1650 km, die Ost-West-Breite bis zu 600 km, während die schmalste Stelle in Mittelvietnam nur 50 km breit ist. Vietnam besitzt eine 3730 Kilometer lange Landgrenze zu drei Staaten: zur Volksrepublik China (1150 Kilometer), zu Laos (1650 Kilometer) und zu Kambodscha (930 Kilometer).
Die Geographie Vietnams wird auch als „Bambusstange mit zwei Reisschalen“ beschrieben: Im Norden und Süden liegen zwei fruchtbare reisliefernde Flussdeltas, dazwischen als Verbindung ein schmales, eher karges, von Wald und Gebirge geprägtes Gebiet.
Insgesamt ist Vietnam zu drei Vierteln von Bergen und Hochebenen überzogen.

### Landschaften
Von Nord nach Süd werden fünf Landschaften unterschieden:

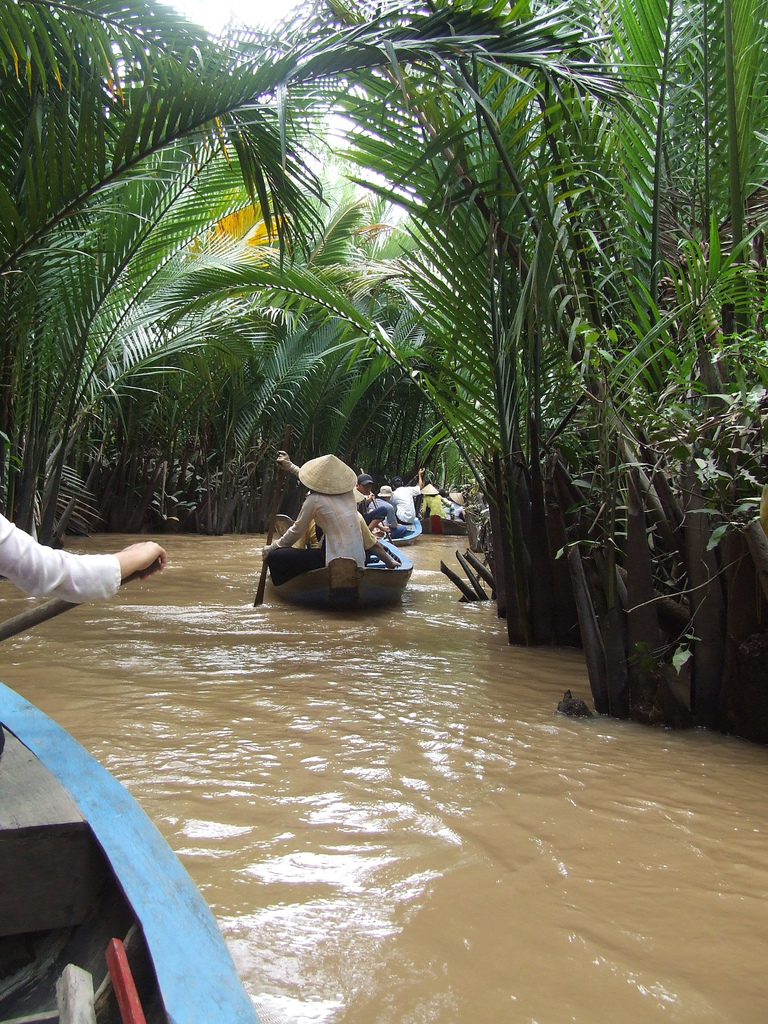
Mekongdelta

- Yunnan-Hochland: Gebirgslandschaft im Norden, wo Vietnam an China grenzt und sein höchster Berg Phan-xi-păng (3144 m) liegt. Diese Region ist Siedlungsgebiet von vielen ethnischen Minderheiten, wobei die Stadt Sa Pa am Fuße des Phan-xi-păng die meisten Touristen anzieht.
- Delta des Roten Flusses: Diese fruchtbare Gegend rund um die Hauptstadt Hanoi (Hà Nội) erstreckt sich bis zum Golf von Tonkin (Bắc Bộ). Touristenattraktionen sind hier die Kalksteinfelsen um Ninh Bình südlich von Hanoi, und die Halong-Bucht östlich der Hauptstadt.
- Annamitisches Hochland: Das bergige, dünn besiedelte Hinterland Mittel- und Südvietnams ist vor allem Siedlungsgebiet ethnischer Minderheiten.
- Annamitischer Küstenstreifen: der schmale, relativ dicht besiedelte Küstenraum zwischen dem Gebirge und dem Südchinesischen Meer in Mittel- und Südvietnam. Die größten Städte Annams sind Huế und Đà Nẵng.
- Mekongdelta: fruchtbare, dichtbesiedelte Schwemmlandebene, an deren nordöstlichem Rand die Millionenstadt Ho-Chi-Minh-Stadt (Thành phố Hồ Chí Minh, bis 1976 Saigon) liegt.

### Klima

Vietnam-Klimakarte

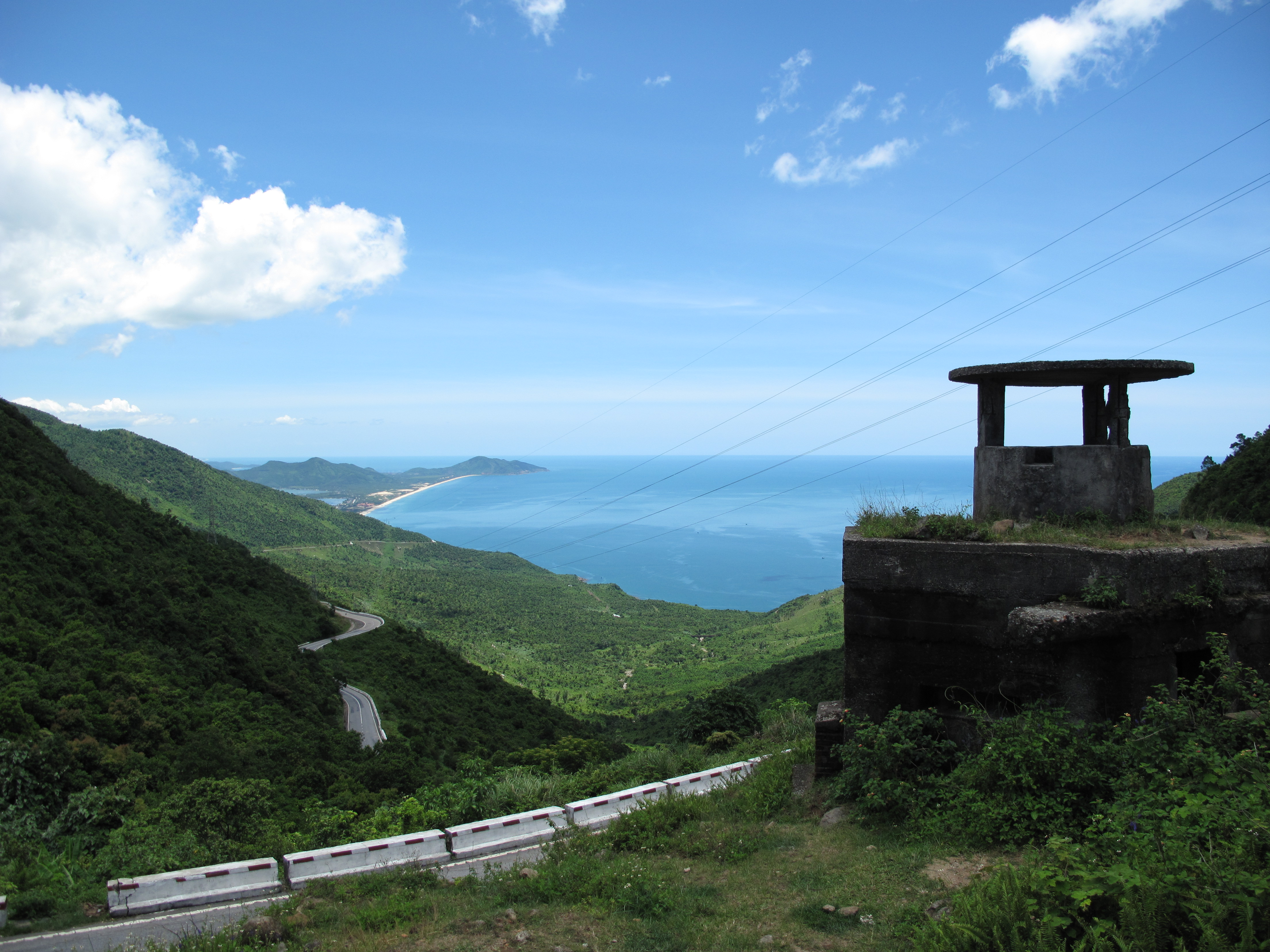
Hai-Van-Pass (Wolkenpass)

Das Klima unterscheidet sich erheblich zwischen Nord- und Südvietnam. Der Norden ist eine subtropische Region, es gibt eine kühle Jahreszeit von November bis April und eine heiße von Mai bis Oktober. Der Süden und die zentrale Region sind tropisch: warm bis sehr heiß während des ganzen Jahres, etwas kühler von November bis Januar, heiß von Februar bis Mai und mit einer Regenzeit zwischen Mai und Oktober. Die Wetterscheide zwischen diesen Gebieten bildet der Wolkenpass nördlich von Đà Nẵng.
Während der Regenzeit wüten häufig Taifune, die besonders im Mekongdelta, aber auch in anderen Küstenregionen Überschwemmungen anrichten können.

### Tierwelt

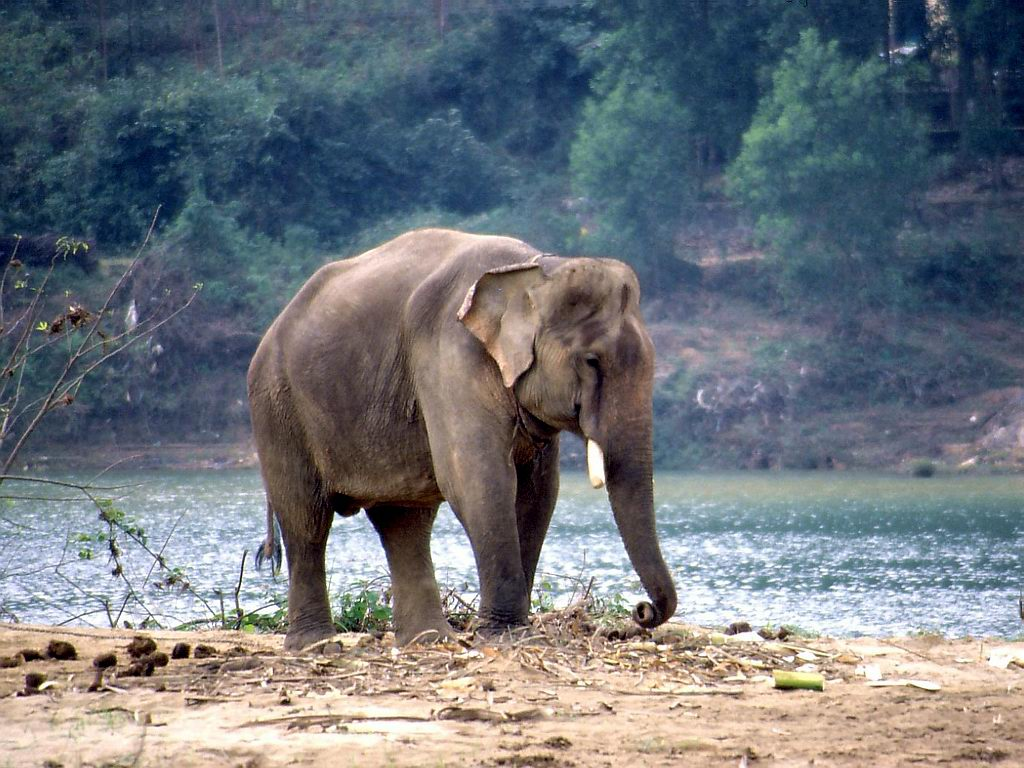
Arbeitselefant am Ufer des Parfüm-Flusses in Mittel-Vietnam

Vietnam hat eine artenreiche Tierwelt, die jedoch durch die fortschreitende Zerstörung der Wälder und Wilderei bedroht ist. So leben nach neueren Schätzungen nur mehr rund 200 Tiger und weniger als 60 Asiatische Elefanten dort, deren Überleben fraglich ist. Die Java-Nashörner, die in Vietnam lange auf das Gebiet des Cat-Tien-Nationalparks beschränkt waren, sind bereits 2010 durch Wilderei ausgerottet worden. Außerhalb Vietnams leben die seltenen Tiere nur noch im Ujung-Kulon-Nationalpark auf der Insel Java. Weitere Säugetiere umfassen Primaten (Schopfgibbons, Plumploris, Languren, Makaken), Raubtiere (darunter Malaienbären, Marmorkatzen sowie etliche Schleichkatzenarten), Paarhufer (Kantschile, Muntjaks, Hirsche, Bantengrinder, Gaure) sowie zahlreiche Fledermaus- und Nagetiergattungen. Die Vogelwelt ist ebenfalls artenreich, dazu gehören Fasane, Nashornvögel, Eulen, Greifvögel, Reiher und zahlreiche Singvögel. Auch Krokodile, Schlangen, Echsen und Frösche sind in diesem Land beheimatet, dazu zahllose Arten von Insekten und Wirbellosen. In den 1990er-Jahren wurden mehrere neue Arten Vietnams beschrieben, darunter das Vu-Quang-Rind und mehrere Muntjakarten. Das Vu-Quang-Rind wird im Vu-Quang-Nationalpark geschützt.

### Umwelt
Der Einsatz von Umweltgiften durch die USA während des Vietnamkrieges hat die vietnamesische Natur nachhaltig geschädigt. Vor allem dioxinhaltige Herbizide wie Agent Orange, von dem die US-Luftwaffe über 45 Millionen Liter über dem Land versprühte, zeigen in großen Landstrichen nach wie vor Wirkung, da sie sich nur sehr langsam zersetzen und eine Halbwertszeit von etwa einem Jahrzehnt haben. So wurde während des Krieges etwa die Hälfte der Mangrovensümpfe zerstört, die sich nicht selbst regenerieren können. Die entlaubten Hänge im Landesinneren können nach wie vor nicht aufgeforstet werden, denn es können sich nur sehr widerstandsfähige Gräser halten, die während der Trockenzeit sehr anfällig für Flächenbrände sind. In der Regenzeit kommt es in diesen Regionen deshalb zu extrem starker Erosion.
Unter den Spätfolgen des Dioxineinsatzes haben nicht nur jene immer noch zu leiden, die damals direkt damit in Berührung kamen (Hautverätzungen, Chlorakne, Krebs). Das Gift fand auch seinen Weg in die Nahrungskette, was durch die dadurch verursachte Schädigung des Erbgutes unter anderem zu signifikant erhöhten Zahlen an Fehl-, Tot- und Missgeburten führt.
Neben Umweltgiften sind in den ländlichen Gebieten auch noch eine große Zahl von Blindgängern und Landminen zu finden. Nach wie vor werden jedes Jahr Bauern und Altmetallsucher von explodierender Munition getötet oder verletzt.
Millionen Hektar der tropischen Wälder, die zuvor bereits unter den Herbiziden zu leiden hatten, wurden seit den 1960er Jahren durch Brandrodung und Abholzung zerstört. Besonders betroffen hiervon ist der teils schwer zugängliche Norden. Zwar versucht die Regierung dem Einhalt zu gebieten, aber der Druck der schnell wachsenden Bevölkerung und die Armut in den Bergprovinzen veranlasst die Bevölkerung immer wieder dazu, Wald niederzubrennen, um Ackerland zu gewinnen. Tropenhölzer wie Teakholz werden in Vietnam wie in ganz Südostasien trotz inzwischen strenger gesetzlicher Regelungen nach wie vor illegal gewonnen, um daraus Möbel für den europäischen, US-amerikanischen und japanischen Markt zu fertigen.
Es gibt Programme mit teils großer ausländischer Hilfe, die das Umweltbewusstsein der Vietnamesen stärken sollen. Regierung und Umweltorganisationen setzen große Hoffnungen in die Entwicklung des Ökotourismus. Sie haben bereits mehrere Nationalparks eingerichtet – den ältesten davon schon 1962 –, und einige Landschaften des Landes stehen unter besonderem Schutz der UNESCO.

### Verwaltungsgliederung
Vietnam ist in 58 Provinzen und fünf Munizipalitäten unterteilt. Unter dieser Ebene folgen Städte, Distrikte und Dörfer. Die Volksräte der Provinzen und Munizipalitäten sind direkt der Zentralregierung unterstellt. Auf Distrikts- und Gemeindeebene gibt es ebenfalls gewählte Volksräte, gegenüber denen die lokalen Behörden bis zu einem gewissen Maß gebunden sind. Die Volksräte wählen außerdem die Volkskomitees, welche die regionalen Regierungen darstellen.

### Städte

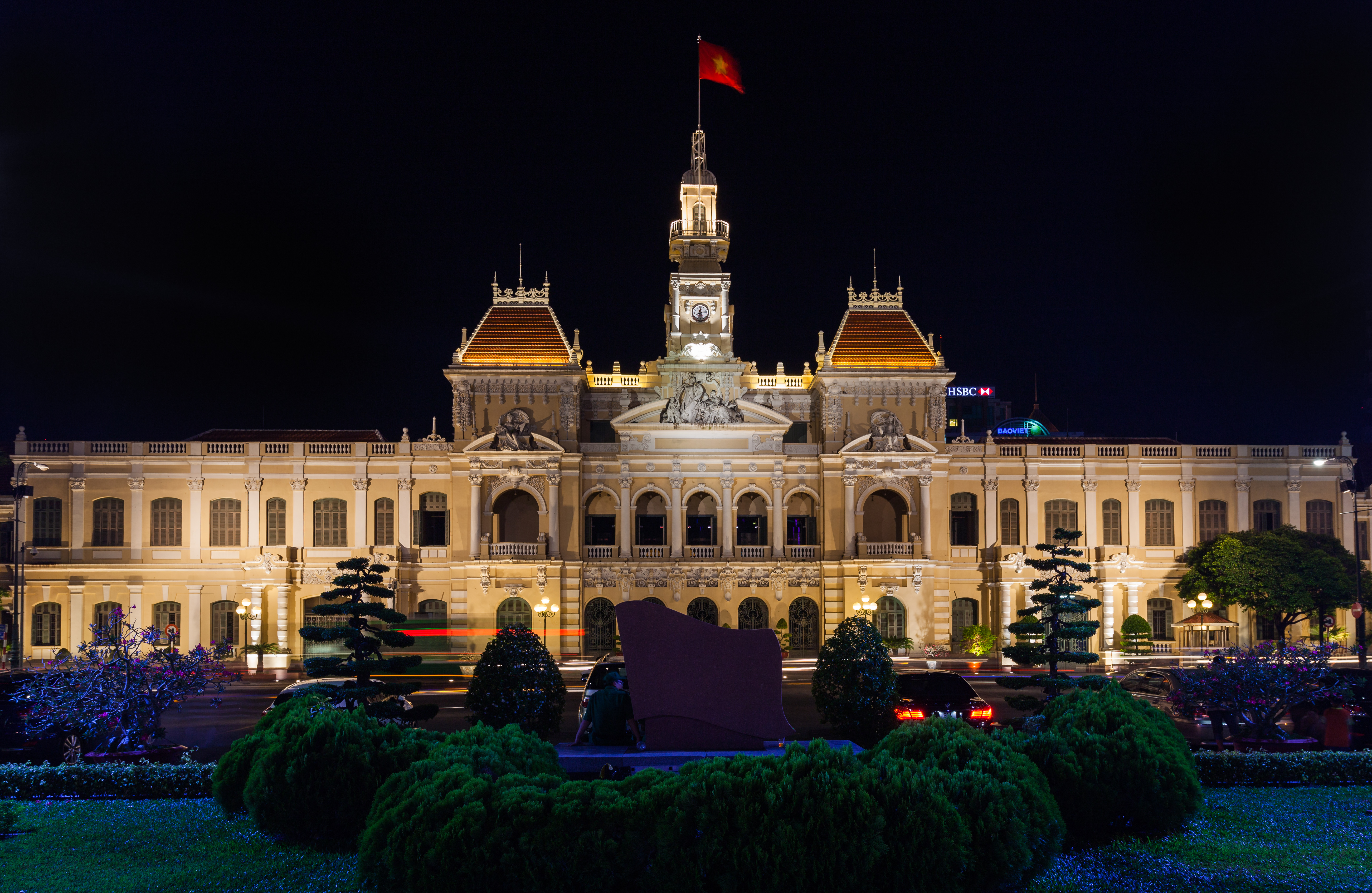
Rathaus von Hồ-Chí-Minh-Stadt im Kolonialstil

Die zwei mit Abstand wichtigsten Städte sind die Hauptstadt Hanoi (Hà Nội) und die größte Stadt Vietnams Ho-Chi-Minh-Stadt (Thành phố Hồ Chí Minh, früher Saigon). Während letztere eine der schnellstwachsenden Boomstädte der Welt ist und als wirtschaftliches Zentrum des ASEAN verstanden wird, hat Hà Nội den Ruf, ruhiger und eleganter zu sein. In der Tat ist Hà Nội in wirtschaftlichen Belangen gegenüber der südlichen Metropole recht weit im Hintertreffen.
Die Hafenstädte Đà Nẵng, Hải Phòng und Nha Trang sind in ihrem Stadtbild teilweise stark französisch geprägt. Dies ist unter anderem an den Kirchen und Villen der Städte zu erkennen. Die Städte Huế als Hauptstadt während der letzten Kaiserdynastie und die kaiserliche Sommerresidenz Đà Lạt im südlichen Hochland sind von großer geschichtlicher Bedeutung und ziehen viele Besucher an. Für Touristen ist auch die Handelsstadt Hội An interessant, da ihre zum UNESCO-Weltkulturerbe erklärte Altstadt sehr gut erhalten ist. Reine Industriestädte sind hingegen Vinh, Ninh Bình, Mỹ Tho oder Bến Tre.
Die gesamte Küste ist mit touristisch teils unerschlossenen Stränden übersät. Beispiele dafür sind Mũi Né, Long Hải und Vũng Tàu am Südchinesischen Meer sowie Hà Tiên am oder die Insel Phú Quốc im Golf von Thailand.
Im Jahr 2023 lebten 40 Prozent der Einwohner Vietnams in Städten. Die 5 größten Städte sind (Stand 2019):
1. Ho-Chi-Minh-Stadt: 7.005.000 Einwohner
2. Hanoi: 3.605.000 Einwohner
3. Da Nang: 988.000 Einwohner
4. Hai Phong: 841.000 Einwohner
5. Bien Hoa: 830.000 Einwohner

## Bevölkerung

### Demografie

Alterspyramide 2017 (Mio. Einwohnern)

Vietnam hatte 2023 geschätzt 100,4 Millionen Einwohner. Das jährliche Bevölkerungswachstum betrug + 0,7 %. Zum Bevölkerungswachstum trug ein Geburtenüberschuss (Geburtenziffer: 14,7 pro 1000 Einwohner vs. Sterbeziffer: 6,8 pro 1000 Einwohner) bei. Die Anzahl der Geburten pro Frau lag 2022 statistisch bei 1,9, die der Region Ostasien und Ozeanien betrug 1,5. Die Lebenserwartung der Einwohner Vietnams ab der Geburt lag 2022 bei 74,6 Jahren. Der Median des Alters der Bevölkerung lag im Jahr 2021 bei 32 Jahren. Im Jahr 2023 waren 23,6 Prozent der Bevölkerung unter 15 Jahre, während der Anteil der über 64-Jährigen 8,6 Prozent der Bevölkerung betrug.
Während die vietnamesische Bevölkerung von westlichen Beobachtern als durchweg jung wahrgenommen wird, beginnt Vietnam sich darauf einzustellen, dass die Bevölkerung in eine Phase der Alterung eingetreten ist. Am 1. April 2010 erreichte die Zahl der über 60-Jährigen den Stand von 8,1 Millionen; das sind 9,4 % der Gesamtbevölkerung und bedeutet einen Zuwachs von 4 % gegenüber 2009. Vietnam gehört damit zu den Ländern mit einer außergewöhnlich schnellen Alterung der Gesamtbevölkerung. Während es in Schweden 85 Jahre, in Japan 26 Jahre und in Thailand 22 Jahre dauerte, um den Status alternde Bevölkerung nach den Richtlinien der UNFPA (United Nations Population Fund) zu erreichen, dauerte dies in Vietnam nur 20 Jahre. Die schnelle Alterung der Bevölkerung ist darauf zurückzuführen, dass die Fertilitätsrate von über 5 Kindern pro Frau in den 1970er Jahren auf heute noch 2,0 Kinder zurückgegangen ist.
Vietnam hat, wie China und Indien auch, eine hohe Geschlechterungleichheit bei Geburten: Es werden deutlich mehr Jungen geboren als Mädchen. In den Jahren 2003 bis 2013 erlangte diese einen Höhepunkt und nahm danach wieder ab. Als einer der Gründe gilt die 1988 von der vietnamesischen Regierung beschlossene Zwei-Kind-Politik. Insbesondere bei zweiten oder dritten Schwangerschaften kommt es vermehrt zu Abtreibungen weiblicher Föten.
Die Mehrheit der Bevölkerung lebt in den dichtbesiedelten Gebieten der Mündungsdeltas von Rotem Fluss und Mekong, in denen Landwirtschaft vorherrscht. Trotz der agrarischen Prägung lebten 2016 bereits rund 34 % der Vietnamesen in den urbanen Regionen der großen Städte (in den 1980er Jahren waren es nur 15 %), und die Zuwanderung aus den wirtschaftlich wenig entwickelten ländlichen Gebieten nimmt stetig zu. Dazu kommt eine Wanderungsbewegung von Norden in Richtung Süden. In Vietnam existiert selbst kein privates Eigentum an Grund und Boden. Der vietnamesische Staat erteilt Landnutzungsrechte, deren durchschnittliche bewilligte Nutzungsdauer rund 50 Jahre beträgt.
Knapp 2,5 Millionen Vietnamesen leben im Ausland, die meisten davon sind im Vietnamkrieg geflüchtet oder mussten das Land aufgrund von politischer Verfolgung verlassen. Knapp 1,3 Millionen davon leben in den Vereinigten Staaten und 125.000 in der ehemaligen Kolonialmacht Frankreich. Die Rücküberweisungen der Exil-Vietnamesen sind eine äußerst wichtige Einnahmequelle für die Verwandten in der Heimat. In Vietnam selbst sind nur 0,1 % der Einwohner im Ausland geboren, womit das Land eines der homogensten weltweit ist.
Entwicklung der Bevölkerung über Zeit
| Jahr | Einwohnerzahl | Jahr | Einwohnerzahl |
| ---- | ------------- | ---- | ------------- |
| 1950 | 24.810.000    | 1990 | 68.210.000    |
| 1955 | 28.148.000    | 1995 | 75.199.000    |
| 1960 | 32.671.000    | 2000 | 80.286.000    |
| 1965 | 37.860.000    | 2005 | 84.309.000    |
| 1970 | 43.407.000    | 2010 | 88.473.000    |
| 1975 | 48.729.000    | 2020 | 97.339.000    |
| 1980 | 54.373.000    | 2030 | 106.284.000   |
| 1985 | 61.049.000    | 2050 | 114.630.000   |

Bevölkerungsentwicklung in Millionen Einwohnern

Quelle: UN, Zahlen für 2030 und 2050 sind Prognosen

### Bevölkerungsstruktur

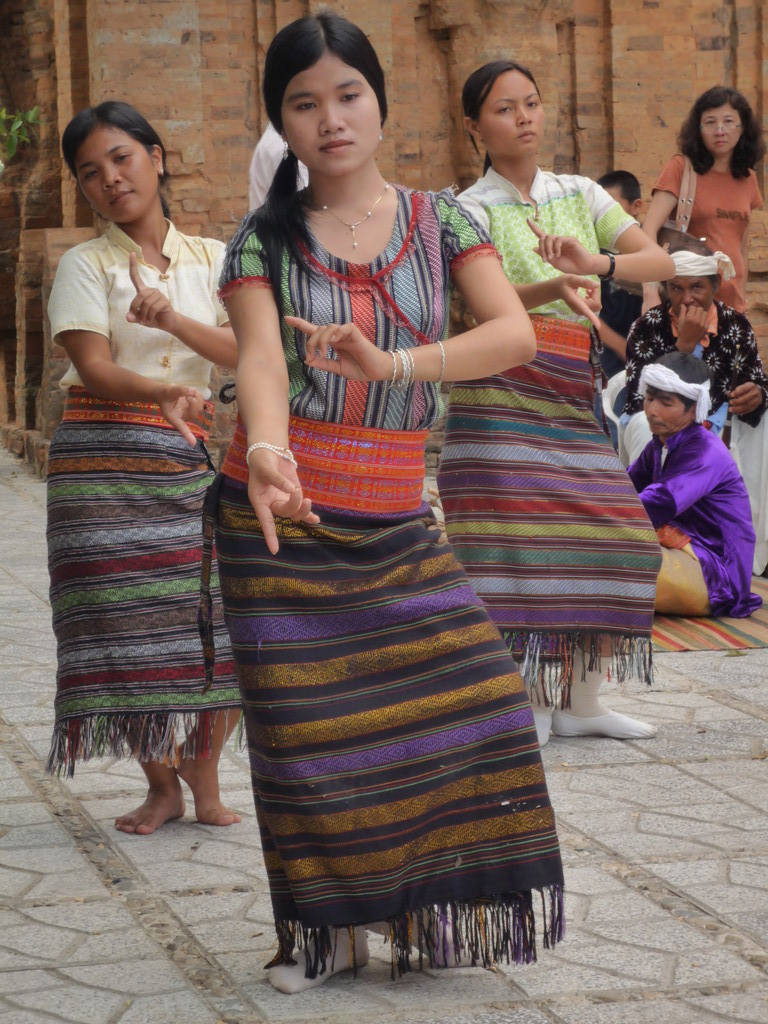
Tanz von Cham-Frauen vor ihrem Tempel

Etwa 88 % der Bevölkerung sind ethnische Vietnamesen (Việt oder Kinh). Daneben sind 53 ethnische Minderheitengruppen anerkannt. Die größte davon sind die „Auslandschinesen“ (vietnam.: Hoa), deren Zahl auf etwa 1,2 Millionen geschätzt wird. Die Mehrzahl von ihnen sind Nachfahren von Einwanderern, die 1644, nach dem Zusammenbruch der Ming-Dynastie, ins Land gekommen waren. Weitere Volksgruppen sind Thái, Khmer (vor allem im Süden, der Region des Mekongdelta, die über Jahrhunderte zu Kambodscha gehörte) und die unter der Sammelbezeichnung Montagnards („Bergvölker“) bekannten Bewohner der Bergregionen. Letztere, die als die ursprünglichen Bewohner des kontinentalen Südostasien gelten, wurden im Verlauf der Geschichte in Vietnam, Thailand, Myanmar und Laos von den zugewanderten Mehrheitsvölkern aus den fruchtbareren Regionen der Flussebenen und Küsten in die unzugänglichen Bergregionen verdrängt.
Da einige Angehörige der „Bergvölker“ im Indochinakrieg und im Vietnamkrieg jeweils auf Seiten Frankreichs bzw. der USA kämpften, gab es nach der Wiedervereinigung Vietnams Repressionen gegen diese Völker und sie sind in der vietnamesischen Gesellschaft teils nicht gut angesehen. Aber auch Minderheitenvölker, die auf vietnamesischer Seite gekämpft haben, finden kaum positive Beachtung. Diese Völker sind bis heute von der wirtschaftlichen Entwicklung des Landes weitgehend abgeschnitten und leben vergleichsweise in Armut. Kultur und Sprache der Minderheiten unterscheiden sich meist sehr stark von jener der Vietnamesen.

### Sprachen

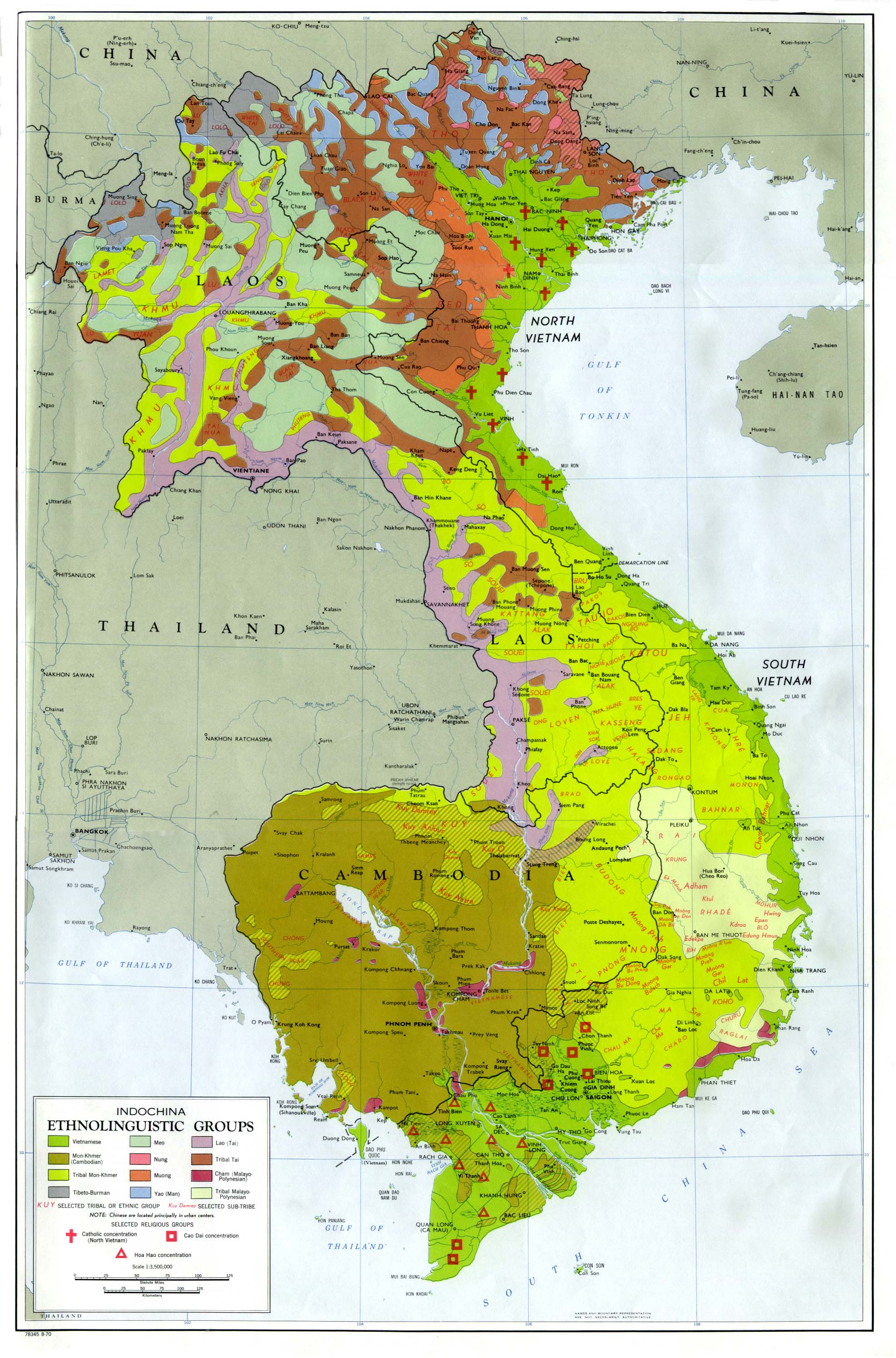
Ethnolinguistische Karte von Indochina, 1970

Die Amtssprache ist Vietnamesisch, das 88 % der Bevölkerung als Muttersprache beherrschen. Geschrieben wird die vietnamesische Sprache seit 1945 in einer eigenen, lateinbasierten Schrift. Aus vietnamesischer Sicht werden die zahlreichen ethnischen Minderheiten anerkannt, die Sprachen der Minderheiten erlaubt und auch gefördert.
Die französische Sprache hatte nach der französischen Kolonialzeit schrittweise ihren offiziellen Status verloren, hat aber weiterhin hohe Bedeutung, da sie in vielen Schulen als erste Fremdsprache unterrichtet wird. Vietnam ist zudem Vollmitglied der Gemeinschaft frankophoner Staaten. Viele Vietnamesen sind während der Indochinakriege nach Frankreich ausgewandert und bilden dort eine französischsprachige Diaspora. Russisch – und in geringerem Ausmaß auch Deutsch, Tschechisch und Polnisch – werden von vielen Vietnamesen beherrscht, die während des Kalten Krieges in den Staaten des Ostblocks studiert oder gearbeitet haben. Mittlerweile werden die russische und die französische Sprache durch das Englische aus dem öffentlichen und dem Schulleben verdrängt, weil viele Touristen aus dem angelsächsischen Raum kommen und der Handel mit dem ehemaligen „Erzfeind“ USA zunimmt. Das Erlernen des Englischen ist heute in den meisten Schulen obligatorisch, obwohl Französisch immer noch in manchen Bildungseinrichtungen angeboten wird.

### Religion

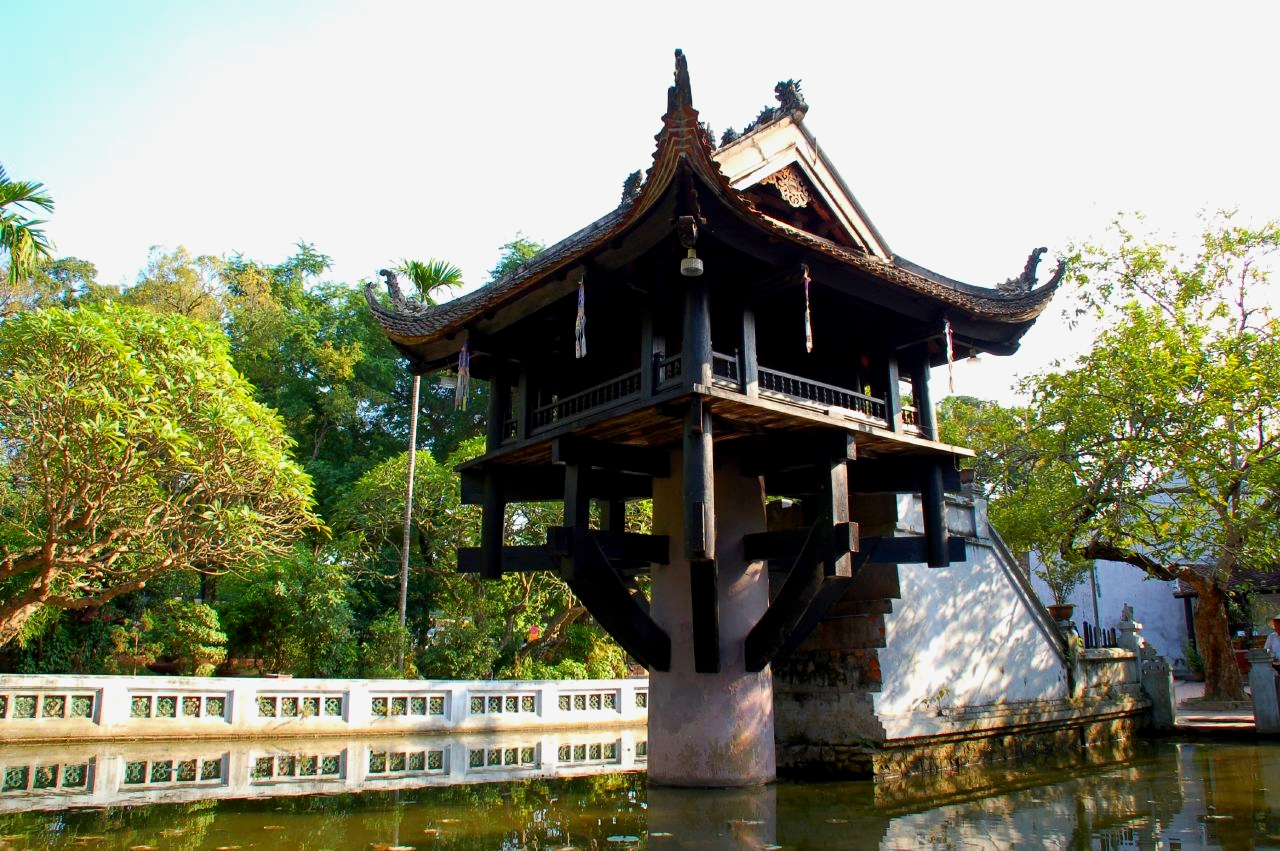
Einsäulenpagode in Hanoi

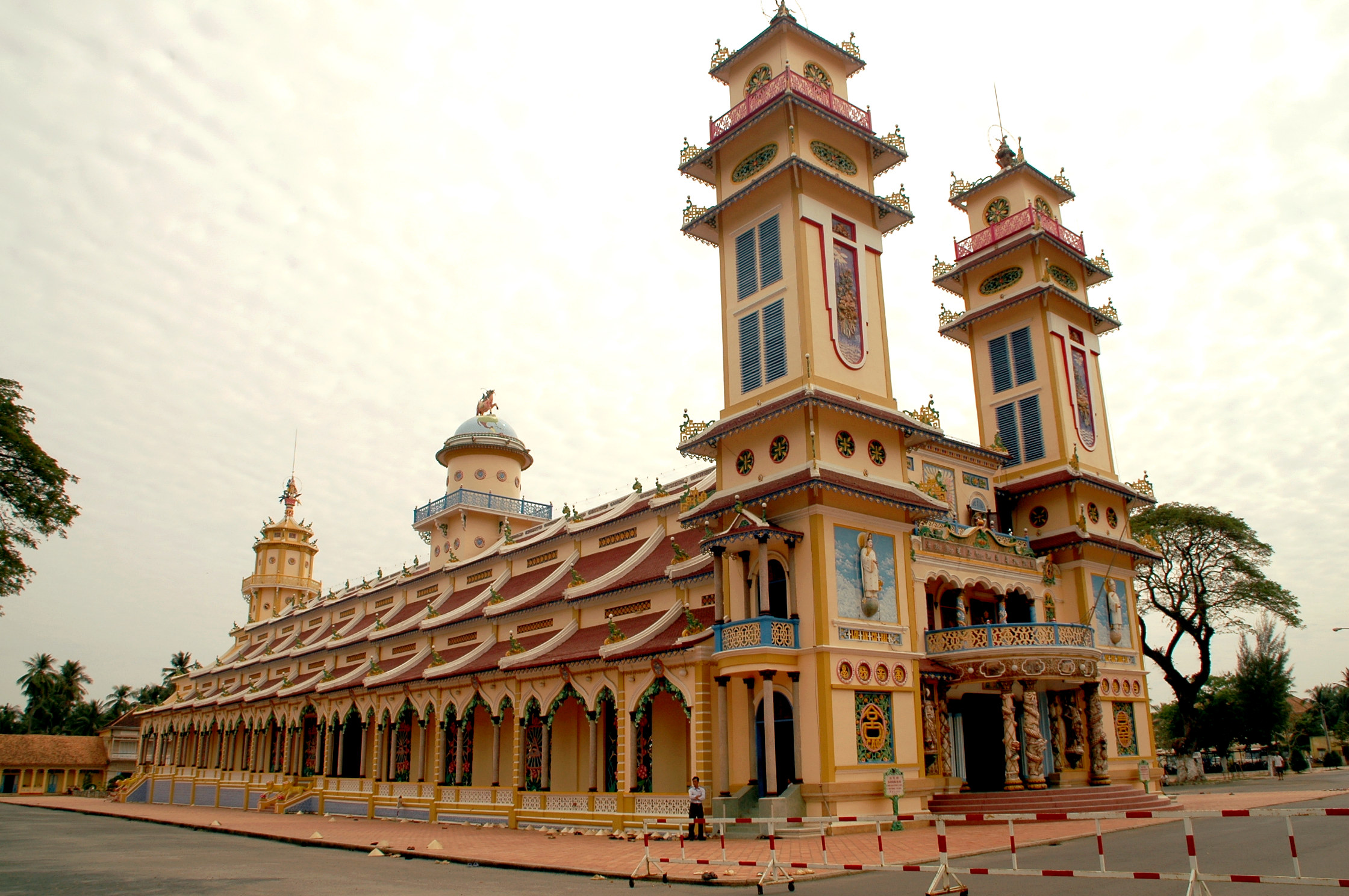
Cao-Dai-Tempel in Tây Ninh

Genaue Angaben über die Religionszugehörigkeit in Vietnam sind schwer zu machen. Die große Mehrheit der Vietnamesen bekennt sich zu keinem Glauben. Laut einer 2004 veröffentlichten Studie sind 81,5 Prozent der Vietnamesen Atheisten. Schätzungen gehen von ca. 20 Millionen Buddhisten und 6 Millionen Katholiken aus. Weitere Konfessionen sind Cao Dai (2 Millionen Anhänger), Hoa Hao (1 Million), Protestantismus (500.000) und Islam (50.000). Im Religionsverständnis der Vietnamesen gibt es keine strikte Trennung verschiedener Konfessionen. Die Religiosität ist zumeist eine historisch gewachsene Mischung mit vielen Aspekten unterschiedlicher religiöser Ursprünge. Es ist für Vietnamesen nicht unüblich, regelmäßig buddhistische Pagoden zu besuchen und ihre Ahnen zu verehren.
Die Alltagsreligiosität – bzw. vielmehr die Lebensweise – ist im Allgemeinen am ehesten durch den Theravada- und Mahayana-Buddhismus, den Taoismus, den Konfuzianismus sowie animistische Vorstellungen und insbesondere auch einen Ahnenkult beeinflusst, ohne dass es dabei zu Dogmen kommt. Geisterglaube ist verbreitet. Rituelle Handlungselemente der unterschiedlichen Einflüsse können beim Einzelnen je nach Alltagssituation auftreten. In den ursprünglich konfuzianistisch geprägten Volksreligion Đạo Mẫu und Cao Đài gibt es auch heute noch Stadtschamanen (Dong), die vielfältige Rituale des Opfers und der Inspiration ausführen. Besonders beliebt bei allen Vietnamesen unabhängig von ihrer Konfession ist das Lên đồng-Ritual, bei dem die Schamanin die Geister in Trance um Gesundheit und Wohlstand für die Gastgeber des Rituals bittet. Dabei spielt das Kostüm eine wichtige Rolle: Es spiegelt die klassische Hoftracht der Vormoderne und wird dem Geist „angezogen“, um ihn in dieser Weise zu ehren. Der Geist tritt dann über das Medium mit den Anwesenden in Kontakt, um Opfergaben in Empfang zu nehmen und die Musik zu genießen.
Anders als in anderen asiatischen Staaten existiert in (Süd-)Vietnam seit 1963 auch eine zentrale Vereinigung von Ordensleuten und Laien aller buddhistischen Schulen, die „Kongregation der Vereinigten Vietnamesischen Buddhistischen Kirche“ (KVVBK).
Die Verfassung Vietnams sieht generell eine Religions- bzw. Glaubensfreiheit vor. Da religiöse Institutionen aber immer auch eine gewisse Konkurrenz zum staatlichen Einfluss auf die Bevölkerung darstellen, wurden Religion und deren Institutionen zumindest in der Vergangenheit seitens der Kommunistischen Partei Vietnams mit Misstrauen behandelt.
Der katholische Glaube kam erstmals im 16. Jahrhundert mit französischen, spanischen und portugiesischen Missionaren ins Land. Er wurde unter Druck der französischen Kolonialherrschaft verbreitet. Nachdem der Katholizismus in den ersten Jahren der kommunistischen Herrschaft aktiv bekämpft wurde, bemüht sich die Regierung nun um ein besseres Verhältnis zum Heiligen Stuhl. Der Besuch des damaligen Premierministers Nguyễn Tấn Dũng bei Papst Benedikt XVI. 2007 hat die Hoffnung auf eine weitere Öffnung hin zu einer größeren Religionsfreiheit gestärkt, aber die katholische Kirche wird weiterhin als „reaktionär“ angesehen.

### Bildungswesen

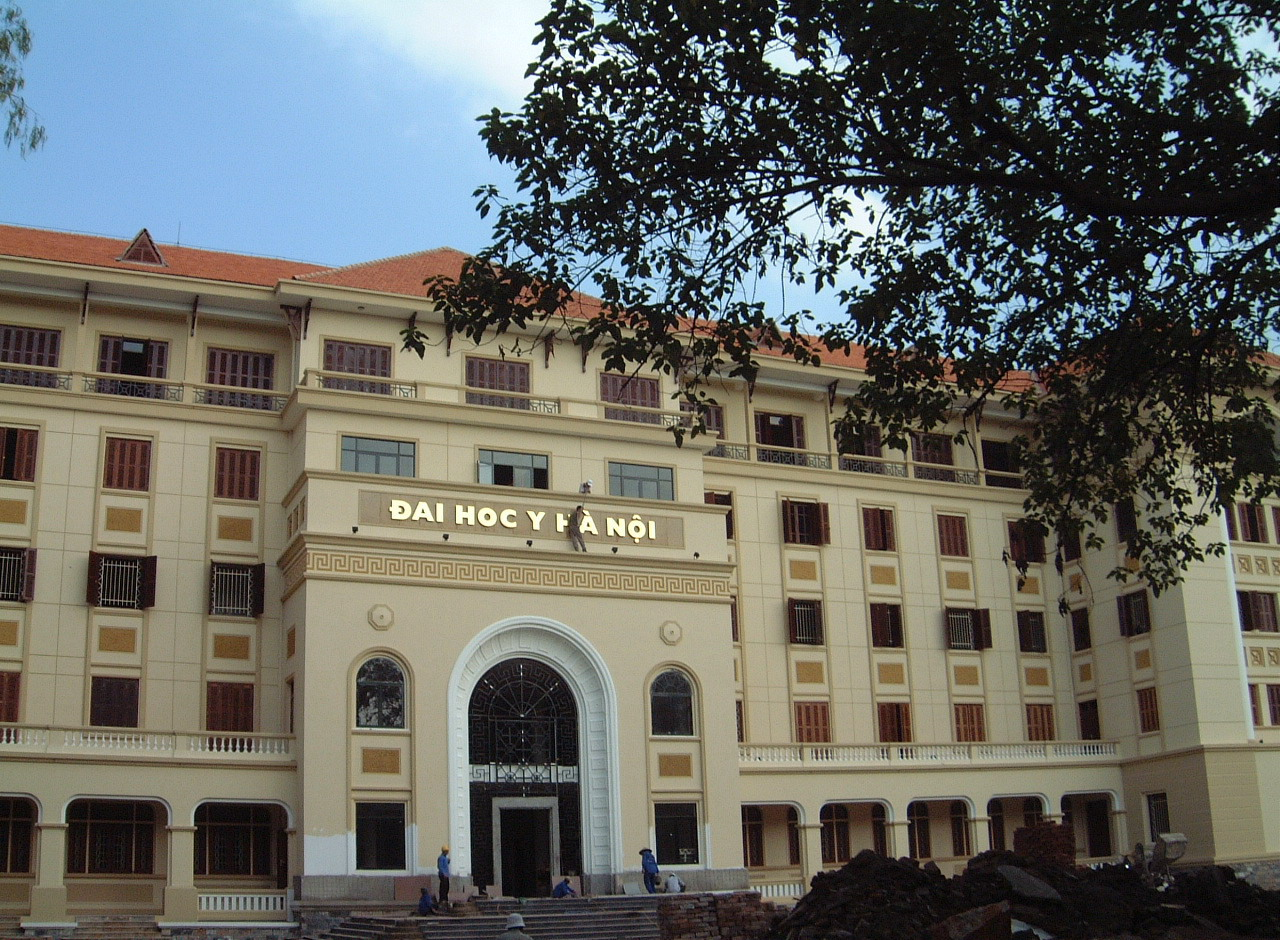
Universität für Medizin in Hanoi

Im Jahr 2000 wurden laut Schätzungen 92 % aller Kinder eingeschult. Jedoch nur zwei Drittel absolvierten die fünf Grundschuljahre. Speziell auf dem Land verlassen viele Kinder vorzeitig die Schule, wobei die Gründe in den Kosten für Schulmaterial, Bücher und Uniformen sowie der Notwendigkeit, Geld für den Familienunterhalt verdienen zu müssen, zu suchen sind. Regional gibt es riesige Unterschiede: In einigen ländlichen Gegenden gehen nur 10 bis 15 % der Kinder länger als drei Jahre zur Schule, während in Ho-Chi-Minh-Stadt 96 % der Schüler die Grundschuljahre beenden. Nur 62,5 % der Kinder beginnen die Mittelschule. In Vietnam stieg die mittlere Schulbesuchsdauer (Hochschulbesuche miteinberechnet) der über 25-Jährigen von 3,9 Jahren im Jahr 1990 auf 8 Jahre im Jahr 2015 an. Die aktuelle Bildungserwartung (Hochschulbesuche miteinberechnet) beträgt bereits 12,6 Jahre.
Etwa 6 % der Einwohner über 15 Jahre sind Analphabeten; Analphabetismus betrifft 3,7 % der Männer und 7,2 % der Frauen, insgesamt liegt sie bei 4,5 % (Stand: 2015). In Vietnam gibt es keine Schulpflicht. Da die Ausbildung selbst bezahlt werden muss und einige Familien dafür nicht genug Geld haben, schicken sie ihre Kinder nicht in die Schule. Im PISA-Ranking von 2015 erreichen vietnamesische Schüler Platz 22 von 72 Ländern in Mathematik, Platz 8 in Naturwissenschaften und Platz 30 beim Leseverständnis. Vietnam erreichte damit ein für ein Entwicklungsland außergewöhnlich gutes Ergebnis.
Die Grundschule geht bis zur 5. Klasse, die Mittelschule bis zur 9.; dann muss man eine Prüfung bestehen, um in die Oberschule zu kommen (10., 11. und 12. Klasse). Wird diese nicht bestanden, bleibt man immer wieder sitzen. Dies gilt für Gymnasium und Realschule (vorausgesetzt, man bricht die Ausbildung nicht ab).
Besucht man ein Gymnasium bzw. eine Realschule, kann und darf man nicht mehr wechseln.
Es gibt staatliche und private Universitäten, die renommiertesten davon sind die Staatliche Universität Hà Nội und die Staatliche Universität Hồ-Chí-Minh-Stadt; der Zugang wird durch eine Aufnahmeprüfung der jeweiligen Universität geregelt. Seit 2008 befindet sich in Hồ-Chí-Minh-Stadt auch die Vietnamesisch-Deutsche Universität.
Die verbreitetste Fremdsprache in Vietnam ist heute Englisch. Aus Gründen, die mit der Geschichte des Landes und der früheren Einbindung in den Ostblock zusammenhängen, trifft man oft Leute an, die Französisch, Russisch oder Deutsch sprechen; so haben etwa 100.000 Vietnamesen in der DDR studiert, gearbeitet oder eine Ausbildung genossen. Immer mehr Vietnamesen lernen auch Japanisch und Chinesisch.

### Gesundheit
Die Gesundheitsausgaben des Landes betrugen im Jahr 2021 4,6 % des Bruttoinlandsprodukts. Im Jahr 2000 gab es 14,8 Krankenhausbetten pro 10.000 Einwohner, was auch für Asien ein sehr niedriger Wert ist. 80 % aller Aufwendungen für das Gesundheitssystem stammen von den Patienten selbst. Mehr als 93 % der Bevölkerung sind krankenversichert.
Vietnam besitzt ein nationales Rezeptsystem für E-Rezepte, das landesweit über 4000 medizinische Einrichtungen bereits eingeführt haben.
Nachdem in den 1980er und 1990er Jahren Krankheiten wie Malaria, Tuberkulose, Denguefieber, Typhus und Cholera große Probleme darstellten, hat Vietnam ausländische Hilfe angenommen und diese Epidemien weitgehend zurückgedrängt. Die HIV-Prävalenz lag 2005 offiziell bei 0,35 %, was dem weltweiten Durchschnitt entspricht. HIV/AIDS-Patienten werden gesellschaftlich geächtet, was eine effiziente Bekämpfung der Epidemie erschwert.
Eine Gesundheitsstudie aus dem Jahr 2007 zeigt, dass 87 % der Vietnamesen aus der Altersgruppe der 60- bis 69-Jährigen an Krankheiten leidet. In den noch älteren Bevölkerungsschichten ist die Krankheitsrate noch größer.
Nach den zahlreichen Kriegen in Vietnams Vergangenheit sind 5 Millionen Vietnamesen bzw. 6 % der Bevölkerung behindert.
Der Anteil der unterernährten Bevölkerung konnte von 24,3 % im Jahr 2000 auf 10,7 % im Jahr 2015 gesenkt werden.
Die Lebenserwartung der Einwohner Vietnams ab der Geburt lag 2022 bei 74,6 Jahren (Frauen: 79,3, Männer: 69,9). Die Lebenserwartung stieg von 72,5 Jahren im Jahr 2000 bis 2022 um 3 %.

## Geschichte

### Altertum

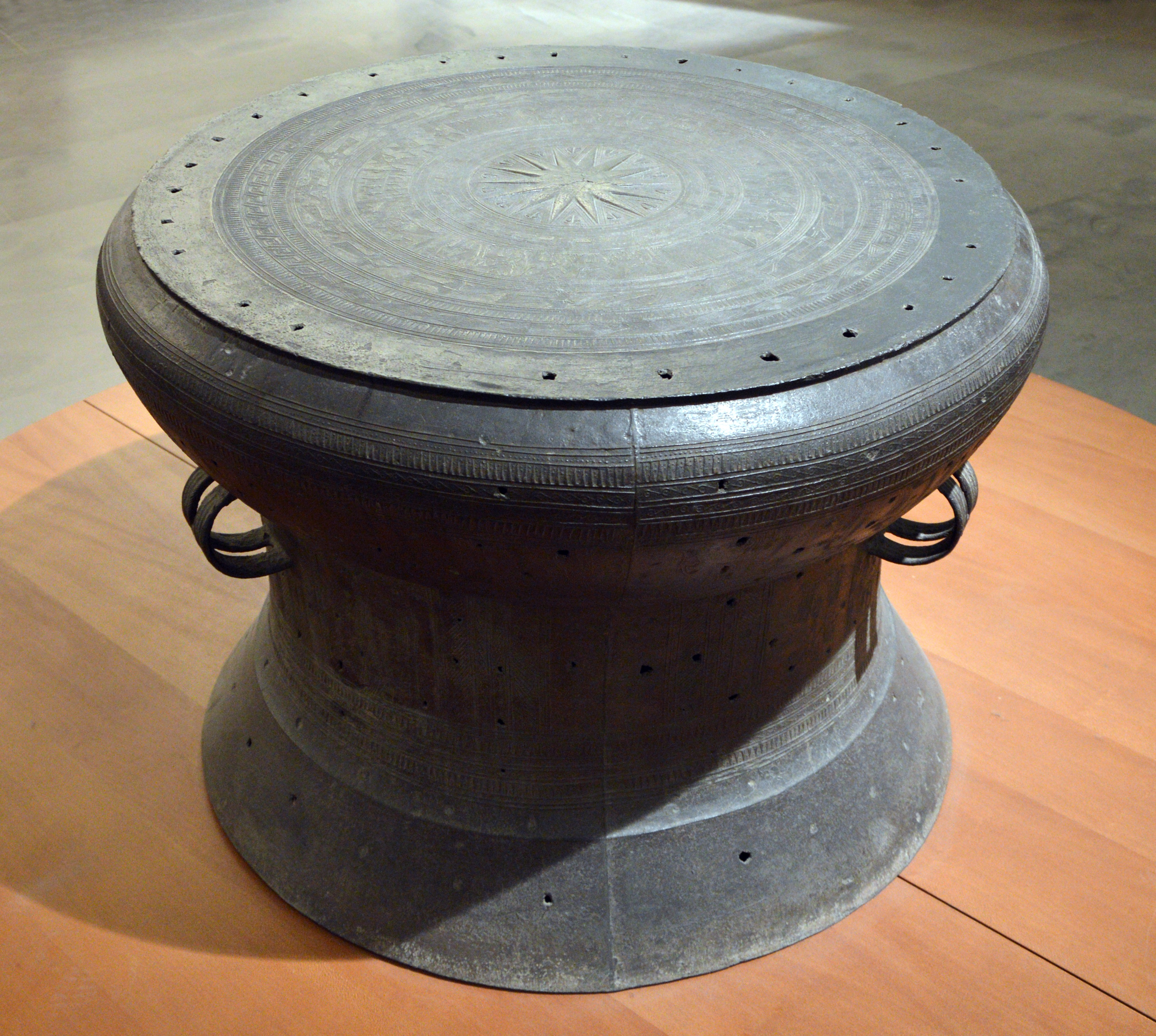
Dong-Son-Trommel

Die frühesten Spuren menschlicher Aktivität auf dem Gebiet des heutigen Vietnam wurden bisher mit dem Fundplatz Nui Do in der Provinz Thanh Hoa verbunden und in die Zeit vor etwa 300.000 Jahren datiert. Da es sich um Oberflächenfunde von sehr groben Steinartefakten handelt, die einige vietnamesische Archäologen auch in die Bronzezeit datierten, blieb dieser frühe Nachweis lange umstritten. Seit 2014 haben Ausgrabungen in der Provinz Gia Lai neue Steingeräte aus Fundschichten zutage gebracht, die auf ein Alter von 800.000 Jahren datiert werden.
Die ältesten bisher bekannten Kulturen dieser Region sind fast ausschließlich durch Steinartefakte überliefert und werden deshalb auch als Steingeräte-„Industrien“ bezeichnet. Dazu gehört die mehr als 30.000 Jahre alte Sơn-Vi-Kultur in Nordvietnam, gefolgt von der rund 20.000 Jahre alten Hoa-Binh-Kultur. Die letzte altsteinzeitliche Kultur der Region war die Bac-Son-Kultur (ca. 10.000 v. Chr.), die auch bereits Keramik anfertigte. Der Bewässerungsanbau von Reis war etwa ab 3000 v. Chr. bekannt.
Die Bronzezeit begann im Norden etwa um 1300 v. Chr. mit der Phung-Nguyen-Kultur, deren Bevölkerung vor allem eine ausgedehnte Region nordwestlich von Hanoi besiedelte. Etwa ab 400 v. Chr. existierte im Delta des Roten Flusses die Dong-Son-Kultur, bekannt vor allem für ihre reich verzierten Bronzetrommeln. Aus dieser Kultur ging in der zweiten Hälfte des 1. Jahrtausends v. Chr. das erste bekannte Königreich der Việt (chinesisch 越, Pinyin Yuè) hervor, das den größten Teil des heutigen Nordvietnam umfasste. Südlich benachbart siedelten während der Eisenzeit ab dem 4. Jh. v. Chr. Bevölkerungsgruppen der Sa-Huynh-Kultur, die bis zum Beginn des 1. Jh. n. Chr. existierte. Die Gefäßgräberfelder dieser Kultur wurden vor allem in der Nähe der Mündungen großer Flüsse, wie entlang des Unterlaufs des Thu-Bon-Flusses in der Provinz Quang Nam nachgewiesen
Im 3. Jahrhundert v. Chr. wanderten Âu Việt aus dem Gebiet des heutigen Südchina ein und vermischten sich mit den ansässigen Lạc Việt. Im Jahr 258 v. Chr. gründete Thục Phán das Königreich Âu Lạc (aus der Vereinigung von Âu Việt und Lạc Việt) und erklärte sich selbst zum König. Nach einem langen Krieg mit den Qín wurde er 208 v. Chr. von dem Qín-General 趙佗 / 赵佗,  Zhào Tuó (vietnamesisch: Triệu Đà) besiegt. Dieser rief sich selbst zum König aus und nannte sein Königreich Nam Việt (南越,  Nányuè = Südviệt oder Südyuè).
Im Jahr 111 v. Chr. wurde Nam Việt von Truppen Hàn Wǔdìs erobert und als Präfektur (郡,  jùn (quận)) 交趾,  Jiāozhǐ (Giao Chỉ) in das chinesische Reich eingegliedert. Unter dieser Herrschaft wurden technische Errungenschaften im Reisanbau, in der Viehhaltung und in der Baukunst übernommen. Es kam aber auch zu zahlreichen Aufständen und kurzen Phasen der Unabhängigkeit. Im Jahr 679 wurde die Präfektur in An Nam (安南,  Ān Nán – „friedlicher Süden“) umbenannt.

### Frühe Dynastien

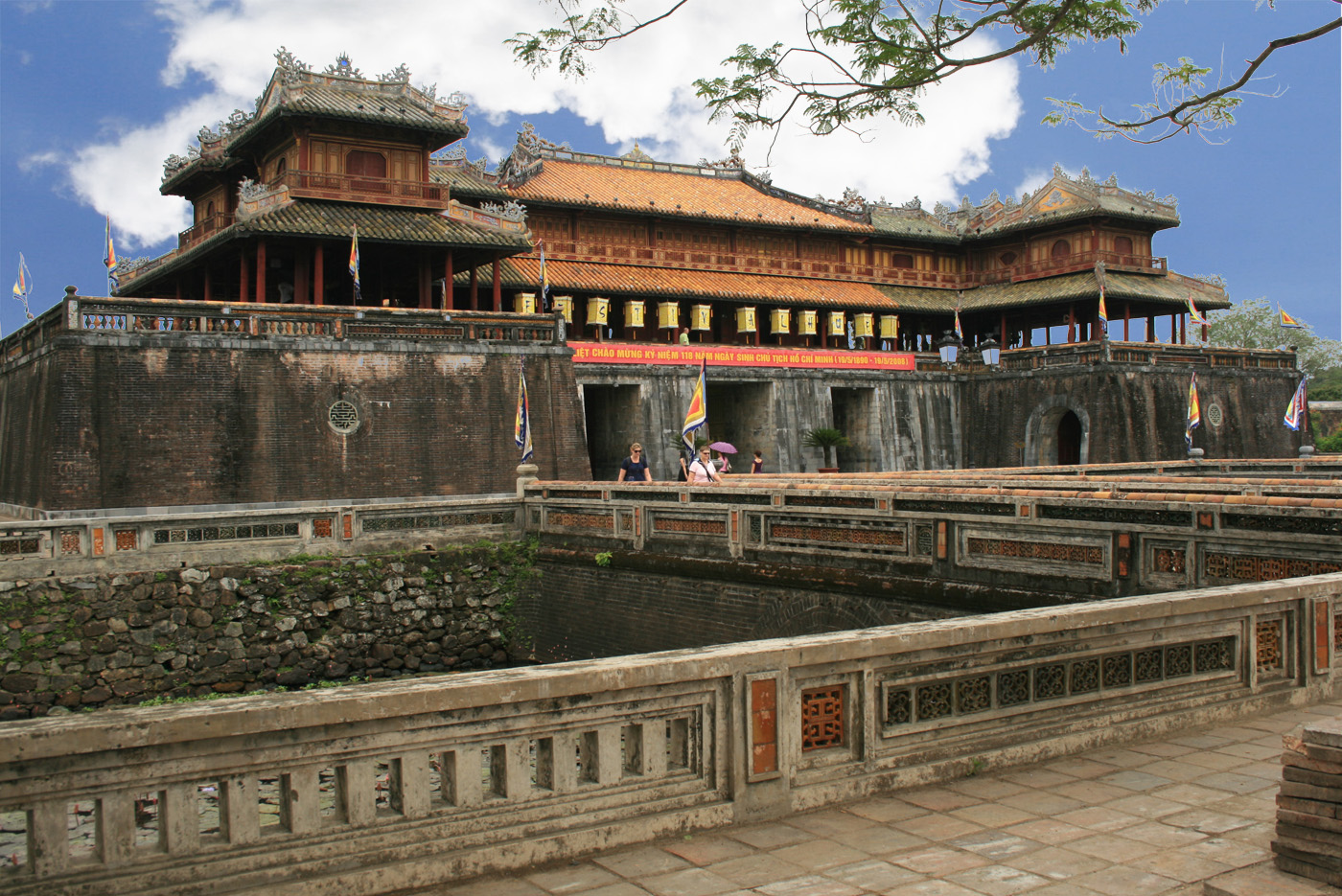
Zitadelle und verbotene Stadt in Huế

Am Anfang des 10. Jahrhunderts brach in China die Tang-Dynastie zusammen. Annam nutzte die Schwächephase, um sich der chinesischen Macht zu entziehen. Der erste vietnamesische Staat entstand 939 unter dem Strategen Ngô Quyền. Bis 968 wurde der Staat unter Đinh Bộ Lĩnh konsolidiert; bis 1009 wechselten sich jedoch mehrere kurzlebige Dynastien an der Macht ab.
Von 1010 bis 1225 wurde der Staat Dai Viet von der Lý-Dynastie beherrscht. Ihr Gründer Lý Thái Tổ, und seine Nachfolger, verteidigte ihn erfolgreich gegen Chinesen, Khmer und Cham. Die Ly stärkten das Staatswesen nach chinesischem Vorbild und passten es an vietnamesische Bedürfnisse an.
Nach Unruhen übernahm im Jahr 1225 die Trần-Dynastie die Macht. Sie verteidigte 1257/58 in Allianz mit den Cham das Land erfolgreich gegen drei Angriffe der Chinesen und Mongolen unter Kublai Khan (Yuan-Dynastie). Unter der Führung von Trần Hưng Đạo gelang es den Vietnamesen, eine Armee von angeblich 500.000 Mongolen zu besiegen und die Unabhängigkeit Vietnams zu sichern. Um 1400 löste die Hồ-Dynastie die Trần ab und es kam zu einer kurzzeitigen chinesischen Herrschaft unter den Ming. Diese versuchten, Vietnam bewusst weiter zu sinisieren, beispielsweise wurde das vietnamesische Literaturerbe systematisch zerstört.

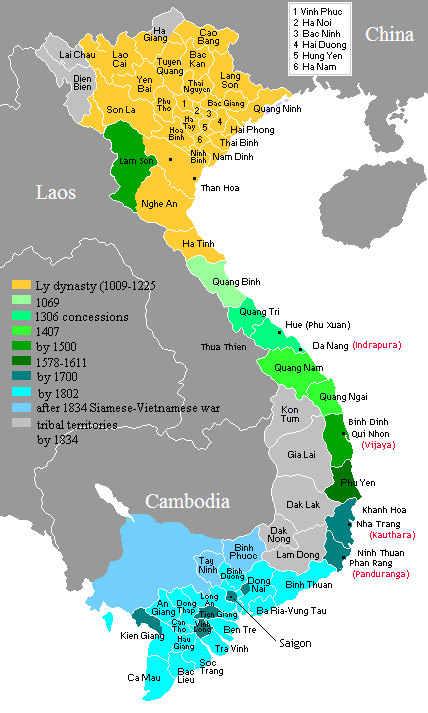
Nam tien (1069 bis 1757), historischer Zug nach Süden

Im Jahr 1428 gründete Lê Lợi die Lê-Dynastie, die bis 1789 regierte. Unter den Lê wurden wieder die vietnamesischen Traditionen bewusst betont, dennoch blieb der Konfuzianismus die dominante Säule der Staatsorganisation. Champa wurde erobert und die vietnamesische Macht bis an den Mekong ausgedehnt. Bereits ab dem Ende des 15. Jahrhunderts erodierte die Macht des Königshauses. Nutznießer waren einflussreiche Händlerfamilien (vor allem die Trịnh und Nguyễn) und die seit 1516 präsenten Europäer. Das vietnamesische Königshaus musste zahlreiche Jesuiten und Franziskaner im Land dulden. Die europäischen Missionare brachten neben der neuen Religion auch neue Technologien ins Land, beispielsweise entwickelte der Jesuit Alexandre de Rhodes die bis heute gebräuchliche, auf den lateinischen Buchstaben basierende vietnamesische Schrift Quốc ngữ.
Im Jahr 1765 brach die Tây-Sơn-Rebellion aus. Aus dem nachfolgenden Bürgerkrieg ging 1789 der Prinz Nguyễn Ánh aus der einflussreichen Händlerfamilie Nguyễn mit französischer Hilfe als Sieger hervor. Er rief sich zum Kaiser Gia Long aus, verlegte die Hauptstadt des Landes nach Huế und initiierte erstmals die Namensgebung Việt Nam für das Land. 1802 ersuchte er den chinesischen Kaiser Jiāqìng um die Erlaubnis, das Land von Đại Việt 大越 in Nam Việt 南越 umbenennen zu dürfen. Dieser tauschte allerdings die beiden Silben zu Việt Nam 越南, um Verwechslungen mit dem alten Königreich Nam Việt unter Qín-General Zhào Tuó (vietn.: Triệu Đà) zu verhindern, da dieses Reich einen Teil des Gebietes umfasste, das später Südchina wurde.
Unter der Herrschaft Gia Longs wurden mit französischer Beratung große Infrastruktur- und Verteidigungsprojekte in Angriff genommen, die die Staatskasse leerten. Das Territorium des Reiches wurde erweitert, ab 1834 gehörten Teile des heutigen Kambodscha als Provinz Trấn Tây thành zu Vietnam.

### Französische Kolonialherrschaft

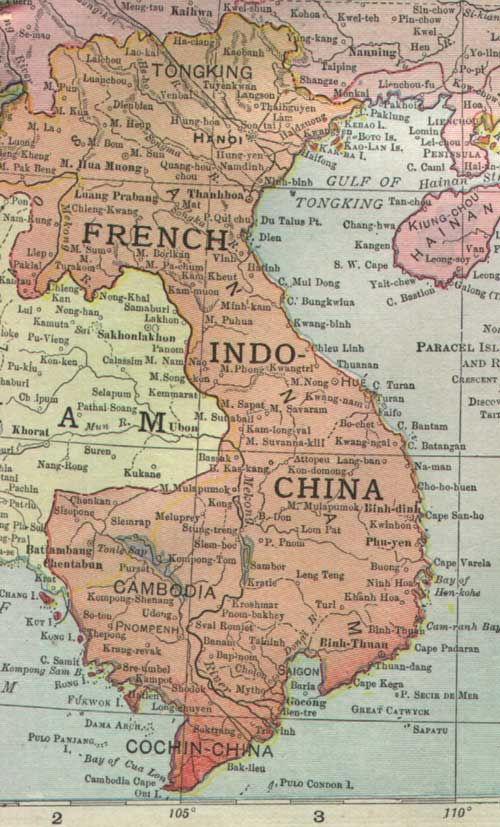
Französisch-Indochina 1913

Ab Mitte des 19. Jahrhunderts verstärkten die Franzosen ihren Druck auf die Nguyen-Kaiser, was zu Ausschreitungen der verarmten Bevölkerung gegen französische Missionare führte. Um als Schutzmacht der christlichen Missionen Stärke zu demonstrieren, griffen französische Kanonenboote 1858 den Hafen Đà Nẵng und das Mekongdelta an und tauchten auch auf dem Parfüm-Fluss auf, der durch die Hauptstadt Huế fließt. Ab 1862 musste Vietnam Gebiete an die Franzosen abtreten. Bis 1883 wurden drei Protektorate namens Annam, Cochinchina und Tonkin gegründet, die der vietnamesische Kaiser akzeptieren musste. Damit stand Vietnam unter französischer Kolonialherrschaft. Mit der Einführung der Geldwirtschaft schritt die Verarmung der Bevölkerung voran, während auf dem Land eine schmale Großgrundbesitzerschicht entstand. Die chinesische Minderheit dominierte die Ökonomie des Landes. Bereits ab 1905 waren vietnamesische nationalistische Freiheitskämpfer um Phan Bội Châu (1868–1940) und Cuong De in Japan und Südchina aktiv.
In der Folgezeit kamen vietnamesische Studenten und Intellektuelle in Europa, vor allem in Frankreich, mit den Ideen des Nationalismus und Kommunismus in Kontakt. Der bedeutendste unter ihnen war Hồ Chí Minh (1890–1969), der 1929 die in Annam, Cochinchina und Tonkin tätigen kommunistischen Parteien zu einer Einheitspartei vereinigte. Die Partei wurde 1930 nach dem missglückten Yen-Bai-Aufstand und der Hinrichtung vieler ihrer Mitglieder dezimiert und geschwächt.
Während des Zweiten Weltkrieges geriet 1941 ganz Indochina und damit auch Vietnam verstärkt unter den Einfluss Japans (geteilte Herrschaft mit dem Vichy-Regime). Nachdem Hồ Chí Minh 1941 aus dem Exil zurückgekehrt war, wurde bald aus über 40 lokalen Widerstandsgruppen eine Liga für die Unabhängigkeit Vietnams unter der Kurzbezeichnung Việt Minh zur Abwehr des japanischen Imperialismus und französischen Kolonialismus gebildet. Im März 1945 besetzten die Japaner Indochina, beendeten die französische Kolonialverwaltung und setzten Kaiser Bảo Đại ein. Die USA unterstützten die Việt Minh, die bei der Bekämpfung der japanischen Okkupation einige Erfolge erzielten. Nach der Kapitulation Japans musste Bảo Đại am 25. August 1945 abdanken. Am 2. September 1945 proklamierte Hồ Chí Minh nach der erfolgreichen Augustrevolution die Demokratische Republik Vietnam. Die Unabhängigkeitserklärung berief sich auf die Unabhängigkeitserklärung der Vereinigten Staaten von 1776 und auf die Deklaration der Menschen- und Bürgerrechte der französischen Revolution.
Nach der Potsdamer Konferenz fiel Vietnam in den Herrschaftsbereich der Briten. Diese mussten jedoch die besiegten Japaner bitten, im aufständischen Süden einzuschreiten. Im Norden wiederum marschierten ab September 1945 nationalchinesische Truppen mit dem Auftrag ein, die Japaner zu entwaffnen. Trotz eines Friedensvertrages mit den Việt Minh erzwangen die Franzosen am 23. September 1945 die Wiedererrichtung ihres kolonialen Regimes in Südvietnam, so dass am 5. Oktober französische Truppen in der Stadt Saigon landeten. Chinesen und Briten übergaben Vietnam wieder an Frankreich.

### Indochinakrieg und Teilung in zwei Staaten
Der Versuch Frankreichs, auch das inzwischen unabhängige Nordvietnam wieder unter seine Kontrolle zu bringen, führte 1946 zum Ausbruch des Ersten Indochinakrieges. In Südvietnam wurde 1948 eine unter französischer Aufsicht stehende Gegenregierung eingesetzt, der ab 1949 der ehemalige Kaiser Bảo Đại als Staatsoberhaupt vorstand. Nach jahrelangem Guerillakampf gelang es den Việt Minh unter General Võ Nguyên Giáp am 7. Mai 1954, die Franzosen in der Schlacht um Điện Biên Phủ zu besiegen. Dieser Sieg markierte das Ende der französischen Kolonialherrschaft in Indochina. Es folgten ein Waffenstillstand und die Genfer Konferenz vom 21. Juli 1954, auf der die Teilung Vietnams entlang des 17. Breitengrades in die (nördliche) Demokratische Republik Vietnam (Hauptstadt Hanoi) und die (südliche) Republik Vietnam (Hauptstadt Saigon) beschlossen wurde. Bis Mai 1955 hatte Frankreich alle Truppen aus Indochina abzuziehen.
In Südvietnam beauftragte Bảo Đại am 16. Juni 1954 den Katholikenführer Diệm mit der Regierungsbildung. Im Jahr darauf entmachtete Diệm Bảo Đại und erhob sich selbst zum Staatschef. Landreformen, die die Việt Minh veranlasst hatten, wurden zurückgenommen. Die Regierung Diệms war unpopulär, Studenten und Buddhisten protestierten gegen die Regierungspolitik. Die USA verstärkten ihre Unterstützung für Südvietnam, um den Sturz des Regimes zu verhindern. Bis 1960 versank Südvietnam immer mehr in Korruption und Chaos. Am 1. November 1963 wurde Diệm gestürzt und ermordet. Darauf folgten mehrere kurzlebige Militärregierungen, bis sich ab 1967 unter dem von den USA protegierten Präsidenten Nguyễn Văn Thiệu eine neue, stabile Regierung etablieren konnte.

### Vietnamkrieg

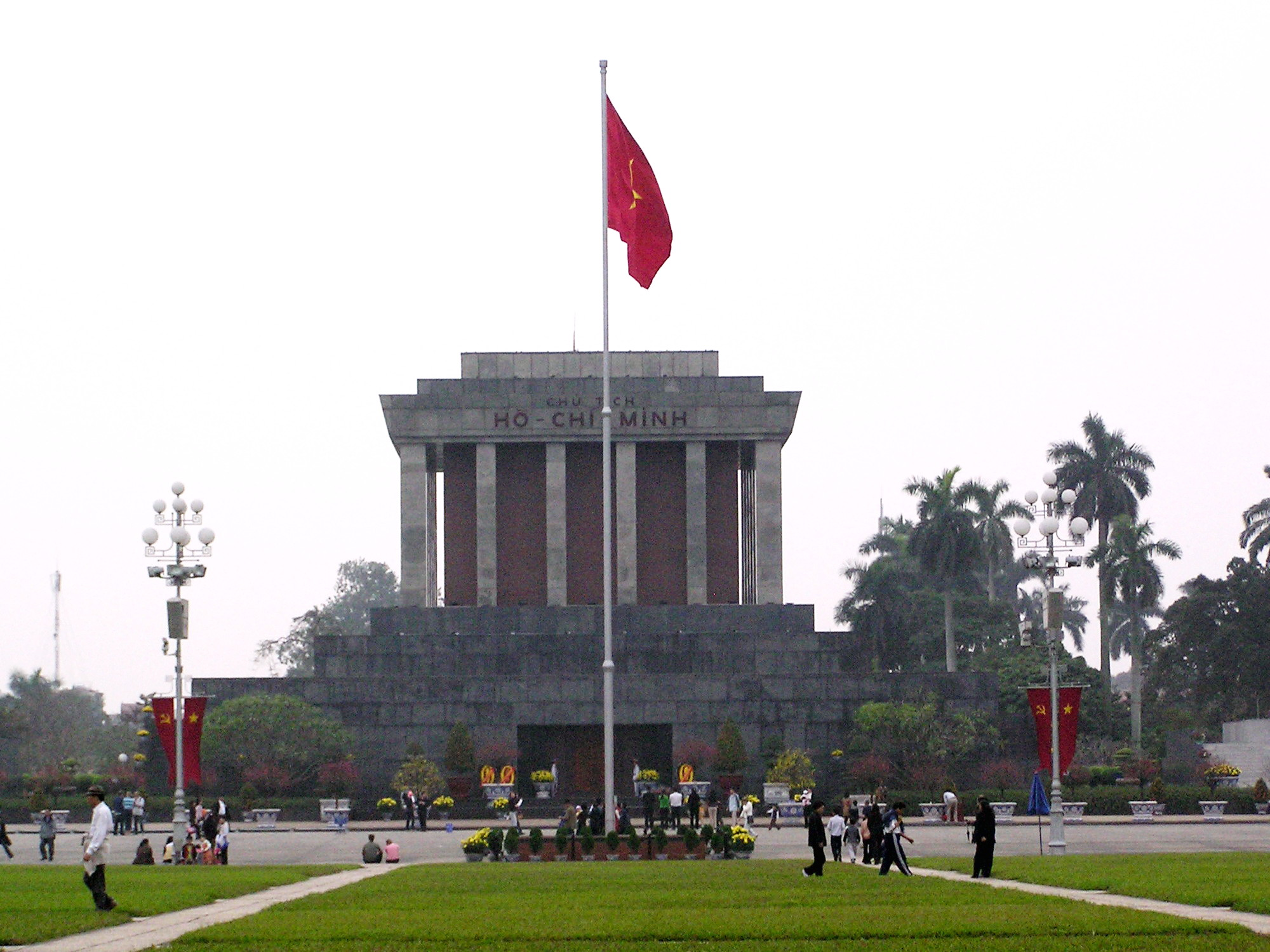
Hồ Chí Minhs Mausoleum in Hanoi

Im März 1956 genehmigte die Kommunistische Partei Nordvietnams Maßnahmen zur Wiederbelebung des Aufstands in Südvietnam. Im April 1957 begann ein kommunistisch geführter Aufstand gegen die südvietnamesische Regierung. Die Kommunistische Partei Nordvietnams billigte im Januar 1959 einen „Volkskrieg“ in Südvietnam. Am 28. Juli fielen nordvietnamesische Streitkräfte in Laos ein, um den Ho-Chi-Minh-Pfad beizubehalten und zu verbessern, um Aufständische im Süden zu unterstützen. Der Aufstand, angeführt von der Nationalen Front für die Befreiung Südvietnams, die unter der Kontrolle Nordvietnams stand, hatte sich 1961 intensiviert. Etwa 40.000 kommunistische Soldaten waren 1961–63 in den Süden eingedrungen, um den Aufstand zu unterstützen.
Am 2. und 4. August 1964 ereignete sich der Zwischenfall im Golf von Tonkin. Die USA starteten ab 1965 massive „Vergeltungsangriffe“ auf Nordvietnam. Die erst 1971 veröffentlichten sogenannten Pentagon-Papiere zeigten auf, dass die USA diesen Krieg unter anderem seit längerem geplant hatten, um die Machtübernahme der Kommunisten in Südvietnam zu verhindern. Ab 1965 führten die USA einen systematischen Luftkrieg gegen Nordvietnam; im Süden operierten US-Bodentruppen. Bis 1968 eskalierte der Krieg, obwohl die USA Nordvietnam militärisch weit überlegen galten. Auf der Seite der Nationalen Front für die Befreiung Südvietnams kämpften rund 230.000 Partisanen und 50.000 Angehörige der offiziellen nordvietnamesischen Streitkräfte. Ihnen standen rund 550.000 Amerikaner, ungefähr die gleiche Zahl ARVN-Soldaten, 50.000 Südkoreaner und kleinere Kontingente Verbündeter (darunter auch aus Australien und Neuseeland) gegenüber.
Am 31. Januar 1968 gelang den Vietcong ein politisch wichtiger Sieg: In der Tet-Offensive nahmen die kommunistischen Partisanen Südvietnams vorübergehend Teile Saigons und weiterer Städte ein, die gut gesicherte Botschaft der USA in Saigon wurde angegriffen. In den USA konnte nun die Regierung nicht mehr behaupten, dass der Konflikt unter Kontrolle sei. Trotz schwerer Verluste der Vietcong schien offensichtlich, dass der Krieg nicht mehr gewonnen werden konnte. Die öffentliche Meinung in den USA schwenkte um, nicht zuletzt aufgrund von Presseberichten und Bildreportagen über Kriegsgräuel, Massaker und Napalm-Opfer. Die USA beschlossen deshalb 1969 die Vietnamisierung des Krieges und den Abzug ihrer Truppen in mehreren Schritten. Die Bombardierungen und Luftangriffe, insbesondere die Verwendung von Entlaubungsmitteln, dauerten bis 1973 an.

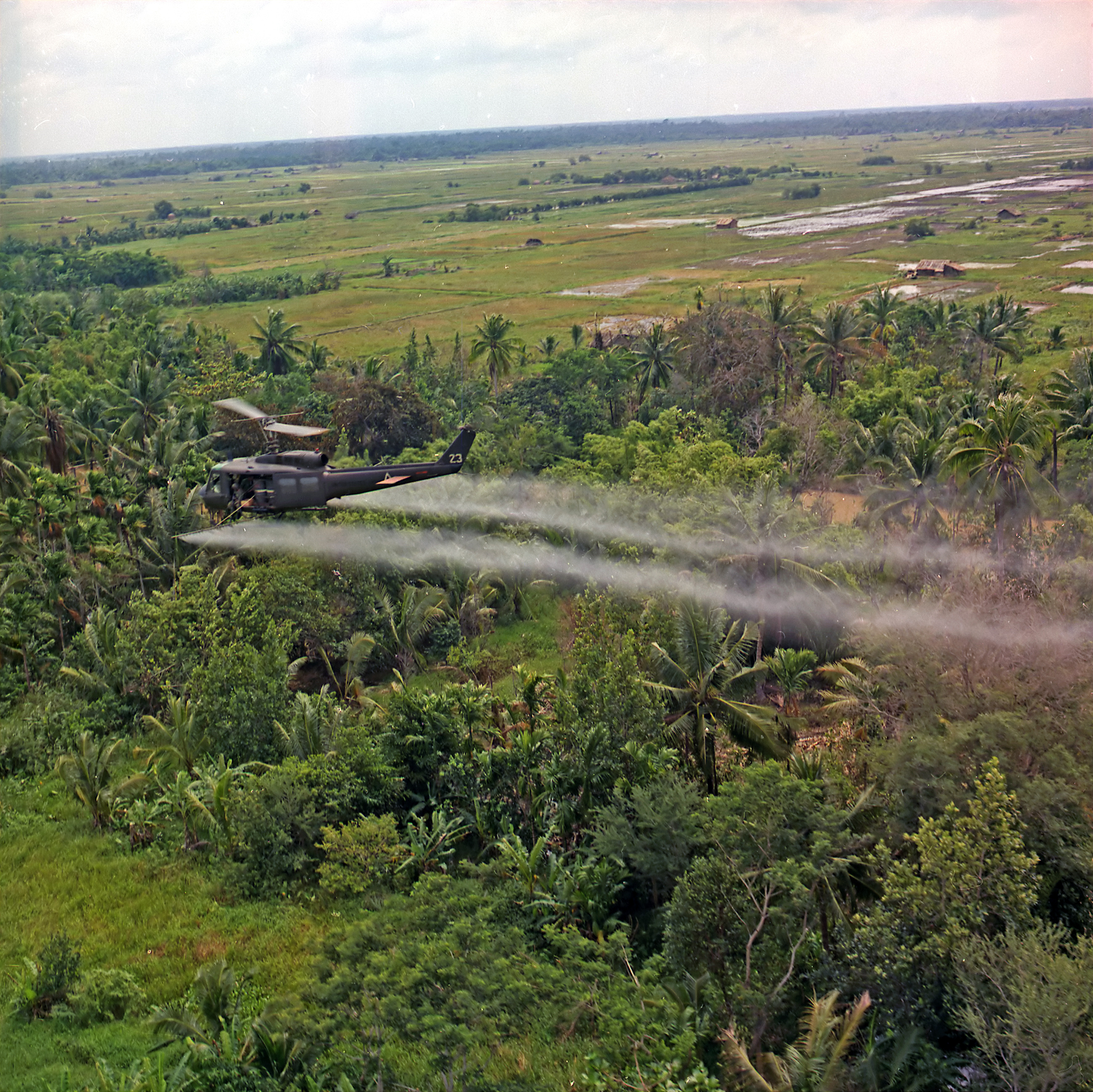
Versprühung von Agent Orange im Mekongdelta am 26. Juli 1969

Am 2. September 1969 starb Hồ Chí Minh, der Präsident Nordvietnams. Am 27. Januar 1973 vereinbarten Henry Kissinger und Lê Đức Thọ, der Nachfolger von Hồ Chí Minh, einen Waffenstillstand. Damit endete die direkte Kriegsbeteiligung der USA, die Waffenlieferungen an Südvietnam gingen jedoch weiter. Die Nordvietnamesen setzten den Kampf gegen Südvietnam erfolgreich fort. Am 21. April 1975 stand Saigon vor dem Fall, Staatschef Nguyễn Văn Thiệu legte sein Amt nieder, die letzten verbliebenen Vertreter der USA wurden evakuiert. Am 30. April wurde Saigon eingenommen, Südvietnam kapitulierte bedingungslos am 1. Mai 1975, der Vietnamkrieg war damit zu Ende. Bis zur Wiedervereinigung übernahm eine Provisorische Revolutionäre Regierung die Macht im Süden.

### Sozialistische Republik Vietnam
Am 2. Juli 1976 wurden Nord- und Südvietnam unter dem Namen Sozialistische Republik Vietnam wiedervereint. Saigon, die ehemalige Hauptstadt Südvietnams, wurde in Ho-Chi-Minh-Stadt (Thành phố Hồ Chí Minh) umbenannt.
Das in der Folge des Vietnamkrieges entstandene kommunistisch-maoistische Regime der Roten Khmer in Kambodscha und vor allem deren Attacken auf vietnamesisches Gebiet veranlassten Vietnam, in Kambodscha einzumarschieren. Anfang 1979 eroberten vietnamesische Truppen Phnom Penh und errichteten einen von Vietnam abhängigen „Revolutionären Volksrat“ unter Heng Samrin. Die Volksrepublik China, die die Regierung der Roten Khmer unterstützt hatte, provozierte daraufhin angesichts der moskautreuen Politik Vietnams entlang der Grenze zu Vietnam bewaffnete Auseinandersetzungen, die als Erziehungskrieg bekannt wurden. Während der mehrwöchigen Kämpfe erlitten beide Seiten hohe Verluste. China zog sich schließlich wieder zurück und gab an, seine Ziele erreicht zu haben. Der Konflikt endete ohne klaren Sieger. Erst 1989 zog sich Vietnam aus Kambodscha zurück.
Im Jahr 1983 befanden sich rund 2000 sowjetische Militärberater im Land, die Luft- und Seestützpunkte (u. a. in Cam Ranh) sowie eine Abhörstation betrieben, deren Nutzung vertraglich vereinbart war.
Der Wandel wurde elf Jahre nach Ende des Vietnamkrieges eingeleitet. Nach der Militäroffensive Vietnams gegen die Roten Khmer in Kambodscha und dem Krieg gegen China lag Vietnam brach, Hungersnöte drohten. Die Kommunistische Partei Vietnams veranlasste ab 1986 wirtschaftliche Reformen, genannt Đổi mới (Erneuerung). Die Planwirtschaft wurde auf eine „sozialistische Marktwirtschaft“ umgestellt. Besitz wurde erlaubt, ausländische Investitionen bei Dominanz der staatlichen und genossenschaftlichen Unternehmen wurden erlaubt.
Politische Reformen wurden nicht durchgeführt.
Ab Beginn der 1990er Jahre setzte man auch auf den Tourismus.
Während der 1990er Jahre wuchs die Wirtschaft stark und Vietnam wurde wieder in die internationale Staatengemeinschaft aufgenommen.
Am 3. Februar 1994 hob die Regierung Clinton das seit dem Vietnamkrieg bestehende Handelsembargo auf.
1995 nahmen Vietnam und die USA wieder diplomatische Beziehungen auf; 2001 trat ihr bilaterales Handelsabkommen in Kraft.
In einem bilateralen Vertrag einigten sich Vietnam und die Volksrepublik China am 30. Dezember 1999 über den Grenzverlauf. Die genaue Festlegung der Grenzpunkte dauerte noch bis 2008.

## Politik

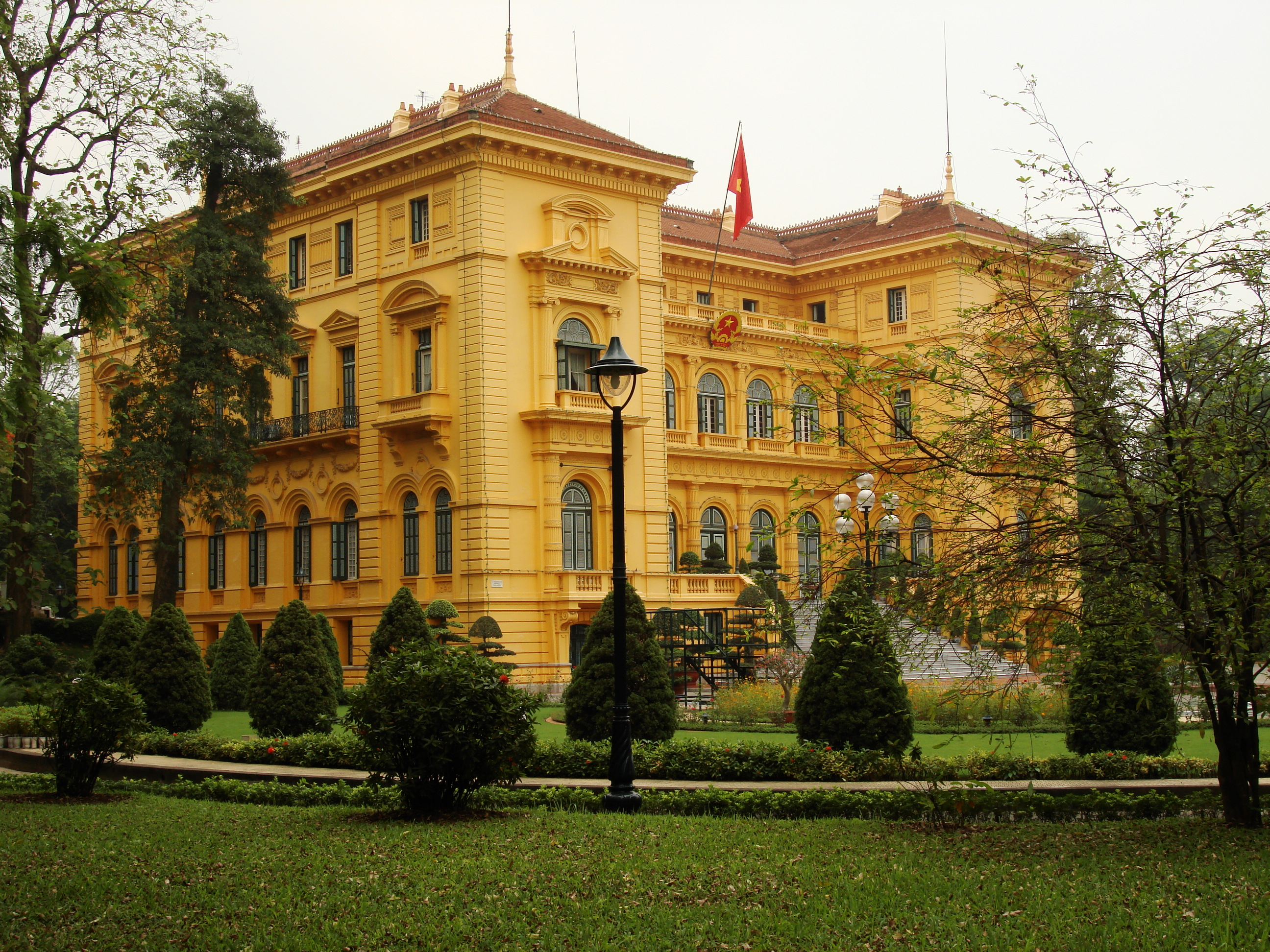
Präsidentenpalast in Hanoi

Vietnam ist ein Einparteienstaat, in dem die Kommunistische Partei Vietnams die Einheitspartei darstellt und somit das Monopol auf die Macht innehat. Die Menschenrechtslage ist problematisch. Die Presse wird entsprechend der Regierungsmeinung zensiert und die Zivilgesellschaft stark überwacht.

### Regierungssystem
Vietnam wird hauptsächlich von einem Kollegium aus drei Personen geführt, das aus dem Generalsekretär der KPV, dem Premierminister und dem Staatspräsidenten besteht. Alle drei sind Parteifunktionäre und treffen ihre Entscheidungen in der Regel einstimmig. Der Generalsekretär ist nicht nur Leiter des Sekretariats, sondern in der Regel auch Vorsitzender des Politbüros der KPV, das momentan aus 14 Mitgliedern besteht.

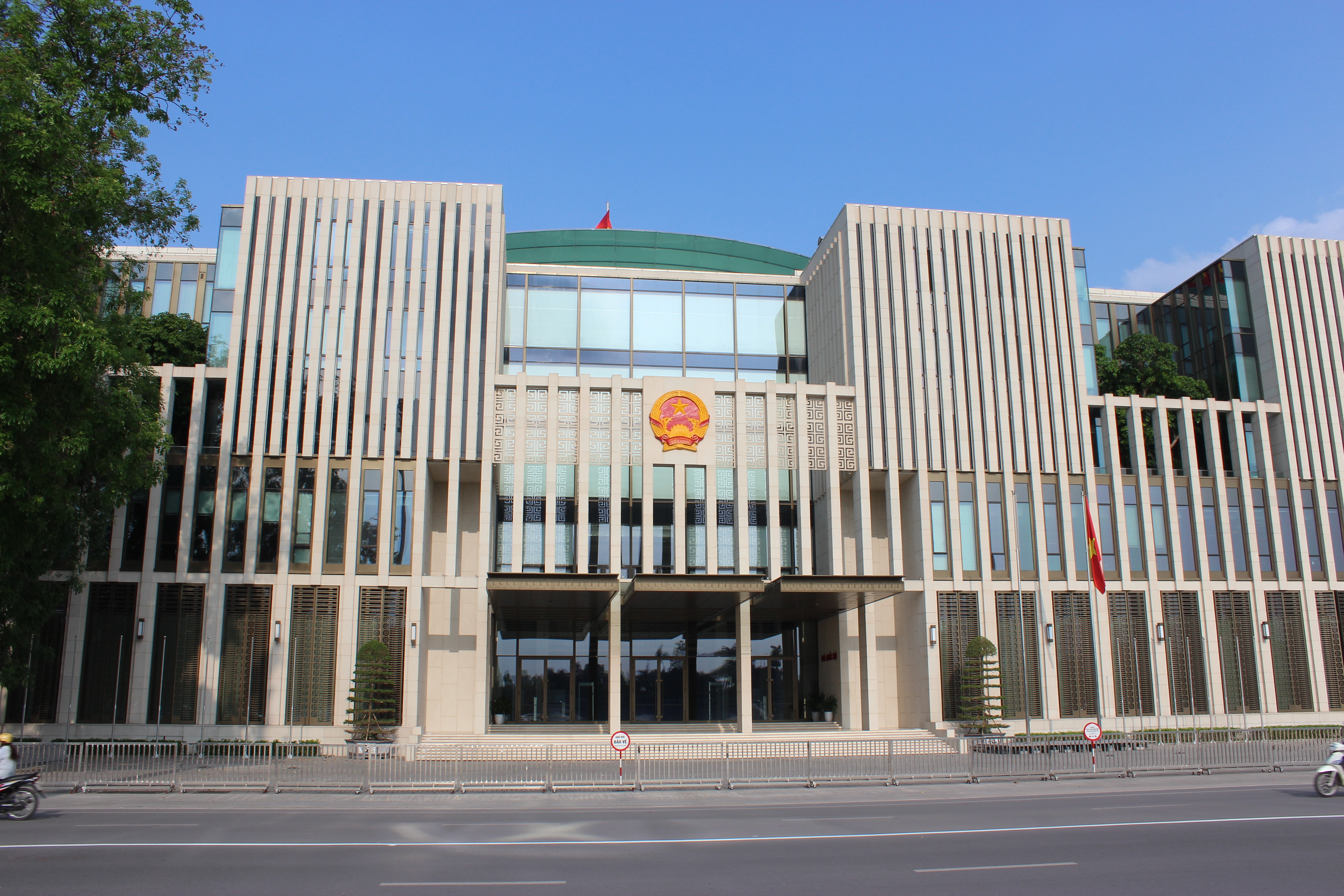
Gebäude der Nationalversammlung Vietnams

Laut Verfassung ist die Nationalversammlung, das Einkammerparlament Vietnams, das höchste Organ staatlicher Macht. Die 493 Abgeordneten werden für eine Legislaturperiode von fünf Jahren gewählt. Mindestens zweimal jährlich muss die Nationalversammlung eine Vollversammlung abhalten. In der übrigen Zeit werden ihre Aufgaben vom Ständigen Ausschuss der Nationalversammlung (SANV) ausgeführt. Die Nationalversammlung ernennt den Staatspräsidenten, den Premierminister und die Regierung (Exekutive) sowie die Prokuratur des Obersten Volksgerichtshofes und des Obersten Volkskontrollamtes (Judikative). Die Nationalversammlung hat seit den letzten Verfassungsänderungen stark an politischem Einfluss gewonnen. Sie kann jetzt Gesetze ändern, kann Minister zur Verantwortung ziehen und muss den Staatshaushalts- und Produktionsplänen zustimmen. Die größte politische Macht liegt weiterhin bei der kommunistischen Partei, die durch die Vietnamesische Vaterlandsfront – einen Dachverband für Massenorganisationen – den Wahlprozess unter ihrer Kontrolle hat. Sie steuert mit ihrem Zentralkomitee und dem Politbüro die Politik des Landes. Durch den etwa 90-prozentigen Anteil an KPV-Mitgliedern in der NV sind alle ranghohen Regierungsmitglieder ebenfalls Teil der KPV.
Wahlen finden in Vietnam alle fünf Jahre auf mehreren Ebenen statt: Auf Zentralebene (Nationalversammlung) sowie auf Provinz-, Distrikts- und Gemeindeebene (Volksräte). Die Kandidaten, die sich zur Wahl stellen wollen, werden von der Vietnamesischen Vaterlandsfront und der Kommunistischen Partei nach strengen Kriterien ausgewählt. Trotzdem sind momentan ca. 10 % der Abgeordneten keine Parteimitglieder, nachdem bei der Wahl 2002 ungefähr 15 % Nicht-Parteimitglieder zugelassen wurden. Allerdings hatten sich zuvor 69 Unabhängige beworben, und nur 13 wurden angenommen. Seit 2003 müssen von Rechts wegen in jedem Wahlkreis mindestens zwei Kandidaten mehr antreten als Mandate zu vergeben sind.
Frauenwahlrecht
Nach Goscha verlautbarten die Việt Minh bei Gründung der Demokratischen Republik Vietnam (DRV) das allgemeine Wahlrecht unabhängig von den Geschlechtern. Der Autor nennt kein konkretes Datum, aber benennt die Dekrete No. 14 und No. 51 als Rechtsgrundlagen und schildert, dass dies im Rahmen der Machtübernahme während der Augustrevolution (Unabhängigkeitserklärung 2. September 1945) geschehen sei. Am 2. September 1945 wurde die Demokratische Republik Vietnam ausgerufen. Frauen erhielten im Rahmen der Machtübernahme während der Augustrevolution (Unabhängigkeitserklärung 2. September 1945) erstmals gleiche Rechte wie Männer, auch das Wahlrecht. Rechtsgrundlage hierfür waren die Dekrete Nummer 14 und Nummer 51. Ausgeübt wurde das Recht erstmals bei den Wahlen vom 6. Januar 1946. 1946 waren in der gesetzgebenden Versammlung nur 2,5 Prozent der Abgeordneten Frauen. Die Demokratische Republik Vietnam umfasste nur kurz das ganze Gebiet des Landes. 1946 kehrte in den Süden die französischen Kolonialmacht zurück. Während der Kolonialzeit bis 1954 gab es kein Wahlrecht für nicht-naturalisierte Indigene der Kolonie. Eine Quelle berichtet von einem aktiven Frauenwahlrecht in Südvietnam zur Wahl von Ngo Dinh Diem 1955.

### Verfassung und Menschenrechte

Flagge der Kommunistischen Partei Vietnams

Die erste Verfassung Vietnams wurde im November 1946 verabschiedet. Sie legte die Unteilbarkeit des Landes sowie die Gleichheit aller Bürger des Landes vor dem Gesetz fest. Das Frauenwahlrecht wurde 1946 ebenfalls eingeführt. Seitdem gab es 1959, 1980 und 1992 neue Verfassungen. Die heutige vietnamesische Verfassung gilt in ihrer Version vom 15. April 1992, die 2001 modifiziert wurde. Mit einem zusätzlichen Abschnitt im Artikel 4 stellt sich die kommunistische Partei, im Unterschied zur Verfassung von 1980, formell unter die Verfassung und das Gesetz, während sie bis dahin die Autorisierung dazu hatte, alles zu tun, was sie zum Aufbau des Sozialismus für notwendig erachtete. Die heutige Verfassung hat ihren Schwerpunkt in Richtung der Entwicklung von Wirtschaft, Bildung, Wissenschaft und Technologie und des Schutzes des privaten Sektors und von ausländischen Investoren verschoben.
Artikel 4 der Verfassung legt jedoch nach wie vor die führende Rolle der Kommunistischen Partei Vietnams fest und verbietet alle Oppositionsparteien. Die Präambel der Verfassung beschreibt die Partei als Führer, das Volk als Herrscher und den Staat als Verwalter.
Die vor dem Verbot bestehenden oder nach dem Verbot gegründeten Parteien im Ausland bestehen weiter. Diese haben zwar keinen Einfluss auf das politische Geschehen in Vietnam, veranstalten aber viele Demonstrationen im Inland und Ausland. Zudem besitzen manche Parteien eigene Parteizeitungen, die zumeist kritische Enthüllungen gegen die kommunistische Regierung in Vietnam beinhalten.
Des Weiteren räumt die Verfassung Vietnams formell allen Bürgern Grundrechte wie Redefreiheit, Pressefreiheit, Versammlungsfreiheit und Glaubensfreiheit ein. Aufgrund der staatlichen Zensur und Kontrolle durch die kommunistische Partei ist es den Bürgern allerdings nur in beschränktem Umfang möglich, diese Grundrechte in Anspruch zu nehmen. So wurden bereits mehrere kritische Blogger verhaftet. Der bekannte Blogger und Dissident Le Quoc Quan, ein Anwalt, der sich für die Menschenrechte einsetzt, wurde im Herbst 2013 aufgrund des Vorwurfs der Steuerhinterziehung zu einer zweieinhalbjährigen Haftstrafe verurteilt. Daraufhin kam es zu einer Protestdemonstration.
Am 19. September 2015 wurde die Bloggerin Ta Phong Tan nach drei Jahren Haft unter bloßer Suspendierung des Rests auf zehn Jahre Haftstrafe ins Exil gezwungen. Pen International fordert freie Einreise und Erlassen dieser Strafe für sie genauso wie Freilassung einer Reihe anderer Blogger.

### Rechtssystem

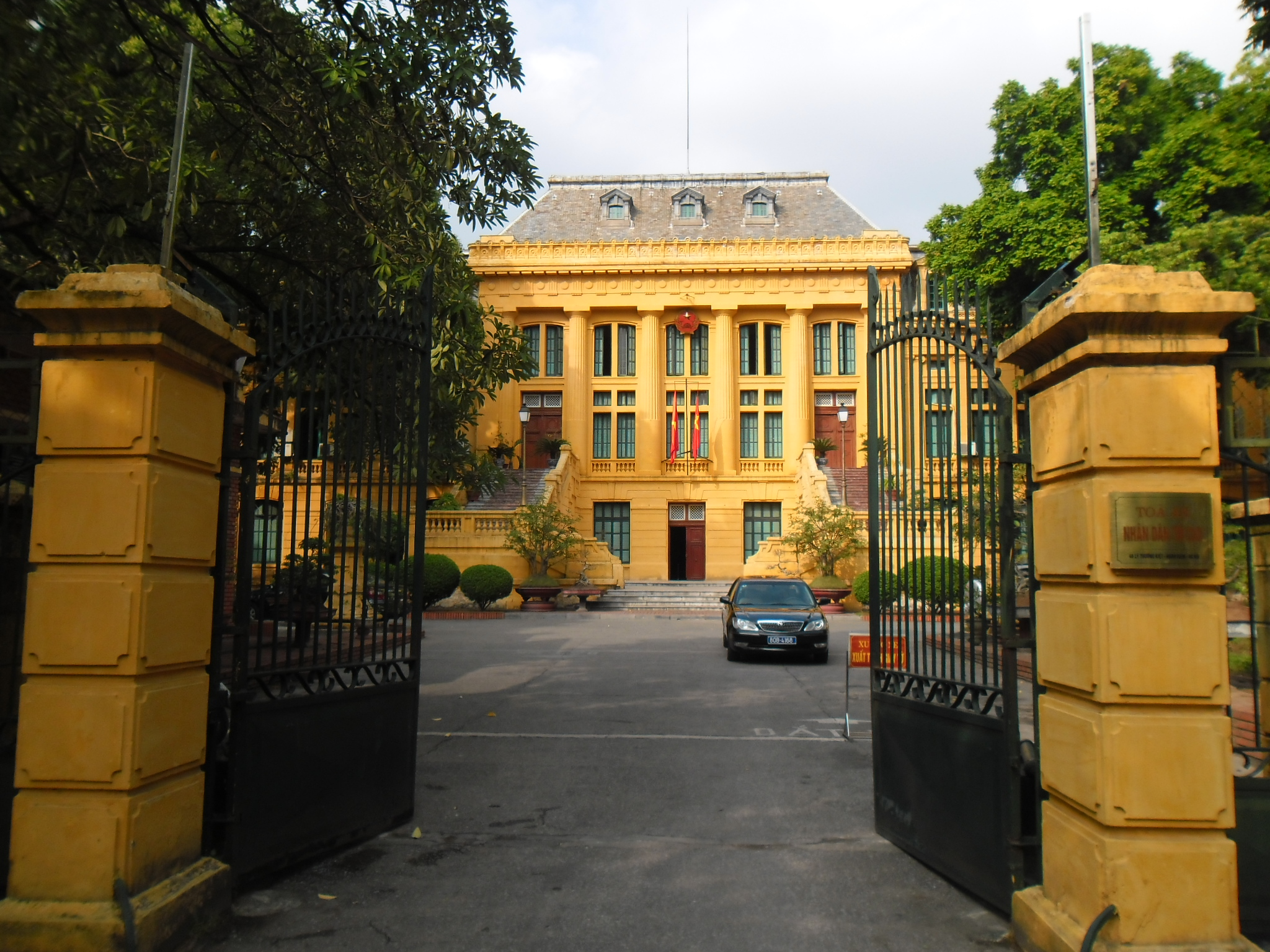
Oberster Gerichtshof von Vietnam in Hanoi

Vietnam verfügt de facto über keine unabhängige Judikative. Die im vietnamesischen Rechtssystem handelnden Personen sind alle unmittelbar oder mittelbar durch die kommunistische Partei bzw. die Vietnamesische Vaterlandsfront ausgewählt, wobei politische Zuverlässigkeit ein wichtiges Auswahlkriterium darstellt. Die Partei nimmt auch auf Rechtsentscheidungen Einfluss, welche die Monopolstellung der KPV in Frage stellen könnten. Darüber hinaus fehlt es an Richtern und Anwälten mit adäquater Ausbildung. Allerdings haben die Schöffen in Vietnam im Gegensatz zum deutschen System eine juristische Ausbildung.
Die oberste Instanz des vietnamesischen Rechtssystems ist der Oberste Volksgerichtshof, welcher der Nationalversammlung unterstellt ist und dessen Mitglieder auf Vorschlag des Staatspräsidenten von der Nationalversammlung ernannt werden. Die Nationalversammlung bestimmt auch das Budget der Judikative. Dem Obersten Volksgerichtshof sind die Volksgerichte auf Distrikts- und Provinzebene, die Militärtribunale sowie die Verwaltungs-, Wirtschafts- und Arbeitsgerichte unterstellt.
Die Todesstrafe ist in Vietnam nicht abgeschafft; sie wird unter anderem gegen Personen verhängt, die der Korruption oder des Drogenhandels überführt wurden. Vietnam gilt in Südostasien als das Land mit den meisten Anwendungen dieser Strafe und wird auch weltweit in die Gruppe der Staaten eingestuft, welche die Todesstrafe am häufigsten einsetzen.

### Politische Indizes
| Name des Index                     | Indexwert    | Weltweiter Rang | Interpretationshilfe | Jahr |
| ---------------------------------- | ------------ | --------------- | --- | ---- |
| Fragile States Index               | 56,2 von 120 | 119 von 179     | Stabilität des Landes: stabil 0 = sehr nachhaltig / 120 = sehr alarmierend Rang: 1 = fragilstes Land / 179 = stabilstes Land | 2024 |
| Demokratieindex                    | 2,62 von 10  | 133 von 167     | Autoritäres Regime 0 = autoritäres Regime / 10 = vollständige Demokratie                                                     | 2024 |
| Freedom in the World Index         | 19 von 100   | —               | Freiheitsstatus: unfrei 0 = unfrei / 100 = frei                                                                              | 2022 |
| Rangliste der Pressefreiheit       | 19,7 von 100 | 173 von 180     | Sehr ernste Lage für die Pressefreiheit 100 = gute Lage / 0 = sehr ernste Lage                                               | 2025 |
| Korruptionswahrnehmungsindex (CPI) | 40 von 100   | 88 von 181      | 0 = sehr korrupt / 100 = sehr sauber                                                                                         | 2024 |

### Außenpolitik

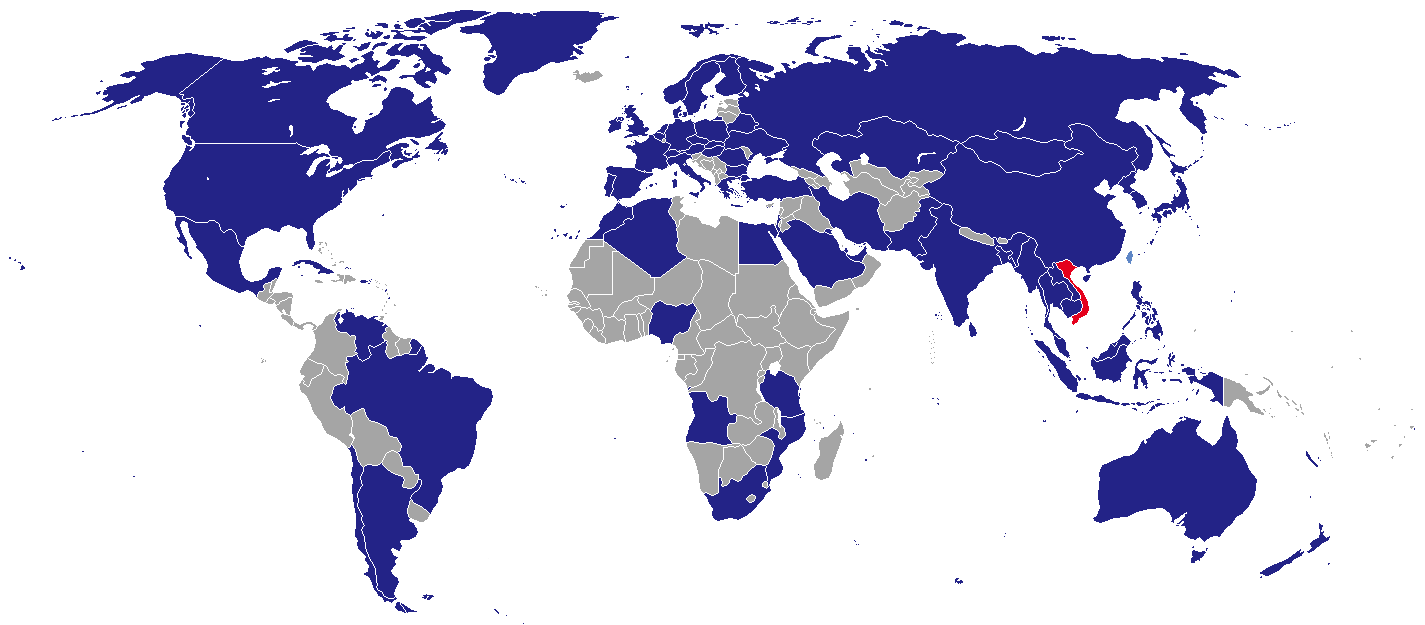
Standorte der diplomatischen Vertretungen Vietnams

Während des Vietnamkrieges und danach war Vietnam in Südostasien weitgehend isoliert. Die USA hatten ein Wirtschaftsembargo verhängt und drängten auch andere Staaten, Vietnam zu boykottieren. Speziell nach dem Einmarsch in Kambodscha (1978–1989) waren auch die Beziehungen zur Volksrepublik China so gespannt, dass an der vietnamesisch-chinesischen Grenze ein Krieg ausbrach. Vietnam integrierte sich deshalb sehr stark in den Rat für gegenseitige Wirtschaftshilfe (RGW). Aus der Isolierung kam das Land erst nach dem Rückzug aus Kambodscha 1991 heraus.

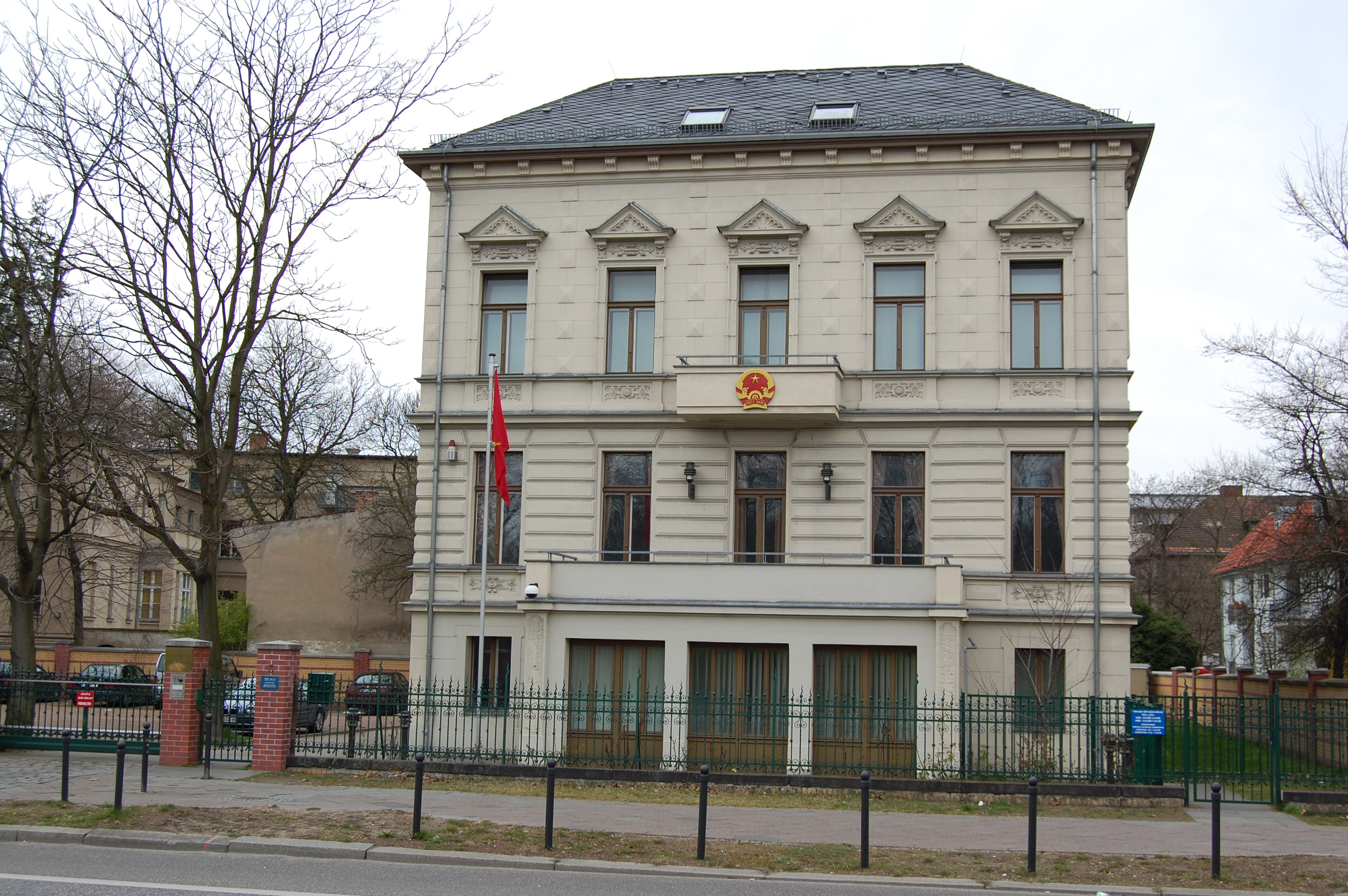
Vietnamesische Botschaft in Berlin

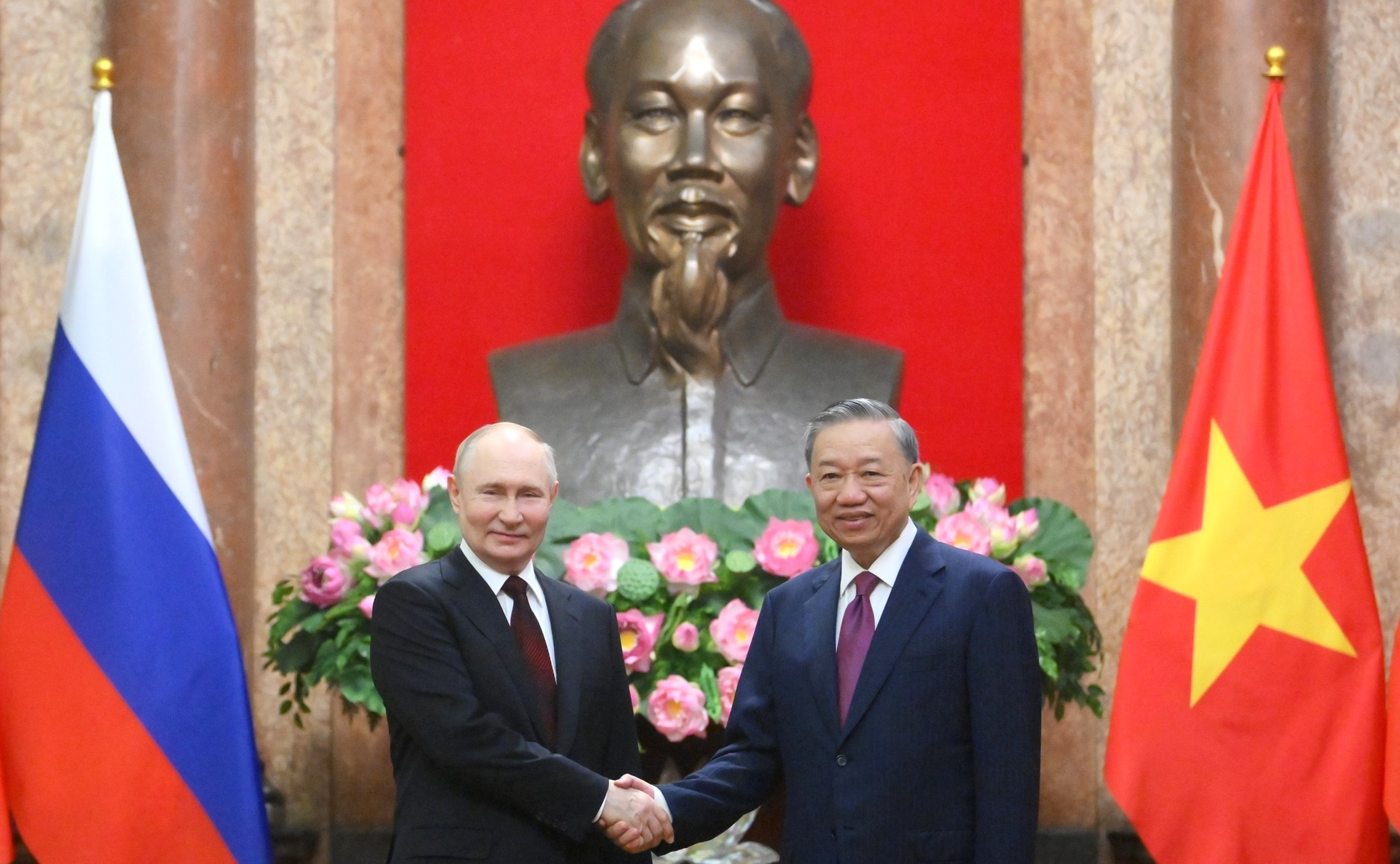
Wladimir Putin und Tô Lâm in Hanoi, Juni 2024

In den 1990er Jahren entspannten sich die Beziehungen zu allen Nachbarstaaten. Im Jahr 1991 nahm das Land wieder diplomatische Beziehungen zu China sowie den meisten Ländern Europas und Ostasiens auf. Unterhielt Vietnam vor dem Ende des Kalten Krieges nur zu 23 nicht-kommunistischen Staaten diplomatische Beziehungen, sind es heute 172. Es gibt Handelsabkommen mit 76 Ländern sowie eine ebenso hohe Anzahl an Ländern mit Meistbegünstigtenstatus. Die USA haben ihr Embargo gegen Vietnam aufgehoben und so wurde der Beitritt zur Weltbank, dem Internationalen Währungsfonds und zur Asiatischen Entwicklungsbank möglich. Im Juli 1995 trat Vietnam der ASEAN bei, 1998 der APEC. Seit dem 11. Januar 2007 ist Vietnam 150. Mitglied der WTO. Von 2008 bis 2009 war das Land eines von zehn nicht-ständigen Mitgliedern des UN-Sicherheitsrats.
Von besonderem Interesse für Vietnam ist die Beziehung zur asiatisch-pazifischen Region, und hier besonders zu China, als ebenfalls sozialistischem Staat und Hauptordnungsmacht in der Region. Auch mit Deutschland gibt es einige Kooperationen. Die Friedrich-Ebert-Stiftung, die Konrad-Adenauer-Stiftung, die Rosa-Luxemburg-Stiftung und das Goethe-Institut haben Außenstellen in Vietnam. Im Jahr 2010 riefen mehrere Organisationen das Veranstaltungsjahr „Deutschland in Vietnam“ aus, bei dem diverse Veranstaltungen deutscher Kultur in Vietnam stattfanden. Parallel dazu wurde auch ein Veranstaltungskalender „Vietnam in Deutschland“ erstellt. Die mutmaßliche Entführung des vietnamesischen Managers Trịnh Xuân Thanh, der sich als Asylbewerber in Deutschland aufhielt, am 23. Juli 2017 durch den vietnamesischen Geheimdienst, veranlasste die Bundesregierung, einen vietnamesischen Diplomaten auszuweisen.
Grenzstreitigkeiten gibt es mit einer Reihe von Staaten um die Paracel-Inseln sowie die Spratly-Inseln im Südchinesischen Meer.

### Militär

Flagge der Vietnamesischen Volksarmee

Die Vietnamesische Volksarmee ging auf die Gründung eines vietnamesischen kommunistischen Staates während der Augustrevolution zurück. Die Streitkräfte spielten im Indochinakrieg und Vietnamkrieg die entscheidende Rolle zum Erreichen der Unabhängigkeit und Einheit des Landes im Rahmen eines kommunistischen Staates. Im Kambodschanischen Bürgerkrieg besetzten die Streitkräfte Teile des Nachbarlandes. 1979 verteidigten die Streitkräfte den Nordteil des Landes gegen eine chinesische Invasion. Die Streitkräfte unterliegen einer rigorosen politischen Kontrolle durch die kommunistische Partei. Darüber hinaus besitzen die Streitkräfte eigene Unternehmen, etwa das Telekommunikationsunternehmen Viettel.
Die Landstreitkräfte haben eine Stärke von etwa 412.000 Mann; es existiert eine allgemeine Wehrpflicht für alle Männer, die in der Regel zwei Jahre dauert. Die Marine hat 42.000 Mann; die modernste Teilstreitkraft Vietnams ist die Luftwaffe mit 30.000 Mann. Ihre Hauptstärke besteht aus 124 MiG-21, 53 Su-22, 12 Su-27 und 24 Su-30.

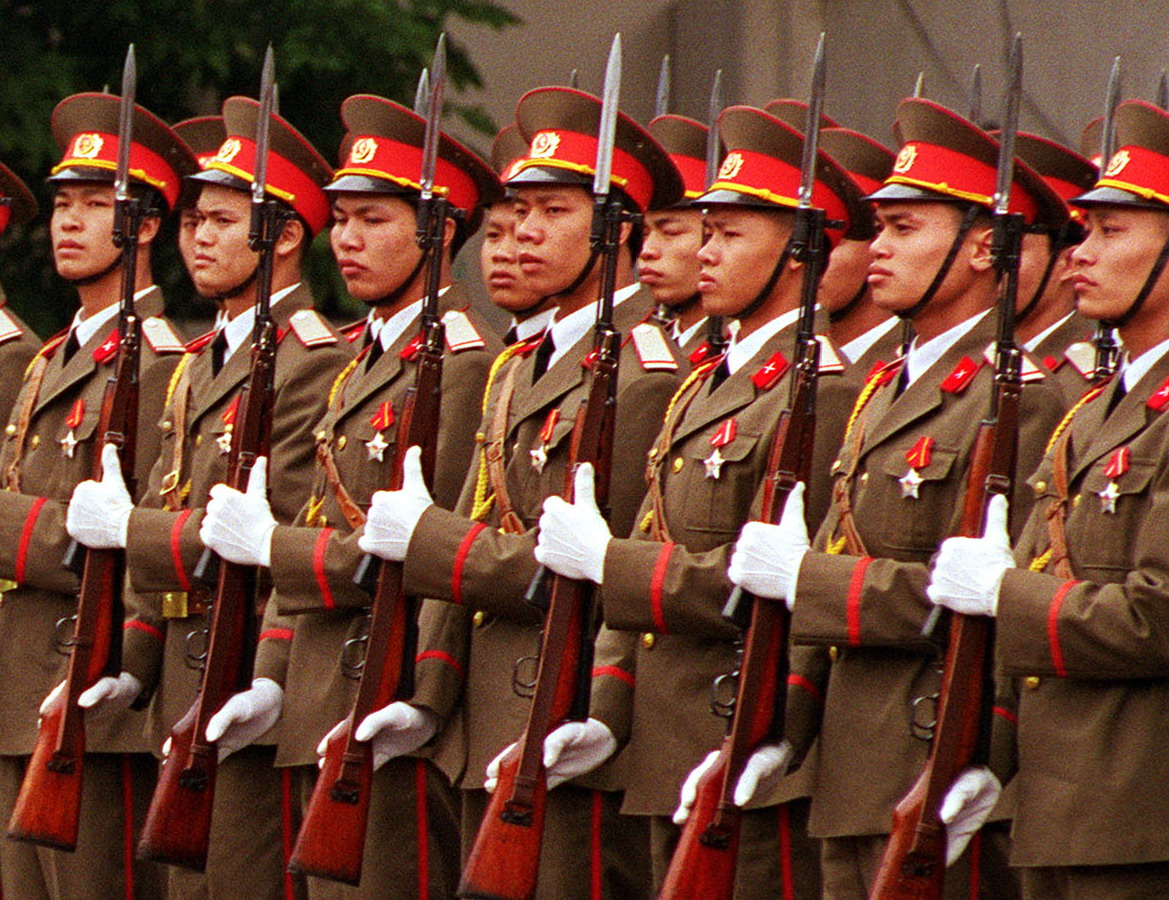
Soldaten der Vietnamesischen Volksarmee

Vietnam sieht sich momentan keinen Bedrohungen von außen gegenübergestellt. Die Regierung hat deshalb in den vergangenen Jahren die Truppenstärke und Verteidigungsausgaben reduziert. Es wird geschätzt, dass Vietnam 2017 knapp 2,3 Prozent seiner Wirtschaftsleistung oder 5,1 Milliarden Dollar für seine Streitkräfte ausgab. Trotzdem gehört das vietnamesische Militär zu den mächtigsten und schlagkräftigsten in der Region. Auch innenpolitisch ist das Militär stark, viele ranghohe Militärs nehmen einflussreiche Positionen in Partei- und Staatsführung ein. Nach den militärischen Auseinandersetzungen mit Frankreich, den USA und China hat es in der Bevölkerung starken Rückhalt. Vietnam lag 2018 auf Platz 16 von 155 Ländern im Globalen Militarisierungsindex (GMI). Gemäß dem Ranking von Global Firepower (2018) gehört das Land zu den 20 stärksten Militärmächten der Welt.
Neben der regulären Armee gibt es paramilitärische Reserveeinheiten, deren Stärke auf 4 bis 5 Millionen Mann geschätzt wird. Hierzu gehören die Selbstverteidigungskräfte und die Volksmiliz.

## Wirtschaft

### Überblick

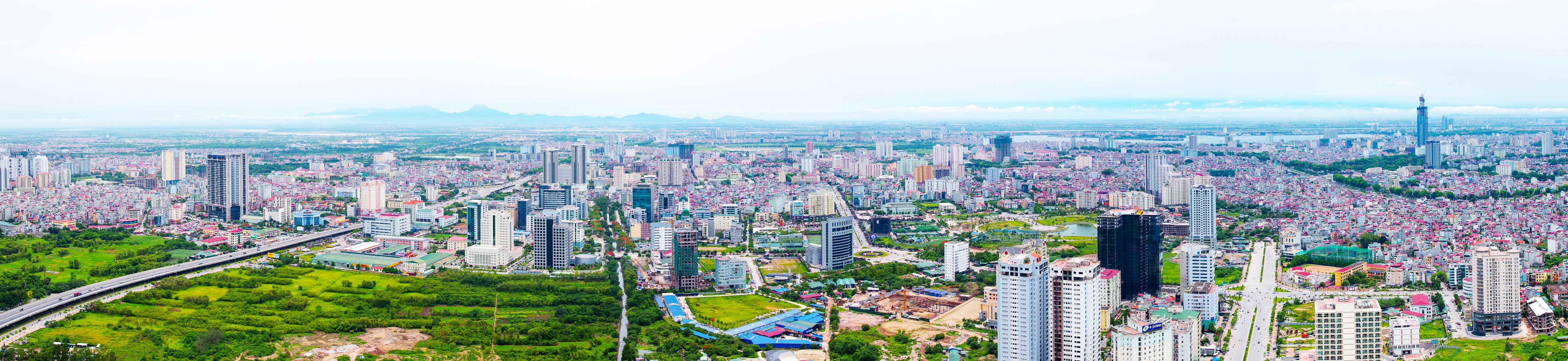
Skyline von Hanoi

Vietnam gehört zu jenen Staaten, die sich in einer Transformation von der Zentralverwaltungswirtschaft zur sozialistischen Marktwirtschaft befinden. Dieser Prozess hat in Vietnam ein rasantes Wirtschaftswachstum ausgelöst und das Land zu einem attraktiven Investitionsstandort für internationale Unternehmen werden lassen. Die Weltbank stuft Vietnam seit Beginn 2011 als Schwellenland ein.
Gemäß dem Index der menschlichen Entwicklung (HDI) zählt Vietnam zu den Ländern mittlerer Entwicklung. Mit einem HDI von 0,693 steht es an der Schwelle zu den Ländern hoher menschlicher Entwicklung. Seit 1990 ist der HDI von Vietnam stark angestiegen. Im Global Competitiveness Index, der die Wettbewerbsfähigkeit eines Landes misst, belegt Vietnam Platz 67 von 141 Ländern (Stand 2019). Im Index für wirtschaftliche Freiheit belegte das Land 2018 Platz 141 von 180 Ländern und wurde als „größtenteils unfrei“ eingestuft.
Das Land führt zwei Wertpapierbörsen – die Ho Chi Minh Stock Exchange und die Hanoi Stock Exchange.
| Jahr                                    | 2010  | 2015  | 2016  | 2017  | 2018   | 2019    | 2020    | 2021    | 2022    | 2023    |
| --------------------------------------- | ----- | ----- | ----- | ----- | ------ | ------- | ------- | ------- | ------- | ------- |
| BIP in Mrd. USD (Kaufkraftparität)      | 508,1 | 744,4 | 801,7 | 872,7 | 963,3  | 1.071,8 | 1.138,6 | 1.192,1 | 1.380,8 | 1.502,7 |
| BIP pro Kopf in USD (Kaufkraftparität)  | 5.776 | 8.117 | 8.649 | 9.317 | 10.176 | 11.108  | 11.668  | 12.101  | 13.883  | 14.982  |
| BIP-Wachstum (real)                     | 6,4 % | 7,0 % | 6,7 % | 6,9 % | 7,5 %  | 7,4 %   | 2,9 %   | 2,6 %   | 8,1 %   | 5,0 %   |
| Inflation (in Prozent)                  | 9,1 % | 0,6 % | 2,7 % | 3,5 % | 3,5 %  | 2,8 %   | 3,2 %   | 1,8 %   | 3,2 %   | 3,3 %   |
| Staatsverschuldung (in Prozent des BIP) | 37 %  | 46 %  | 48 %  | 47 %  | 44 %   | 41 %    | 41 %    | 39 %    | 35 %    | 34 %    |

### Wirtschaftsgeschichte

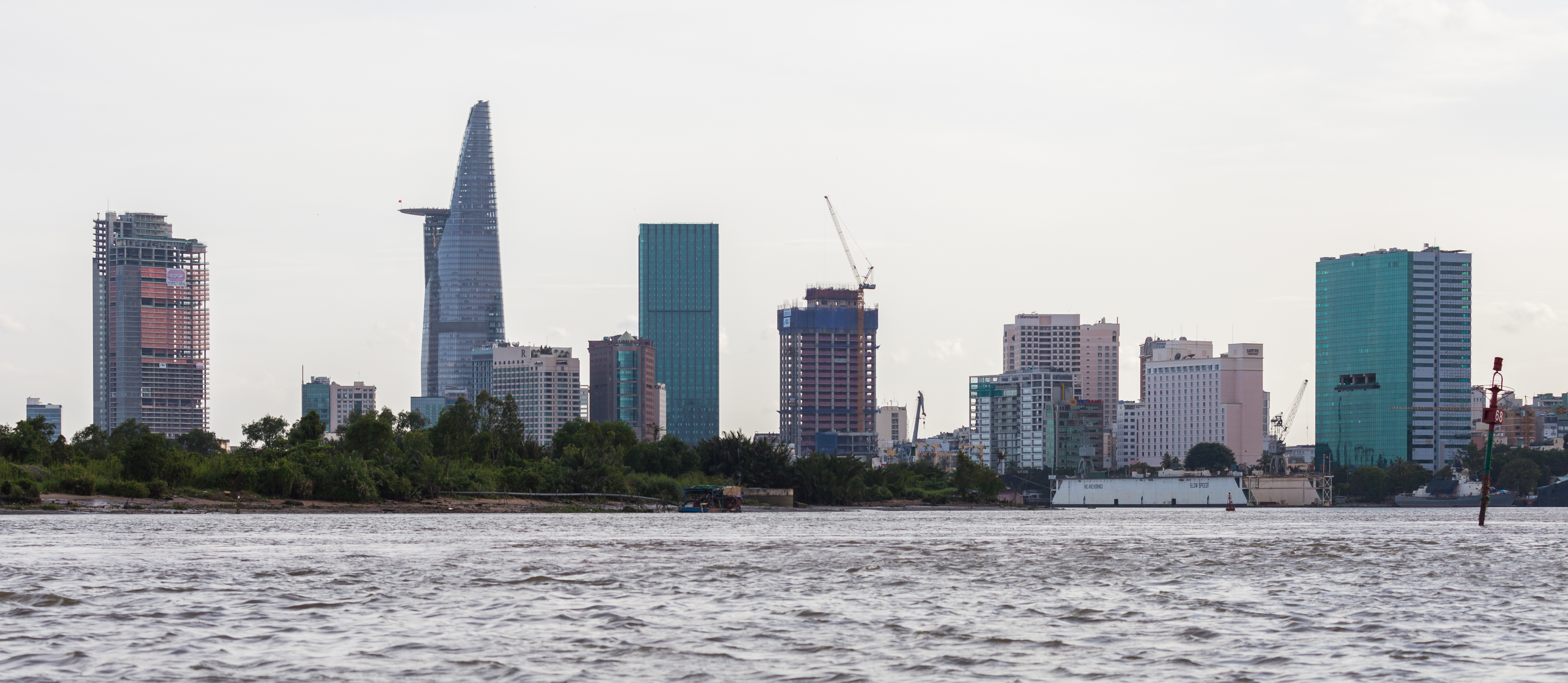
Blick vom Saigon-Fluss auf Downtown Ho-Chi-Minh-Stadt

Langfristige Entwicklung des realen Bruttoinlandsprodukts pro Kopf

Nach der Wiedervereinigung Vietnams stand die Wirtschaft des Landes vor dem Problem, in zwei Hälften geteilt zu sein, die nach komplett verschiedenen Mustern organisiert waren: Im Norden gab es die kommunistische, planwirtschaftlich organisierte Hälfte, deren Landwirtschaft in Kooperativen betrieben wurde und dessen Land zudem durch die Armee der USA im Vietnamkrieg stark zerbombt worden war. Der Süden hingegen war einige Zeit marktwirtschaftlich organisiert, hatte aber während der vergangenen zwei Jahrzehnte eine Wirtschaft entwickelt, die vollständig vom Zustrom amerikanischen Geldes abhing, das bedingt durch die Militärpräsenz zufloss.
Der Süden wurde nach sowjetischem Vorbild restrukturiert, die Landwirtschaft kollektiviert und die Betriebe wurden verstaatlicht. Im Jahr 1978 trat Vietnam dem Rat für gegenseitige Wirtschaftshilfe bei, während die USA ein Wirtschaftsembargo über Vietnam verhängten, das nicht nur Amerikanern verbot, mit Vietnam Handel zu treiben, sondern auch den IWF, die Weltbank und ähnliche Organisationen daran hinderte, Vietnam Aufbaukredite zu geben.

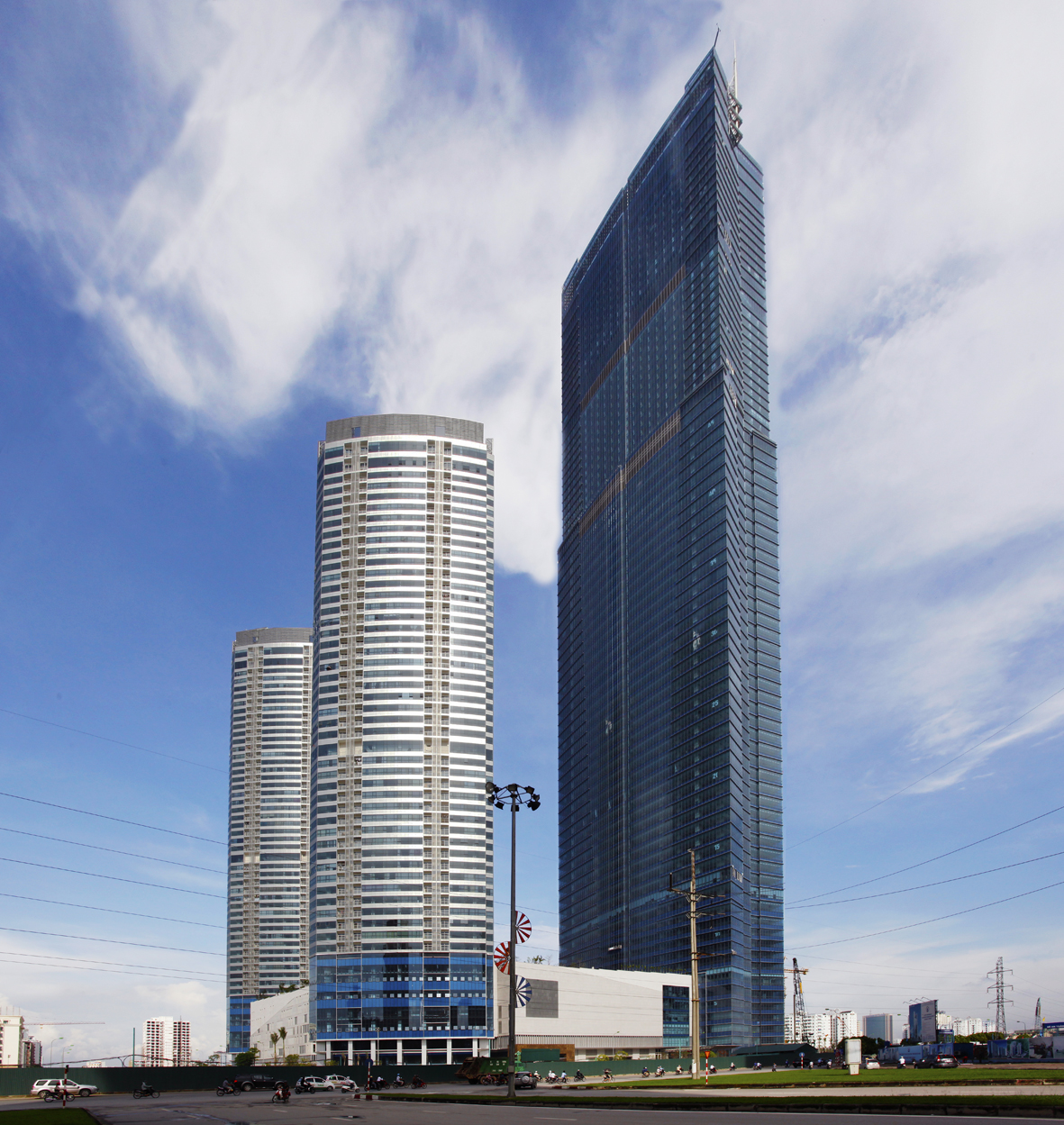
Keangnam Hanoi Landmark Tower in Hanoi, mit 336 Metern zweithöchstes Gebäude Vietnams

Das Resultat aus der Unproduktivität der Staatsbetriebe und der kollektivierten Landwirtschaft, den Handelshindernissen und den massiven Umweltschäden aus dem Vietnamkrieg war schreckliche Armut. Repressionen der kommunistischen Führung gegen die früheren Feinde, Armut und Enteignungen der Privatwirtschaft im Süden veranlassten mehr als eine halbe Million Vietnamesen dazu, als Boatpeople unter Lebensgefahr das Land zu verlassen. Die Anzahl Überlebender wird auf nur 20 % bis 40 % geschätzt. Angesichts offensichtlicher ökonomischer Probleme entschied sich die Kommunistische Partei 1979 dazu, private Wirtschaftssubjekte stärker zu fördern und 1981 wurden in der Landwirtschaft die ersten Reformschritte gesetzt. Weitere Reformen blieben jedoch wirkungslos, es kam zu wirtschaftlicher Stagnation und Hyperinflation sowie zu schwerwiegenden Versorgungsengpässen. 1980 lag die Reisproduktion pro Kopf mit 265 kg unter der Subsistenzgrenze von 300 kg pro Kopf und Jahr. Das Einzige, was Vietnam halbwegs am Leben hielt, war Wirtschaftshilfe der RGW-Staaten, die sich auf geschätzte drei Milliarden Dollar jährlich belief.
Im Jahr 1986 starb Lê Duẩn und machte Platz für eine reformorientierte, jüngere Generation. Unter Nguyễn Văn Linh wurde Đổi mới (Wirtschaftserneuerung) angekündigt und ab 1989 wurden die ersten Maßnahmen dieser Reformpolitik verwirklicht. Das bedeutete, dass die zentrale Planung aufgegeben, die Kollektivierung schrittweise abgeschafft und marktwirtschaftliche Reformen eingeführt wurden. Allerdings gab die KPV keineswegs ihre sozialistische Prägung auf, denn es wurde betont, dass eine sozialistische Marktwirtschaft aufgebaut werde, welche die erste Stufe des Übergangs zum Kommunismus sei. Ausländischen Firmen wurde erlaubt, in Vietnam zu investieren. Als Vietnam am Beginn der 1990er Jahre aus der internationalen Isolation fand, in die es durch die Intervention in Kambodscha gekommen war, und die Amerikaner 1993 ihr Wirtschaftsembargo aufhoben, flossen so viele ausländische Investitionen und Finanzhilfe in das Land, dass das Wirtschaftswachstum zeitweise 10 % pro Jahr überstieg. Aus dem früheren Mangelland Vietnam wurde, speziell durch die Reformen in der Landwirtschaft, der zweitgrößte Reisexporteur der Welt. 2003 lag die Reisjahresproduktion pro Kopf bei rund 470 kg.

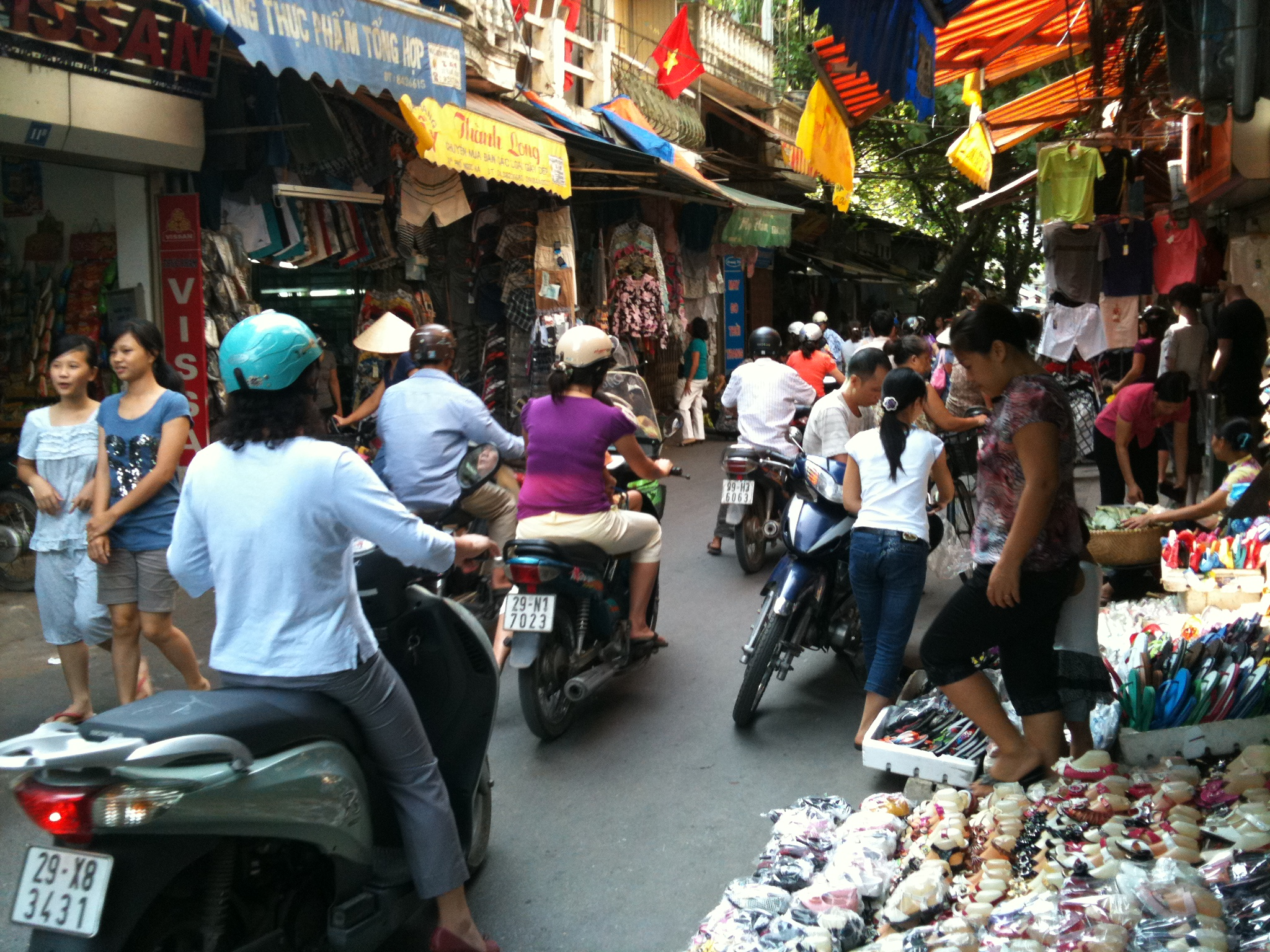
Markt in Hanoi

Vietnam hat 2009 die Grenze von 1000 USD Jahreseinkommen pro Kopf überschritten und ist seitdem ein „Middle Income Country“. 2018 wurde das Bruttoinlandsprodukt auf 241 Mrd. USD geschätzt, demnach 2546 USD pro Kopf. Allerdings ist das Volkseinkommen zwischen Stadt und Land sehr ungleich verteilt. Nach wie vor leben 60 Prozent der Bevölkerung auf dem Land, erwirtschaften dort aber nur 20 Prozent des Volkseinkommens. Die Inflationsrate lag in Vietnam 2023 bei 3,2 %.
Das um die Kaufkraftparität bereinigte BIP pro Person lag 1999 noch bei 410 US$ (Stadt 640, Land 180), 2016 schon bei etwa 6530 US$, was ca. 18 Dollar/Tag entspricht. Immer noch etwa 6 % der Bevölkerung verdienen weniger als einen US$ pro Tag.
Auf dem X. Parteikongress der KPV, der vom 18.–25. April 2006 in Hanoi stattfand, verabschiedeten 1178 Delegierte den Fünf-Jahres-Plan für den Zeitraum 2006–2010 (Socio-Economic Development Plan for the Five Year Period 2006–2010). Gemäß diesem Plan soll Vietnam bis 2020 ein Industrieland werden; das Wirtschaftswachstum soll bis dahin zwischen 8 und 8,5 % bleiben. Bezeichnenderweise hielt sich gleichzeitig der ehemalige Microsoft-Chef Bill Gates auf Einladung der vietnamesischen Regierung ebenfalls in Hanoi auf.
Im Mai 2006 wurde bekannt, dass Vietnam und die USA im Juni 2006 ein bilaterales Handelsabkommen abschließen wollen. Im November 2006 fand in Hanoi zudem das Gipfeltreffen der APEC-Staaten statt, an dem auch US-Präsident George W. Bush teilnahm. Zum 11. Januar 2007 trat Vietnam der Welthandelsorganisation WTO bei.

### Landwirtschaft

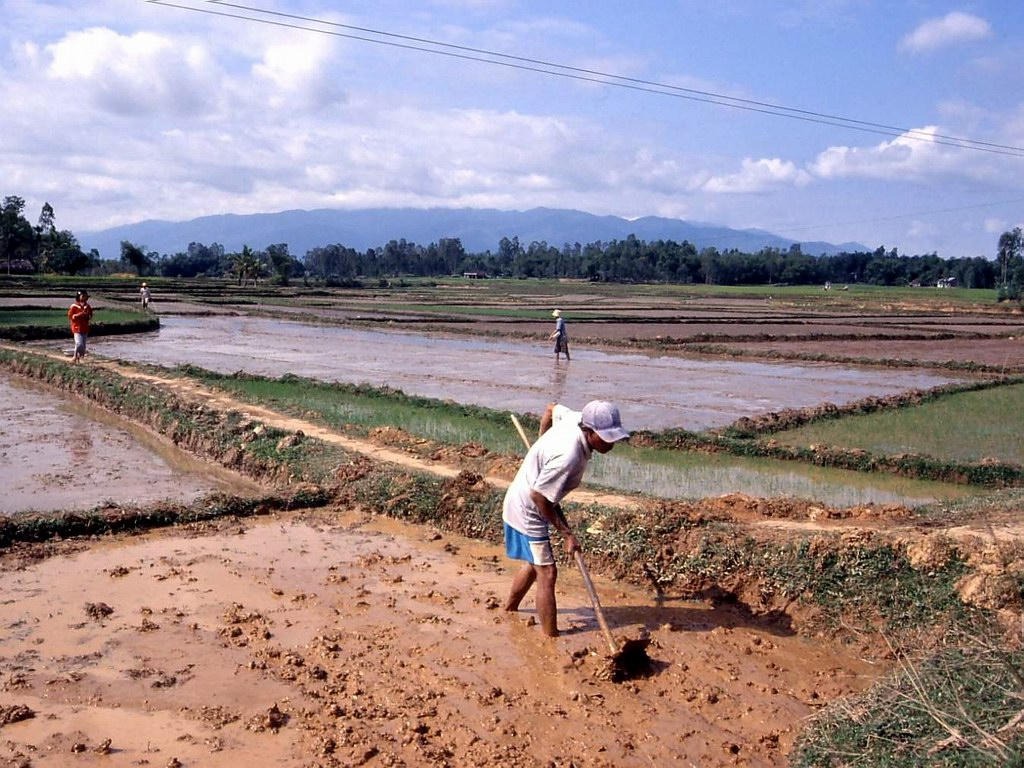
Anbau von Nassreis

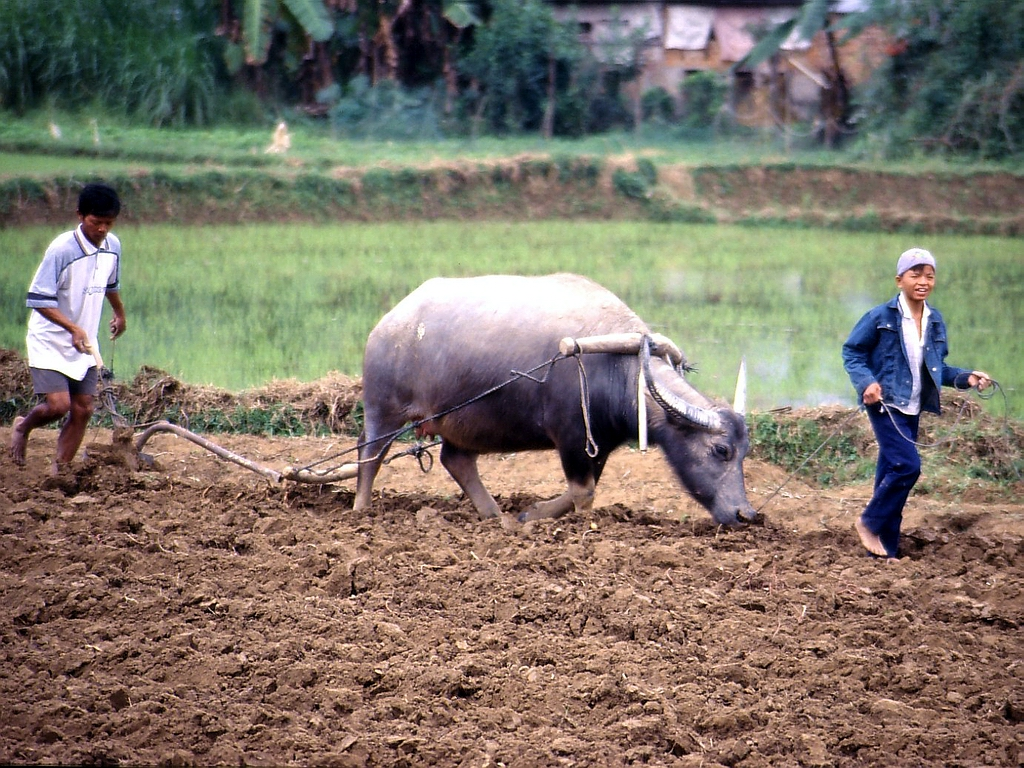
Pflügen des Reisfeldes mit Wasserbüffel und Holzpflug

Vietnam war bis vor wenigen Jahren ein fast ausschließlich agrarisch geprägtes Land. Bis heute sind in der Landwirtschaft 40 % der Arbeitskräfte Vietnams tätig, jedoch trägt dieser Sektor nur mehr 15 % des BIPs bei. Für 2007 verzeichnete man einen Zuwachs von 3,4 %, trotz zahlreicher Naturkatastrophen.
Der von den französischen Kolonialherren 1857 in Vietnam eingeführte Kaffeeanbau hat sich in den letzten 25 Jahren rasant entwickelt, von einer Anbaufläche von 22.000 Hektar 1980 auf heute eine halbe Million Hektar. Damit ist Vietnam hinter Brasilien der weltweit zweitgrößte Kaffeeproduzent geworden. Auslöser für diese Entwicklung war die DDR. Wegen der in den 1980er Jahren stetig gestiegenen Preise für Rohkaffee und dem immensen Bedarf der DDR an diesem wurde ein Ausweg aus dem Problem gesucht, wertvolle harte Währung für Kaffee ausgeben zu müssen. Das damalige sozialistische Bruderland Vietnam bietet gute klimatische Voraussetzungen für den Kaffeeanbau in mittlerweile auch weltmarktfähiger Qualität. Eines der Zentren des vietnamesischen Kaffeeanbaus ist die südliche Hochland-Provinz Đắk Lắk (durchschnittlich bei einer Höhe von 600 m).
Vietnam ist der fünft-größte Reisproduzent (Stand: 2016). In den letzten Jahren ist Vietnam zum viert-größten Fischproduzenten aufgestiegen. Die Mehrheit der jährlichen Produktion von 6,4 Mio. Tonnen (2016) stammt bereits aus der Zucht und nicht mehr aus der traditionellen Fischerei.

### Rohstoffe und Energie
Vietnam verfügte Ende 2017 über bekannte Erdölreserven in Höhe von etwa 600 Millionen Tonnen (bzw. 4400 Millionen Barrel). 2017 wurden täglich ca. 335.000 Barrel gefördert und 486.000 Barrel verbraucht. Die Erdölförderung stagnierte in den letzten 10 Jahren, während der Verbrauch stark zugenommen hat (2007 lag der tägliche Verbrauch noch bei 283.000 Barrel). In Vietnam gibt es eine Raffinerie, die Dung Quất Raffinerie, und eine zweite ist in Bau. Die Raffineriekapazität lag 2017 bei 167.000 Barrel pro Tag.
In Vietnam gibt es weiterhin große Vorkommen von Anthrazitkohle (Reserven von 3.116 Millionen Tonnen) und Erdgas sowie Antimon, Bauxit, Chrom, Gold, Eisen, Phosphaten, Wolfram, Zinn und Zink.
2014 war Vietnam mit 41 Mio. t weltweit dreizehntgrößter Steinkohleförderer.
2017 wurden in Vietnam 190,3 Milliarden Kilowattstunden elektrischer Energie erzeugt. 2005 waren es noch 51,3 Milliarden kWh und 1995 gar nur 14,3 Milliarden. 70,2 Milliarden kWh (37 %) entfielen auf Wasserkraft, 74,3 Milliarden kWh (39 %) auf Kohle und 44,4 Milliarden kWh (23 %) auf Erdgas. Im November 2016 wurden Pläne, ein Kernkraftwerk in der Provinz Ninh Thuận zu errichten, aufgegeben.

### Industrie

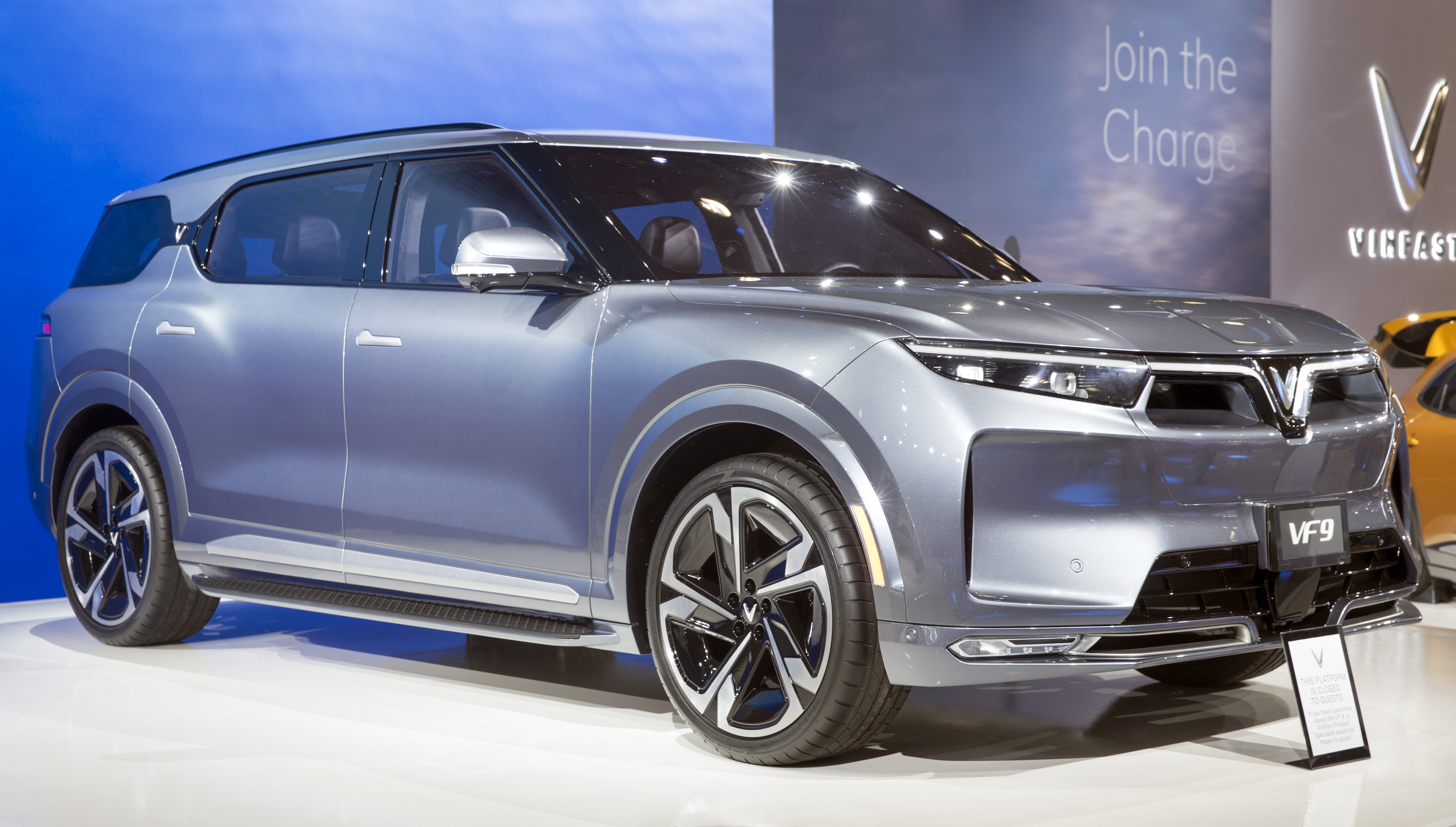
Mit Vinfast hat Vietnam eine eigenen Automobilhersteller, hier der Vinfast VF9

Die Industrie trug im Jahr 2007 42 % zum BIP bei und ist Hauptsäule des Wirtschaftswachstums des Landes mit 10,6 % Zuwachs in diesem Jahr. Der wichtigste Industriezweig ist die Herstellung von Textilien und Schuhen, daneben sind die Herstellung von Zement, Stahl und die Montage von Automobilen bedeutend. Etwa 40 % der Industriebetriebe Vietnams befinden sich nach wie vor in staatlicher Hand und mindestens ein Viertel davon arbeitet defizitär; trotzdem hat die Regierung 2002 beschlossen, dass alle Betriebe, die in sensitiven Bereichen tätig sind, zu 100 % unter staatlicher Kontrolle bleiben. Die vietnamesischen Betriebe sind in der Regel sehr klein und kapitalschwach. Es wird erwartet, dass viele davon die schnell fortschreitende wirtschaftliche Öffnung Vietnams nicht überleben werden.

### Wirtschaftsstruktur

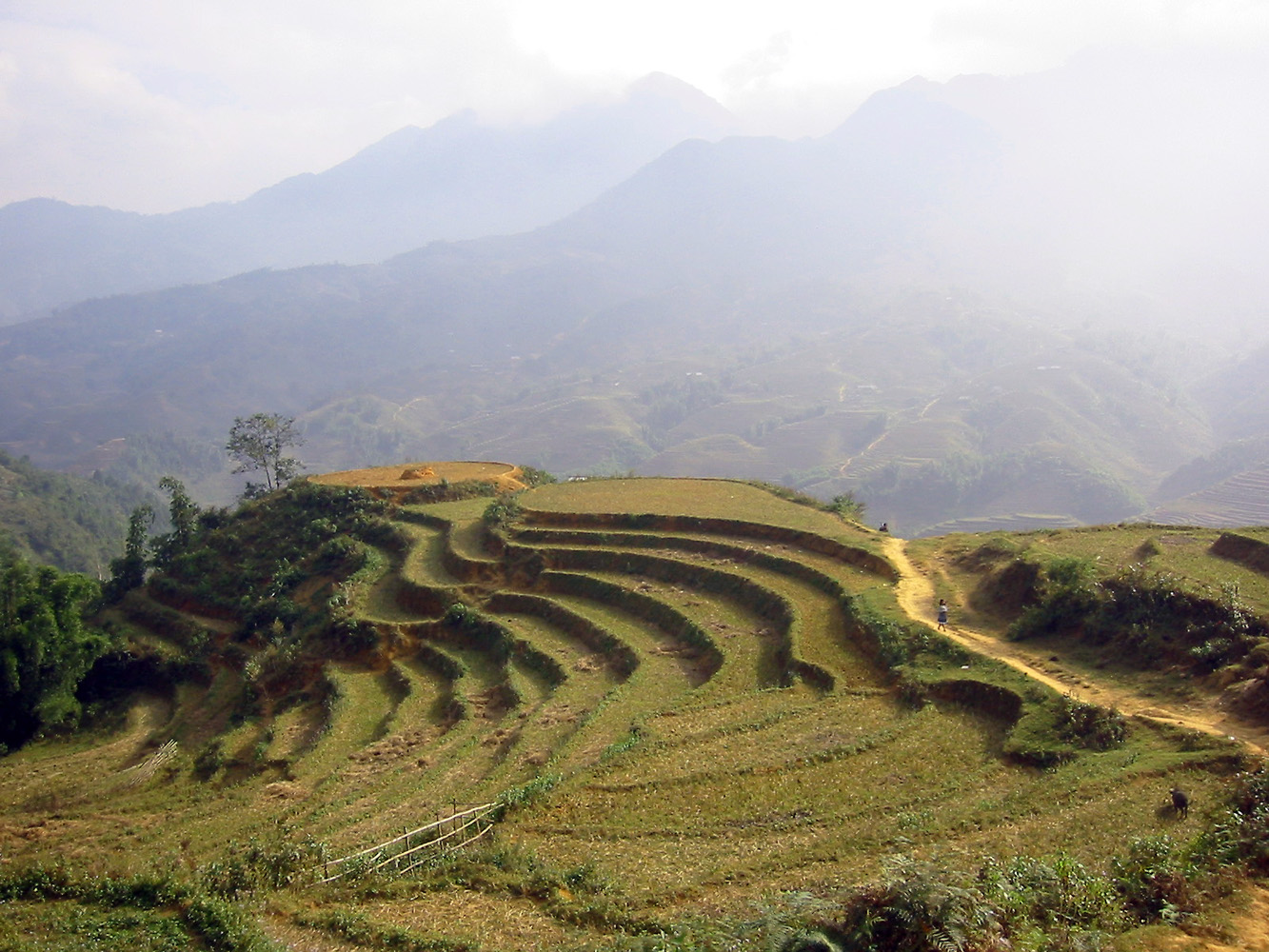
Terrassenfeldbau in Nordvietnam

Vor der Einführung von Đổi mới waren private Unternehmen, abhängig vom Wirtschaftssektor, entweder verboten oder vernachlässigbar. Nur Familienbetriebe waren legal. Einige Zeit nach dem Beginn der Reformen, im Jahr 2002, betrug der Anteil des privaten Sektors am BIP etwa 40 %, wobei der Anteil in der Landwirtschaft besonders hoch war und der Anteil an der Industrieproduktion etwa ein Drittel ausmachte.
Die Asienkrise 1998 hat auch Vietnam stark getroffen und das Wirtschaftswachstum (2001: etwa 5 %) sowie das Interesse ausländischer Investoren hatten zwischenzeitlich merklich nachgelassen. Die Regierung war nun gezwungen eine Reihe von Reformen umzusetzen, um der Wirtschaft weiterhin ein starkes Wachstum zu ermöglichen. Dies beinhaltet vor allem eine Reform der Rechtsordnung, denn rechtliche Unsicherheit schreckte viele potentielle Investoren ab. Ebenso war die Frage von Eigentum an Grund und Boden nicht restlos geklärt und die Unmöglichkeit, landwirtschaftliche Flächen in Industrieflächen umzuwidmen, hat dazu geführt, dass die Preise für Industrieland jene in Japan zeitweise überstiegen.
Die staatlichen Unternehmen stellen für die vietnamesische Wirtschaft ein Problem dar: Sie sind meist unrentabel, international nicht konkurrenzfähig und haben eine hohe Menge an Krediten, die sie wahrscheinlich nicht zurückzahlen werden können und damit das ganze Bankensystem bedrohen. Eine Anzahl von Staatsbetrieben wurde bereits mit anderen Staatsbetrieben fusioniert, oder geschlossen. Der Prozess läuft aber wegen der sozialen Auswirkungen (Arbeitslosigkeit) recht schleppend.
Die Wirtschaft ist durch einen starken Unterschied zwischen dem Norden und dem Süden geprägt, wobei die Wirtschaft im Süden bedeutend dynamischer ist als im Norden. Dies wird meist damit begründet, dass die strategische Lage des Südens besser ist und dass dort Đổi mới – aufgrund der kürzer zurückliegenden Erfahrung mit den Marktmechanismen – schneller gegriffen hat als im Norden.
Die Inflation, die in den 1980er Jahren ein großes Problem darstellte, ist mittlerweile unter Kontrolle. Als Erinnerung an die Inflation bleiben astronomisch wirkende Preise mit vielen Nullen. Es gibt Scheine von 500 bis 500.000 Dong Nennbetrag und mittlerweile auch Münzen ab 500 Dong. Ein Euro ist etwa 27.000 Dong wert (2024), der größte Schein also nur gut 20 €, so dass es normal ist, dass man es bei großen Beträgen mit Bündeln, in Geschäften und Banken bei der Abrechnung auch mit Säcken von Geldscheinen zu tun hat.
Die Arbeitslosenquote lag im Jahr 2017 bei nur 2,2 %, allerdings sind viele Beschäftigungsverhältnisse informeller Natur und Unterbeschäftigung ist verbreitet. 2017 arbeiteten 40,3 % aller Arbeitskräfte in der Landwirtschaft, 25,7 % in der Industrie und 34 % im Dienstleistungssektor. Die Gesamtzahl der Beschäftigten wird für 2017 auf 54,8 Millionen geschätzt.

### Außenwirtschaft

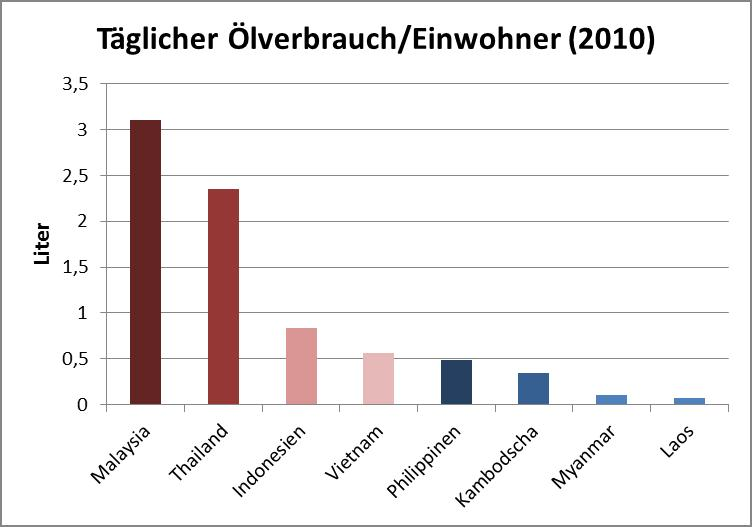
Täglicher Ölverbrauch einiger Länder in Südostasien, Liter pro Tag/Einwohner

Vietnams Außenhandel hat sich in den Jahren seit seiner Integration in die Weltwirtschaft rasant entwickelt und die vietnamesische Volkswirtschaft hat einen Offenheitsgrad erreicht, der etwa dem Thailands entspricht. 2016 wurden Waren im Wert von 176,6 Milliarden US-Dollar exportiert, was gegenüber 2015 einer Steigerung von 9,0 % entspricht. Wichtigste Exportprodukte sind Rohöl, Güter der Leichtindustrie, wie Textilien, Schuhe oder Elektro- und Elektronikgeräte, Holzprodukte und landwirtschaftliche Erzeugnisse wie Meeresfrüchte, Fisch, Reis und Kaffee. Im Jahr 2008 war Vietnam der zweitgrößte Kaffeeproduzent der Welt. Hauptabnehmer für vietnamesische Erzeugnisse sind die USA, die EU-Länder, China und die anderen ASEAN-Staaten.
Vietnams Importe machten 2016 einen Wert von 174,1 Milliarden US-Dollar aus, sie stiegen gegenüber 2016 um 5,0 %. Importiert werden vor allem Maschinen und Fahrzeuge, Erdölprodukte, Eisen und Stahl, Textil- und Ledermaterialien sowie Computer und IT-Ausrüstungen. Die wichtigsten Lieferanten sind die VR China, die anderen ASEAN-Staaten, die EU, Südkorea und Japan. Die USA spielen als Lieferanten für Vietnam eine nur sehr untergeordnete Rolle.
Mit einem Warenhandelsvolumen von gut 50 Milliarden Euro war Vietnam zuletzt der zweitwichtigste EU-Handelspartner in Südostasien, die EU ist ihrerseits global der viertwichtigste Handelspartner Vietnams. Zwischen 2014 und 2018 wuchs der gegenseitige Warenhandel bereits durchschnittlich um 15 % jährlich. Um das volle Potenzial der gegenseitigen Wirtschaftsbeziehungen zu heben, haben sich die EU und Vietnam auf ein umfangreiches Freihandelsabkommen zwischen Vietnam und der Europäischen Union (EVFTA) geeinigt, dem nach dem Europaparlament nun auch der Rat der Europäischen Union zugestimmt hat. EVFTA ist zum 1. August 2020 in Kraft getreten.
Vietnam hat ein relativ hohes Handelsbilanzdefizit, das durch die Einnahmen aus dem Tourismus, durch Zuflüsse von ausländischen Direktinvestitionen, Entwicklungshilfe (2007: 5,4 Milliarden US-Dollar) und Überweisungen von Auslandsvietnamesen (2007: mehr als 5,5 Milliarden US-Dollar) ausgeglichen wird. Deshalb sind Leistungs- und Zahlungsbilanz unter Kontrolle. Aufgrund seiner Attraktivität als Produktionsstandort ist die Handelsbilanz Vietnams inzwischen positiv (Stand 2016). Sogar chinesische Unternehmen haben aufgrund der niedrigeren Lohnkosten ihre Produktion nach Vietnam verlagert.
Vietnam bleibt ein bevorzugtes Ziel für ausländische Direktinvestitionen. Der größte Investor Vietnams 2016 war Südkorea mit einem neu registrierten Investitionsbetrag in Höhe von 5,518 Mrd. USD, entsprechend 36,3 % des gesamten Investitionsvolumens. Danach folgten Singapur mit 1,59 Mrd. USD, Hong Kong mit 1,1 Mrd. USD und Japan 868 Mio. USD. Deutschland steht mit ca. 300 in Vietnam aktiven Unternehmen und einem kumulierten Investitionsbetrag von 1,357 Mrd. USD auf Rang 21 der Investorenliste.
Die Auslandsverschuldung ist mit etwa 16,6 Milliarden US-Dollar bzw. 37 % des BIP (2005) relativ niedrig. Dies liegt vor allem daran, dass Vietnam bis 1993 fast keine Kredite aus dem westlichen Ausland bekommen konnte. Bis 2016 stieg sie auf knapp 60 % des BIP an.
Die vietnamesische Währung ist inoffiziell an den US-Dollar gekoppelt (Crawling Peg).
| Haupthandelspartner (2020) | Haupthandelspartner (2020) | Haupthandelspartner (2020) | Haupthandelspartner (2020) |
| Ausfuhr (in %) nach        | Ausfuhr (in %) nach        | Einfuhr (in %) von         | Einfuhr (in %) von         |
| -------------------------- | -------------------------- | -------------------------- | -------------------------- |
| Vereinigte Staaten         | 27,4                       | Volksrepublik China        | 32,2                       |
| Volksrepublik China        | 17,4                       | Südkorea                   | 17,9                       |
| Japan                      | 6,8                        | Japan                      | 7,8                        |
| Südkorea                   | 6,8                        | Taiwan                     | 6,4                        |
| Hongkong                   | 3,7                        | Vereinigte Staaten         | 5,3                        |
| Niederlande                | 2,5                        | Thailand                   | 4,2                        |
| Deutschland                | 2,4                        | Malaysia                   | 2,5                        |
| sonstige Länder            | 33,0                       | sonstige Länder            | 23,7                       |
| Quelle: GTAI               |                            |                            |                            |

| Hauptprodukte des Außenhandels (2020) | Hauptprodukte des Außenhandels (2020) | Hauptprodukte des Außenhandels (2020) | Hauptprodukte des Außenhandels (2020) |
| Ausfuhrgüter (Anteil in %)            | Ausfuhrgüter (Anteil in %)            | Einfuhrgüter (Anteil in %)            | Einfuhrgüter (Anteil in %)            |
| ------------------------------------- | ------------------------------------- | ------------------------------------- | ------------------------------------- |
| Elektronik                            | 38,3                                  | Elektronik                            | 29,5                                  |
| Textilien u. Bekleidung               | 13,5                                  | Chemische Erzeugnisse                 | 11,3                                  |
| Nahrungsmittel                        | 8,5                                   | Elektrotechnik                        | 8,4                                   |
| Quelle: GTAI                          |                                       |                                       |                                       |

| Entwicklung des Außenhandels                                 | Entwicklung des Außenhandels                                 | Entwicklung des Außenhandels                                 | Entwicklung des Außenhandels                                 | Entwicklung des Außenhandels                                 | Entwicklung des Außenhandels                                 | Entwicklung des Außenhandels                                 |
| in Mrd. US$ und seine Veränderung gegenüber dem Vorjahr in % | in Mrd. US$ und seine Veränderung gegenüber dem Vorjahr in % | in Mrd. US$ und seine Veränderung gegenüber dem Vorjahr in % | in Mrd. US$ und seine Veränderung gegenüber dem Vorjahr in % | in Mrd. US$ und seine Veränderung gegenüber dem Vorjahr in % | in Mrd. US$ und seine Veränderung gegenüber dem Vorjahr in % | in Mrd. US$ und seine Veränderung gegenüber dem Vorjahr in % |
| ------------------------------------------------------------ | ------------------------------------------------------------ | ------------------------------------------------------------ | ------------------------------------------------------------ | ------------------------------------------------------------ | ------------------------------------------------------------ | ------------------------------------------------------------ |
|                                                              | 2019                                                         | 2019                                                         | 2020                                                         | 2020                                                         | 2021                                                         | 2021                                                         |
|                                                              | Mrd. US$                                                     | % gg. Vj.                                                    | Mrd. US$                                                     | % gg. Vj.                                                    | Mrd. US$                                                     | % gg. Vj.                                                    |
| Einfuhr                                                      | 253,4                                                        | +7,0                                                         | 262,7                                                        | +3,7                                                         | 332,3                                                        | +26,5                                                        |
| Ausfuhr                                                      | 264,3                                                        | +8,4                                                         | 282,7                                                        | +7,0                                                         | 336,3                                                        | +19,0                                                        |
| Saldo                                                        | +10,9                                                        |                                                              | +20,0                                                        |                                                              | +4,0                                                         |                                                              |
| Quelle: GTAI                                                 |                                                              |                                                              |                                                              |                                                              |                                                              |                                                              |

### Tourismus

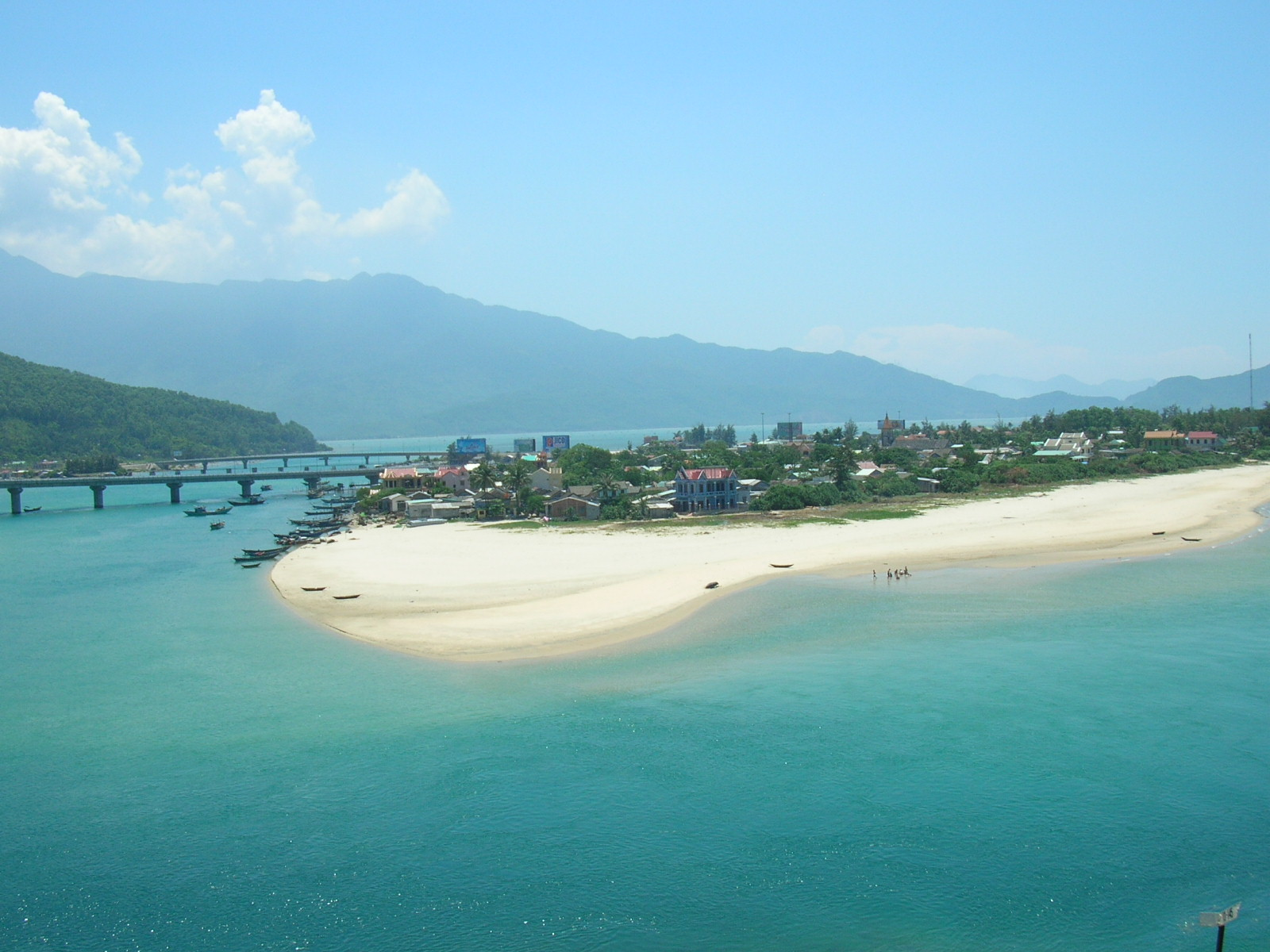
Lăng Cô-Strand in Huế

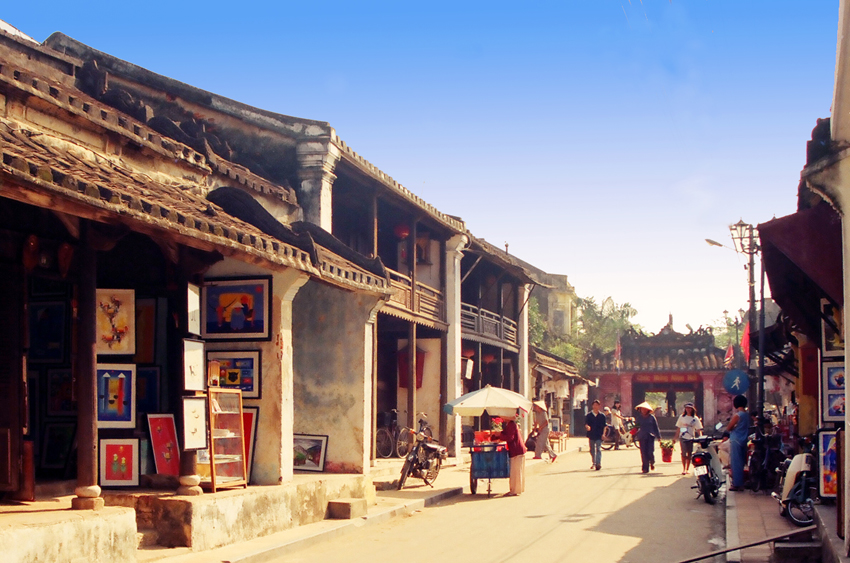
Altstadt in Hội An

In Europa wurde Vietnam eher mit Vietnamkrieg, Kommunismus und Armut assoziiert und zählte zunächst nicht zu den klassischen Urlaubsländern. Bis vor wenigen Jahren wurde Vietnam deshalb fast ausschließlich von Leuten besucht, die sich für die Kultur interessieren, Abenteuer erleben wollten oder mit dem Land nach dem Vietnamkrieg in der einen oder anderen Art emotional verbunden waren.
Seit etwa 1999 erlebt Vietnam einen Boom im Tourismus. Neben Studienreisenden kommen auch immer mehr Rucksack-, Pauschal- und Badetouristen, letztere vor allem aus anderen asiatischen Ländern. Dies beruht z. T. auf einem „Ausweich-Effekt“, der mit der anhaltenden Gewalt und den Terroranschlägen auf den Philippinen und in Indonesien begründet ist, wohingegen Vietnam ein sicheres Land mit niedriger Kriminalität ist. Mittlerweile fahren auch Kreuzfahrtschiffe vietnamesische Häfen an bzw. ankern vor der Küste und bieten Tagesausflüge nach Ho-Chi-Minh-Stadt, Nha Trang, Đà Nẵng oder Huế an.
In den letzten Jahren wurden in einigen Fischerdörfern eilig einige internationale Hotels und Resorts hochgezogen, Restaurants für Ausländer eröffnet und der Aufbau einer touristischen Infrastruktur in Angriff genommen. Mehrere hunderttausend Menschen sind bereits im Tourismus beschäftigt.
Die am meisten besuchten Reiseziele in Vietnam sind Ho-Chi-Minh-Stadt mit rund 5,8 Millionen internationalen Besuchern, gefolgt von Hanoi mit 4,6 Millionen und der Hạ Long Bucht mit 4,4 Millionen Besuchern. Alle drei befinden sich in den Top 100 der meistbesuchten Städte der Welt. In Vietnam gibt es 8 UNESCO-Welterbestätten. In Südostasien gibt es kein Land mit mehr Welterbestätten. Im Jahr 2018 wurde Hội An vom bekannten Reisemagazin „Travel and Leisure“ zu den 15 besten Reisezielen der Welt gewählt.
Ab dem Jahr 2020 sollte der Hanoi Street Circuit mit dem Großen Preis von Vietnam Teil der Formel-1-Rennserie werden. Allerdings wurde das Rennen aufgrund der Corona-Pandemie abgesagt und fand auf Grund von Korruptionsvorwürfen auch 2021 und 2022 keine Berücksichtigung im Rennkalender.

### Staatshaushalt
Der Staatshaushalt umfasste 2016 Ausgaben von umgerechnet 57,2 Mrd. US-Dollar, dem standen Einnahmen von umgerechnet 48,0 Mrd. US-Dollar gegenüber. Daraus ergibt sich ein Haushaltsdefizit in Höhe von 4,5 % des BIP.
Die Staatsverschuldung betrug 2016 126 Mrd. US-Dollar oder 62,4 % des BIP.
2020 betrug der Anteil der Staatsausgaben (in % des BIP) folgender Bereiche:
- Gesundheit: 4,7 %
- Bildung: 4,1 %
- Militär: 1,8 % (2023)

## Infrastruktur

### Erreichbarkeit
In den letzten Jahren konnte die Infrastruktur des Landes, dank hoher Investitionen, deutlich verbessert werden. Im Logistics Performance Index, der von der Weltbank erstellt wird, belegte Vietnam 2018 den 39. Platz unter 160 Ländern.
Die zwei größten Städte des Landes, Hanoi und Ho-Chi-Minh-Stadt haben internationale Flughäfen, die von wenigen europäischen (unter anderem Frankfurt, London und Paris), aber den meisten asiatischen Großstädten direkt angeflogen werden. Daneben gibt es Eisenbahnverbindungen von und nach China und Straßenverbindungen in alle Nachbarländer. Die Grenzübergänge sind meist nur am Tag geöffnet. Ausländer können, sofern sie alle notwendigen Papiere haben, jeden beliebigen Grenzübergang zur Einreise benutzen.

### Verkehr

#### Straßenverkehr

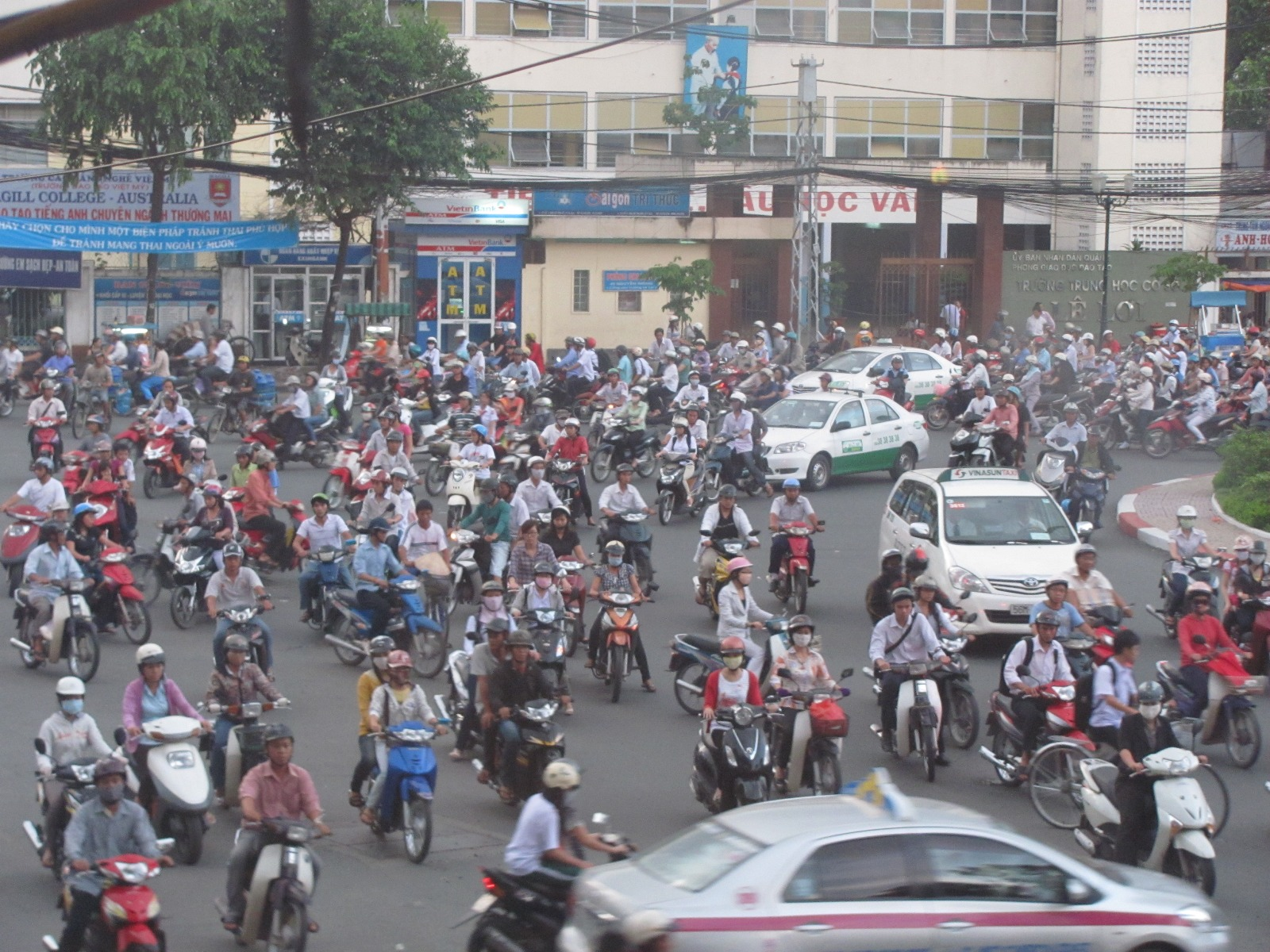
Einige der auf über 2 Millionen geschätzten Mopeds in Ho-Chi-Minh-Stadt

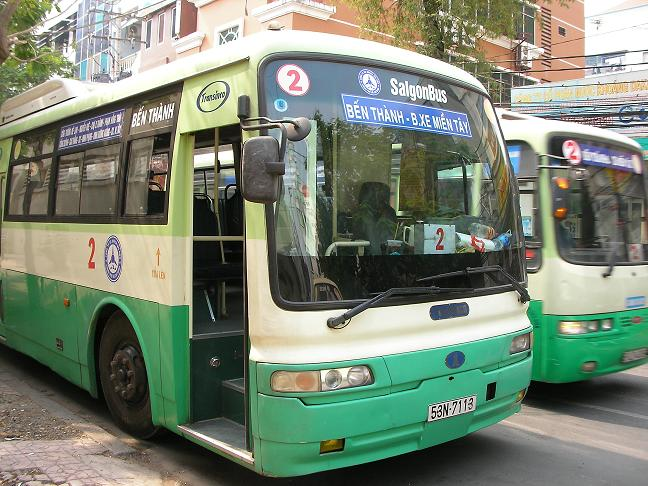
Stadtbusse in Ho-Chi-Minh-Stadt

Vietnams Straßen haben eine Länge von insgesamt etwa 210.000 Kilometern, wovon nur etwa 13,5 % in einem guten Zustand und 29 % asphaltiert sind. 10 % der vietnamesischen Dörfer sind jährlich wegen unpassierbarer Straßen mehr als einen Monat von der Außenwelt abgeschnitten.
Durch starke Anstrengungen im Tiefbau wächst der Anteil, der internationalen Standards entspricht, stetig; vorerst meist in den Einzugsgebieten von Großstädten. Trotz der fortschreitenden Asphaltierung ist der größere Teil in eher schlechtem Zustand. Straßen in einer Qualität, die man als Autobahn bezeichnen könnte, gibt es nur wenige. Die wichtigste Straße Vietnams, die über 2100 km als verkehrstechnisches Rückgrat durch das gesamte Land von der chinesischen Grenze bis ins Mekongdelta verläuft, ist die Nationalstraße 1, vietnamesisch Quốc lộ 1A.
Derzeit wird an einer zweiten Nord-Süd-Verbindung gebaut, dem so genannten Ho-Chi-Minh-Highway, der auf weiten Strecken entlang der Strecke des berühmten Ho-Chi-Minh-Pfads verläuft. Nach ihrer Fertigstellung soll diese 1690 km lange und 500 Millionen US-Dollar teure Straße Hanoi mit Ho-Chi-Minh-Stadt verbinden. 2006 waren bereits 960 km der Strecke zwischen den Orten Khe Co (Provinz Ha Tinh) und Ngoc Hoi (Provinz Kon Tum) in Form einer meist zweispurigen Asphaltstraße fertig gestellt. Nach der Fertigstellung wird diese Route eine attraktive Alternative zur Nationalstraße 1 darstellen. Zum einen wird der Verkehr weniger dicht sein, zum anderen führt die geplante Strecke durch reizvolle Landschaften. Dabei wird sie allerdings auch einige der letzten, bisher unberührten Wildnisgebiete und Nationalparks an der laotischen Grenze durchschneiden.
In Vietnam herrscht offiziell Rechtsverkehr. In der Regel wird jedoch gefahren, wo gerade Platz ist. Kreuzungen, die mit Ampeln geregelt sind, kommen eher in den Städten vor. Auch wenn die Regierung versucht, den Busverkehr zu fördern, ist das bedeutendste Nahverkehrsmittel das Moped, das bei wohlhabenderen Familien zunehmend vom Auto abgelöst wird. Die bis vor wenigen Jahren allgegenwärtigen Fahrrad-Rikschas (Cyclo) richten sich in den Großstädten heute meist an die Touristen. Auch andere Formen des „Taxifahrens“ sind bei Touristen populär, so in den Innenstädten das Mopedtaxi (Xe Ôm). Seit 2007 gilt in Vietnam die Helmpflicht und die Bußgelder sind recht hoch. Es ist erlaubt, maximal zwei schwere oder drei leichte Personen mit einem Moped zu befördern.

#### Schienenverkehr

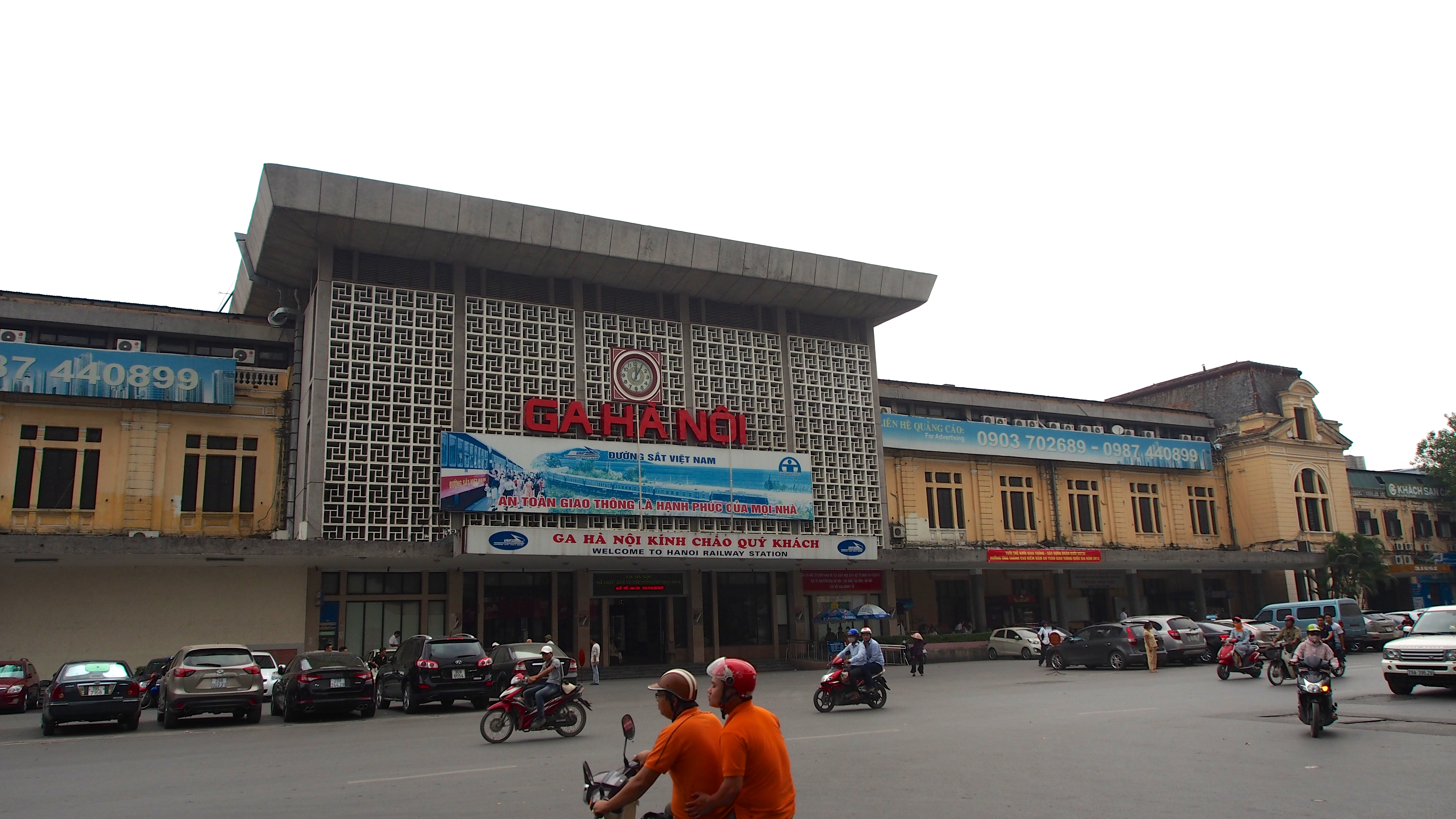
Ga Hanoi, Hauptbahnhof der vietnamesischen Hauptstadt Hanoi

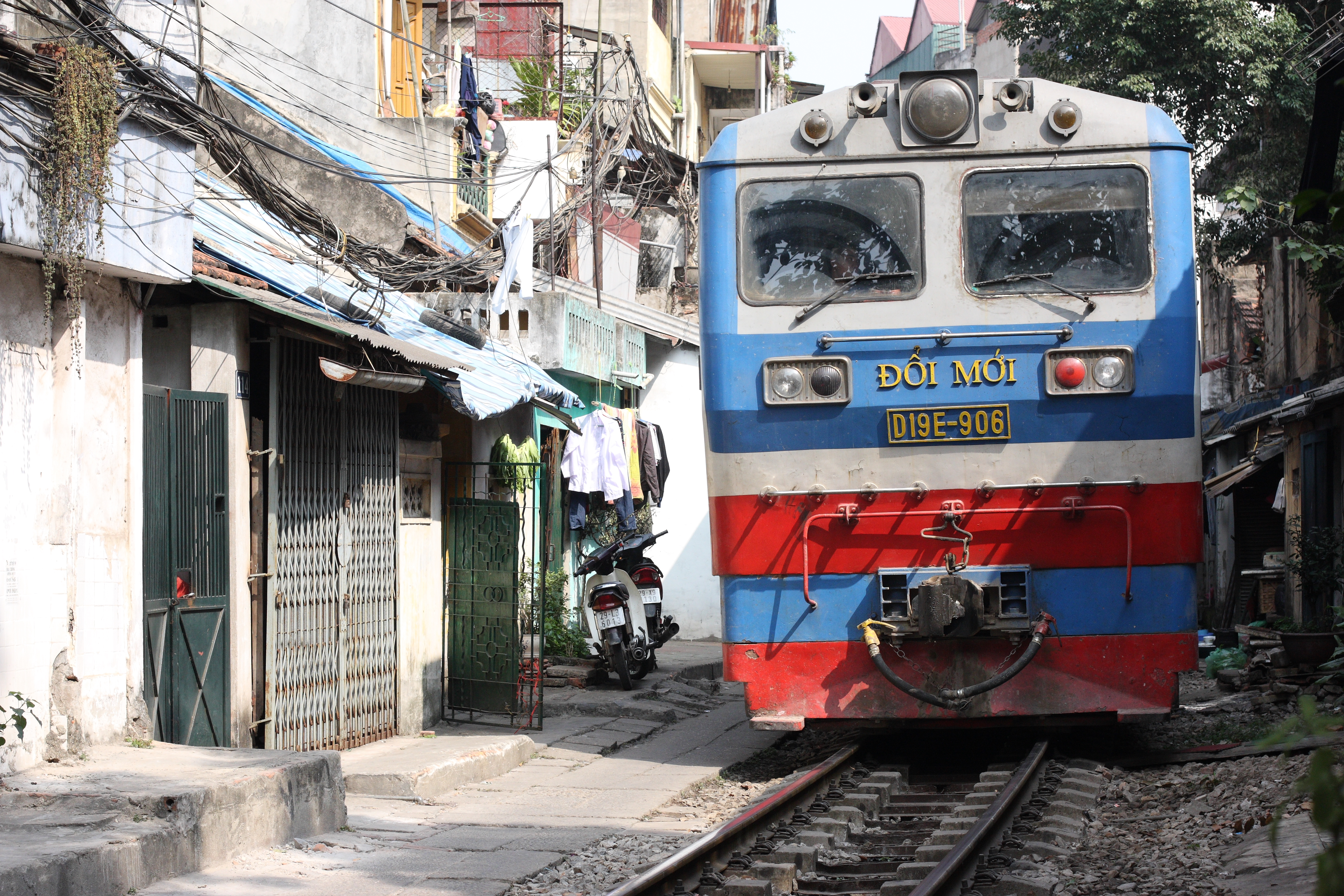
Zug in Hanoi

Das vietnamesische Eisenbahnnetz besteht aus sechs Linien mit 3260 Kilometern Schiene, stammt größtenteils aus der Kolonialzeit und wird nur langsam modernisiert. Die längste Linie führt von Hanoi nach Ho-Chi-Minh-Stadt; für die 1730 Kilometer benötigt der Reunification Express 29,5 Stunden. Das Bahnnetz ist überwiegend in Meterspur ausgeführt, zwischen Hanoi und der chinesischen Grenze gibt es ein Dreischienengleis mit Normalspur. Grenzüberschreitende Verbindungen gibt es zurzeit nur nach China über die Grenzübergänge Đồng Đăng sowie Lào Cai.
Die Züge sind ausschließlich dieselbetrieben. Ältere Fahrzeuge stammen großteils aus sowjetischer Produktion, in den letzten Jahren ist China der Hauptlieferant. Die Errichtung einer Hochgeschwindigkeitsstrecke zwischen Hanoi und Ho-Chi-Minh-Stadt mit einem Baubeginn 2027 und Fahrbetrieb ab 2035 sind in Planung.
Fahrkarten werden in verschiedenen Klassen verkauft (drei Sitzplatzkategorien, Schlafabteile mit zwei bis sechs Plätzen pro Abteil). Alle Klassen außer der billigsten sind klimatisiert.
In Hanoi nahm 2021 die erste U-Bahn den Betrieb auf. In der bevölkerungsreichsten Ho-Chi-Minh-Stadt wurde Ende 2024 die erste U-Bahn-Linie in Betrieb genommen.

#### Luftverkehr
Die wichtigste Fluglinie des Landes ist die staatliche Vietnam Airlines. Sie bietet zahlreiche Flüge in andere asiatische Länder sowie einige Interkontinentalstrecken an und bedient die meisten Flughäfen in Vietnam. Besonders hier sind neben den Strecken zwischen den großen Städten des Landes auch die abgelegenen kleineren Städte im eher schwach erschlossenen Bergland von Bedeutung, die hier zumeist über einen eigenen Flugplatz verfügen. Die Flotte von Vietnam Airlines entspricht internationalem Niveau. Im regionalen Flugverkehr Südvietnams ist die Vietnam Air Service Company (VASCO) aktiv, eine Tochtergesellschaft der Vietnam Airlines.

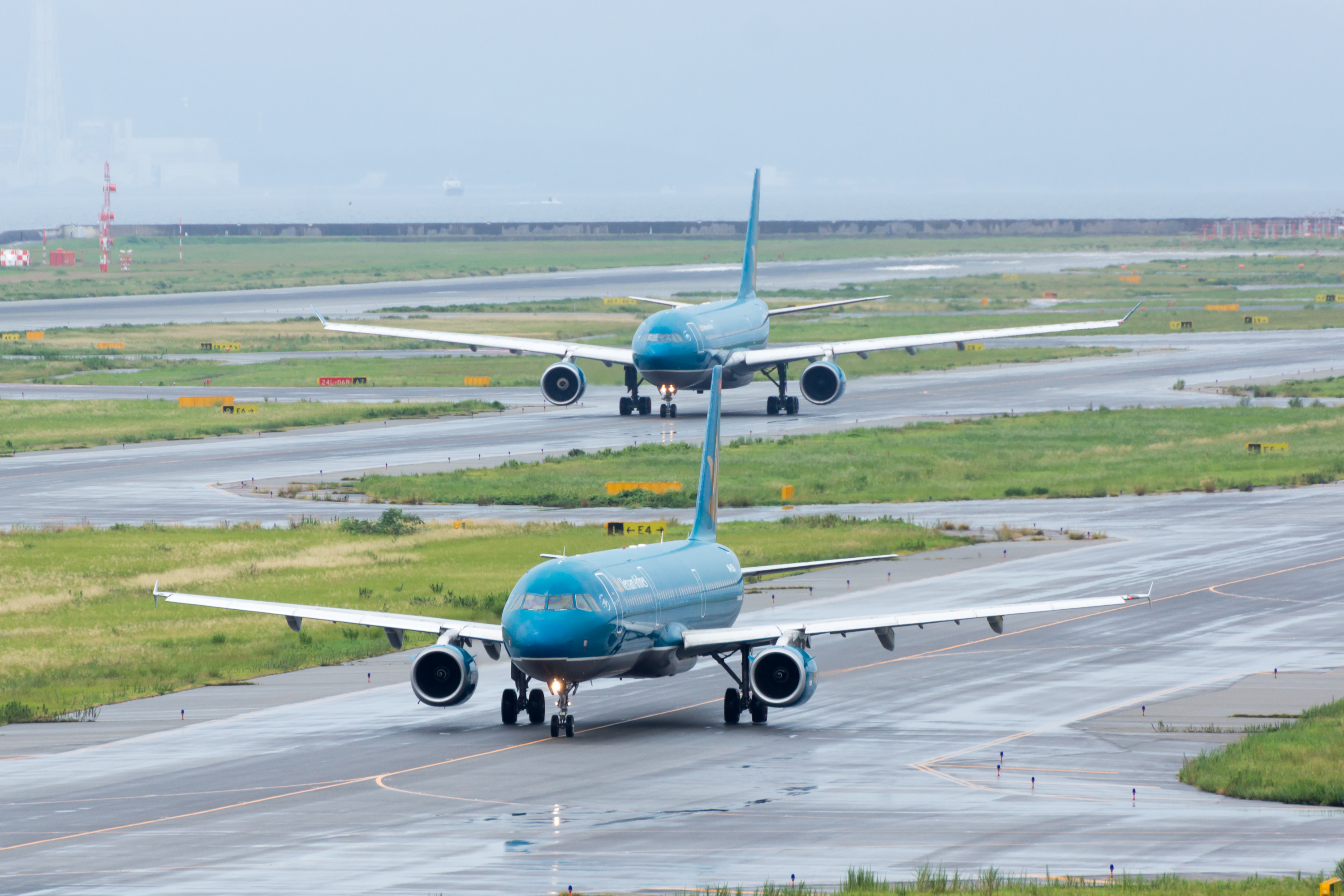
Flugzeuge der wichtigsten Fluggesellschaft Vietnams, der Vietnam Airlines auf dem Flughafen Tan-Son-Nhat in Ho-Chi-Minh-Stadt

Überwiegend auf den Inlandsmarkt sind die Billigfluglinien Jetstar Pacific Airlines und VietJet Air fokussiert. Anfang 2019 nahm auch Bamboo Airways den Betrieb auf. Diese Fluglinien besitzen westlichem Standard entsprechende Flotten mit nur einer Beförderungsklasse und haben relativ günstige Tarife, die jedoch die Gepäckbeförderung nicht einschließen.
Der Flughafen Flughafen Tan-Son-Nhat in Ho-Chi-Minh-Stadt und der Flughafen Hanoi sind die beiden wichtigsten Flughäfen des Landes. Außerdem wird momentan der Großflughafen Ho Chi Minh Stadt-Long Thanh in der Nähe von Ho-Chi-Minh-Stadt gebaut.

#### Wasserverkehr

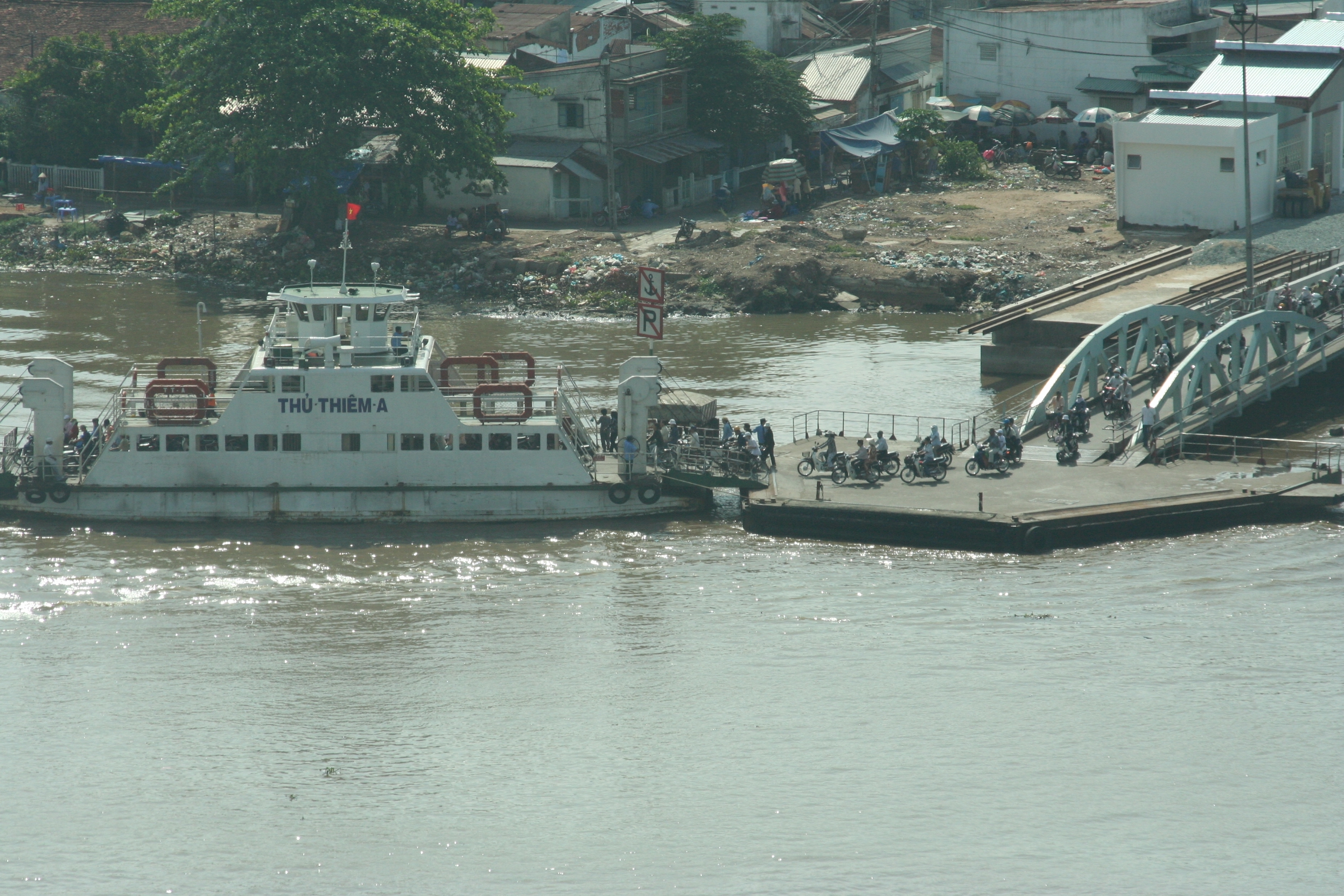
Fähre in Ho-Chi-Minh-Stadt

Vietnam verfügt über etwa 5000 Kilometer Wasserstraßen, die ganzjährig befahrbar sind. Besonders im Mekongdelta ist der Wassertransport wichtig, und die Straßen werden durch zahlreiche Flussarme unterbrochen, die mittels Fähre überbrückt werden müssen.
Die wichtigsten Seehäfen sind Ho-Chi-Minh-Stadt, Hải Phòng, Đà Nẵng, Quang Ninh, Qui Nhon sowie Cần Thơ. 2005 wurden etwa 15 Millionen Tonnen Fracht umgeschlagen, nach 4,5 Millionen im Jahr 1993.

### Rettungswesen: Feuerwehr
In der Feuerwehr in Vietnam waren im Jahr 2019 landesweit 9.825 Berufs- und 920.729 freiwillige Feuerwehrleute organisiert, die in 269 Feuerwachen und Feuerwehrhäusern tätig sind. Die vietnamesischen Feuerwehren wurden im selben Jahr zu 3.790 Brandeinsätzen alarmiert Hierbei wurden 85 Tote von den Feuerwehren geborgen und 126 Verletzte gerettet. Die nationale Feuerwehrorganisation Cục Cảnh sát phòng cháy, chữa cháy và cứu nạn, cứu hộ repräsentiert die vietnamesischen Feuerwehren.

### Telekommunikation
Im Telefonnetz Vietnams gab es in den letzten Jahren viele Investitionen. Wo investiert wurde, kommt modernste Technologie zum Einsatz, dementsprechend zuverlässig und komfortabel ist das Netz. Wo noch nicht investiert wurde, ist das Telekommunikationsnetz weit zurückgeblieben. Für Mitte 2004 wurden 4,9 Millionen Festnetzanschlüsse, 3,4 Millionen Mobiltelefone und 5,1 Millionen Internet-Benutzer gezählt. Im Jahr 2020 nutzten 70 Prozent der Einwohner Vietnams das Internet.
Im Jahr 2016 gab es in fast allen größeren Orten Breitbandinternet. Standardmäßig kommt hier Glasfaserkabel bis zum Endkunden zum Einsatz. Fast überall finden sich offene WLANs. In Lokalen oder Hotels gibt es standardmäßig Gratis-WLAN.
Es existieren mehrere gut ausgebaute Mobilfunknetze mit 3G- und HSDPA-Internet. SIM-Karten mit reichlich Datenvolumen werden praktischerweise an jeder Ecke angeboten. Die Tarife sind auch für Einheimische ziemlich günstig. Praktisch jeder Vietnamese verfügt inzwischen über ein Mobiltelefon oder zunehmend über Smartphones.
Die Internet-Cafés, von denen es im ganzen Land eine hohe Anzahl gibt, werden überwiegend für Onlinespiele besucht. Ähnlich wie in China ist die Regierung besorgt, dass durch das Internet das staatliche Informationsmonopol untergraben wird und letzten Endes die Legitimität der Alleinregierung der Kommunistischen Partei in Frage gestellt werden könnte. Deshalb kommt für das ganze Land ein Gateway (Vietnam Data Communications) mit Filtersystem zum Einsatz, das unerwünschte Inhalte blockieren soll. Dazu gehörte in der Vergangenheit mehrmals die vietnamesischsprachige Webpräsenz der BBC.

## Kultur

### Generelles
Die vietnamesische Kultur hat ihre Anfänge in der Dong-Son-Kultur vor etwa 3000 Jahren. Sie war anderen südostasiatischen Kulturen sehr ähnlich.
Die heutige vielfältige Kultur Vietnams ist eine Mischung aus originären lokalen Kulturen der Vietnamesen und anderer Völker des Landes sowie chinesischen und westlichen Elementen.

### Feiertage
| Datum                        | Deutscher Name               | Vietnames. Name          | Anmerkungen                                                                  |
| ---------------------------- | ---------------------------- | ------------------------ | ---------------------------------------------------------------------------- |
| 1. Januar                    | Neujahr                      | Tết Tây                  |                                                                              |
| Ende Januar bis Ende Februar | Fest des Ersten Morgens      | Tết Nguyên Đán           | Bedeutendstes Fest an den ersten drei Tagen des Jahres nach dem Mondkalender |
| 30. April                    | Tag der Befreiung des Südens | Ngày Giải Phóng Miền Nam | Fall von Saigon im Jahr 1975                                                 |
| 1. Mai                       | Tag der Arbeit               | Ngày Quốc Tế Lao Động    |                                                                              |
| 2. September                 | Unabhängigkeitstag           | Quốc Khánh               | Unabhängigkeitserklärung von Hồ Chí Minh 1945                                |

### Medien
Alle Medien Vietnams werden vom Staat und damit der Kommunistischen Partei Vietnams gesteuert; nur von der Regierung genehmigte Informationen dürfen veröffentlicht werden. Zeitungen, die sich diesen Regeln entzogen haben, wurden wiederholt zensiert; ebenso wurden Dissidenten, die kritische Informationen über das Internet verbreitet hatten, in Haft genommen, sobald das Regime ihrer habhaft wurde. 2016 setzten sich beim Parteikongress die Hardliner der KP durch, woraufhin zahlreiche Medienschaffende zu langen Haftstrafen verurteilt wurden – oft aufgrund schwammiger Vorwürfe wie „Propaganda gegen den Staat“. Zum Stand 2018 saßen laut RSF zwanzig Online-Aktivisten und Bürgerjournalisten im Gefängnis. Im Dezember 2017 gaben die Vietnamesischen Streitkräfte den Einsatz einer Cyber-Armee zur Bekämpfung „falscher“ Informationen im Internet bekannt. Ein 2019 in Kraft getretenes Gesetz gegen Internetkriminalität schreibt ausländischen Online-Plattformen vor, die Daten einheimischer Nutzer auf Servern in Vietnam zu speichern und sie den Behörden auf Anweisung auszuhändigen. Die Nichtregierungsorganisation Reporter ohne Grenzen sieht in Vietnam eine sehr ernste Lage für die Pressefreiheit.
In den Büchereien der Großstädte ist ausländische Literatur in verschiedenen Sprachen als Lehrmaterial erhältlich. Auch englischsprachige Printmedien werden in Vietnam angeboten. Dies sind zum einen Zeitschriften, die sich an Touristen richten und Reise- oder Unterhaltungsmöglichkeiten bewerben. Die meisten englischsprachigen Publikationen richten sich an Geschäftsleute und verkünden die neuesten Errungenschaften der Wirtschaftspolitik Vietnams. Ausländische Publikationen werden nicht zensiert, sind aber für die durchschnittlichen Vietnamesen sehr teuer. Alte Exemplare von ausländischen Zeitungen werden häufig von Straßenhändlern angeboten.

Logo von VTV (Vietnam TV)

Das staatliche vietnamesische Radio und Fernsehen strahlt mehrere teils landesweite, teils regionale Programme aus. Der staatliche Auslandsdienst Voice of Vietnam, der seit der Augustrevolution existiert und während des Vietnamkrieges hauptsächlich Propaganda gegen die Vereinigten Staaten ausstrahlte, sendet auch heute noch Propaganda im Sinne der Regierung. Es werden halbstündige Programme auf Englisch, Französisch, Russisch, und seit dem 1. März 2006 auch in deutscher Sprache produziert, die sich an Hörer in Europa richten. Die Sendungen werden auf Kurzwelle und via Stream ausgestrahlt und sollen in Hanoi laut einer Quelle auch auf UKW verbreitet werden.
Das staatliche Fernsehen VTV betreibt sieben Programme. Zudem sind ausländische Fernsehsender (z. B. ESPN, BBC, CNN, TV5 oder Deutsche Welle TV) mit entsprechenden digitalen Decodern empfangbar.

### Sport
Special Olympics Vietnam wurde 2006 gegründet und nahm mehrmals an Special Olympics Weltspielen teil.